# Harry Potter (série de films)
Vous lisez un « bon article » labellisé en 2022.
Pour les articles homonymes, voir Harry Potter (homonymie).
Cet article concerne les films Harry Potter. Pour la série télévisée, voir Harry Potter (série télévisée). Pour le personnage, voir Harry Potter (personnage). Pour la série littéraire, voir Harry Potter.
 Pour plus de détails, voir Fiche technique et Distribution
La série de films Harry Potter [ˈhæɹi ˈpɒtə] est une série américano-britannique fantastique de huit films, produite par Warner Bros. Pictures et adaptée des sept romans éponymes de la romancière J. K. Rowling. Commencée en 2001, elle s’achève en 2011 avec la sortie du dernier opus, scindé en deux parties.
À l'image des livres, chaque épisode cinématographique, à l'exception des deux derniers, retrace les aventures de Harry Potter sur une année scolaire à l'école de sorcellerie de Poudlard, en compagnie de ses deux meilleurs amis Ron Weasley et Hermione Granger. L'intrigue principale de la série mène à la confrontation entre Harry et Lord Voldemort, un puissant mage noir à la recherche de l'immortalité et du pouvoir sur le monde des sorciers.
Les rôles principaux de Harry, Ron et Hermione sont respectivement joués par les acteurs britanniques Daniel Radcliffe, Rupert Grint et Emma Watson, âgés d'environ 10 ans au début de la production. Les trois interprètes conserveront leur rôle pendant les dix années de tournage de la série.
Bien que « boudée » par l'Académie des arts et des sciences du cinéma qui ne lui décerne aucun Oscar, la série de huit films remporte plusieurs récompenses notables, notamment pour ses décors, ses effets spéciaux et ses bandes originales, et connaît un immense succès commercial et culturel dans le monde, à l'instar de la série de romans dont elle a été adaptée et des nombreux produits dérivés. La série rapporte au total plus de 8 milliards de dollars et oscille, entre 2011 et 2017, entre la seconde et la troisième place des franchises les plus rentables de tous les temps. Le dernier épisode, Harry Potter et les Reliques de la Mort, partie 2, réalise en 2011 le meilleur démarrage de l’histoire du cinéma et rentabilise à lui seul le budget total nécessaire à la production des huit films.
À partir de 2012, les décors principaux des films sont exposés aux studios de Leavesden à Londres. Une zone thématique, The Wizarding World of Harry Potter, construite au sein de plusieurs parcs d'attractions Universal à travers le monde, et comportant notamment une réplique du château de Poudlard et du village sorcier de Pré-au-Lard grandeur nature, rencontre un succès considérable. À partir de 2016, l'univers cinématographique de Harry Potter s'étend également à travers la série de films dérivée Les Animaux fantastiques, qui fait appel à la même équipe technique.
En janvier 2022, une émission de rétrospective intitulée Retour à Poudlard est diffusée à la télévision. Elle célèbre les 20 ans du premier film et met en scène les retrouvailles des acteurs principaux et des différents réalisateurs de la franchise.

## Présentation

### Univers
Les films sont adaptés des romans Harry Potter de J. K. Rowling, qui appartiennent au genre « low fantasy », mais correspondent également par de nombreux aspects au roman d'apprentissage,. L'histoire du héros orphelin éponyme est ancrée dans la société britannique des années 1990. Alors qu'il est élevé par son oncle et sa tante moldus, hautains et antipathiques, il découvre à l'âge de 11 ans qu'il possède des facultés magiques et qu'il est inscrit depuis sa naissance à l'école de sorcellerie de Poudlard, dirigée par Albus Dumbledore. L'intrigue principale de la série mène à la confrontation entre Harry et Lord Voldemort, un mage noir à la recherche de l'immortalité.
À l'image des livres, chaque épisode cinématographique (à l'exception des deux derniers) retrace les aventures de Harry Potter sur une année scolaire à Poudlard, en compagnie de ses deux amis Ron Weasley et Hermione Granger. Dans le premier film, Harry prend peu à peu conscience qu'il est un sorcier et les quarante premières minutes tournent autour de cette révélation. Le spectateur découvre ensuite l'univers à travers ses yeux.
Les décors, créatures et objets créés pour les films ont été conçus en étroite collaboration avec l'auteure J. K. Rowling, qui a pu suivre tout le processus d'adaptation de son univers à l’écran. L'action se déroule principalement dans le château médiéval abritant l'école, censé se situer dans les Highlands, mais aussi dans les environs de Londres et dans des villages fictifs de la campagne sud-anglaise (Godric's Hollow, Little Hangleton, Tinworth). Selon Rowling, l'architecture reproduite par l'équipe de Stuart Craig dans les films, proche des styles Tudor, georgien ou victorien, est une représentation fidèle de ce qu'elle a pu imaginer.
Selon l'essayiste Jean-Claude Milner, le monde des Moldus, tel qu'il est dépeint dans les films, représente la société capitaliste et industrielle de la fin du XXe siècle, alors que la communauté magique de Grande-Bretagne, disposant de sa propre organisation gouvernementale (le ministère de la Magie) avec ses propres lois, son système économique et ses médias, fonctionne à contre-courant en étant détachée de toute technologie moderne.

### Synopsis

#### Harry Potter à l'école des sorciers(2001)

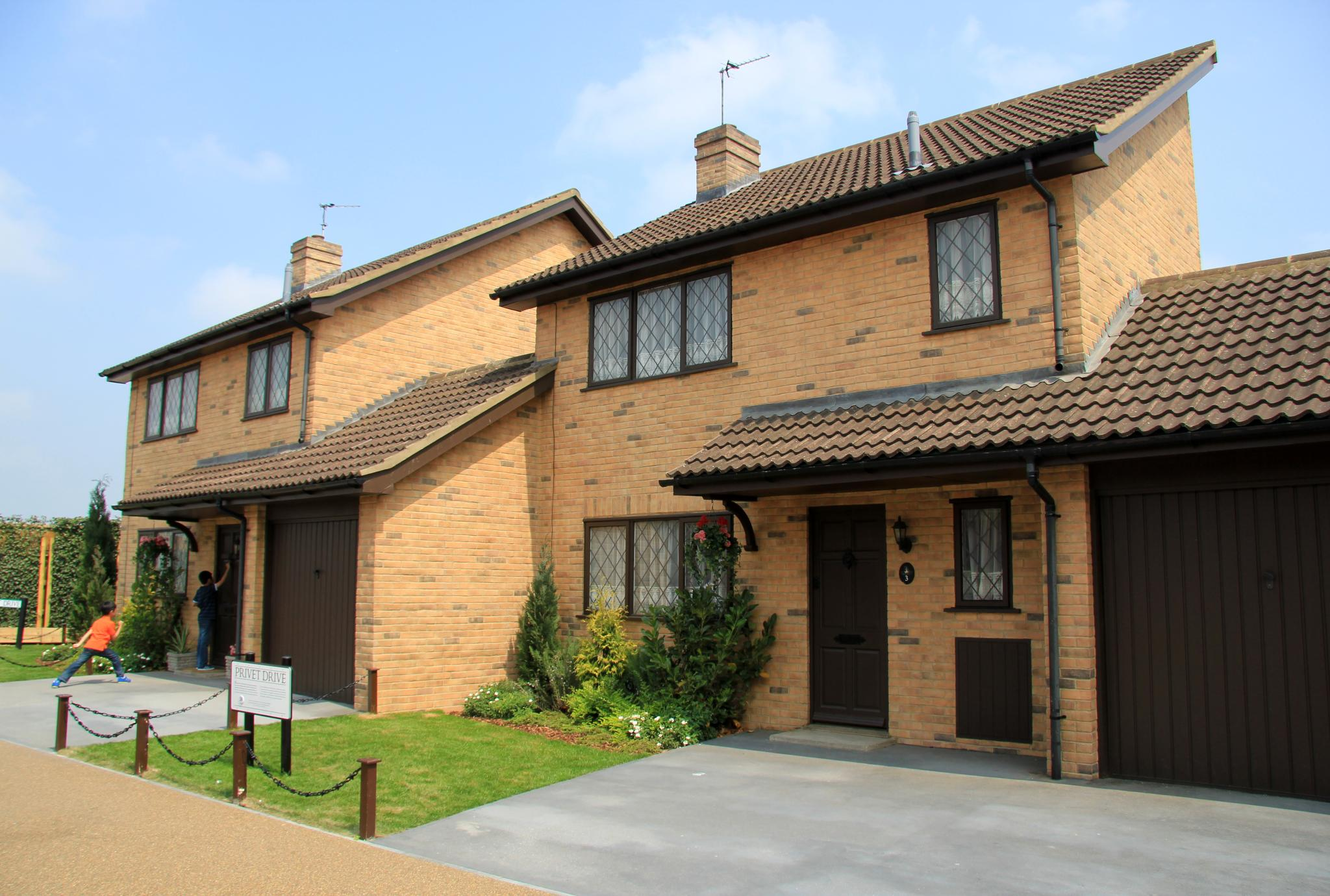
Façade du no 4 de Privet Drive, construite aux studios Harry Potter (2012).

Un soir après un tragique événement, les professeurs Albus Dumbledore, directeur de Poudlard, et Minerva McGonagall, directrice adjointe, attendent Rubeus Hagrid, un demi-géant, gardien des clés et des lieux à Poudlard arriver avec un bébé du nom de Harry Potter. Ce dernier qui vient de perdre ses parents Lily et James Potter est déposé chez sa tante Petunia Dursley, la sœur de Lily et son oncle Vernon. Dumbledore lui souhaite bonne chance.
Dix ans plus tard, Harry n'a pas la vie heureuse chez les Dursley qui le maltraitent. Vivant dans le placard sous l'escalier, il est chargé des taches ménagères de la maison et subit les sarcasmes des Dursley. Le jour de l'anniversaire de son cousin, une sortie au zoo est organisée. Mais celui-ci se retrouve piégé dans la cage du serpent après la disparition inexpliquée de la vitre laissant s'échapper le reptile. Vernon, considérant cela comme la faute de son neveu, l'enferme dans son placard. Plus tard, une lettre destinée à Harry arrive chez les Dursley. Mais son oncle la lui confisque avant qu'il ne puisse la lire, voyant qu'elle vient de la mystérieuse école de Poudlard. L'école ne recevant aucune réponse, d'autres lettres, en nombre croissant, sont envoyées en vain. Les Dursley, envahis de lettres, décident de se réfugier dans un phare. Mais la nuit de son anniversaire, Rubeus Hagrid fait irruption dans le phare pour venir chercher Harry afin de l'emmener à l'école de sorciers de Poudlard où il est admis d'après les lettres qu'il a reçu, mais n'ayant pu les lire. Celui-ci découvre qu'il est un sorcier, mais qu'il éprouve une haine féroce de la part de son oncle et sa tante en raison de l'appartenance de ses parents au monde des sorciers et lui ont menti sur la mort de ses parents en lui ayant dit qu'ils avaient eu un accident de voiture. Harry décide de suivre le demi-géant. Avec lui, il se rend au chemin de Traverse. Tous deux se rendent à la banque où Hagrid récupère un étrange paquet, puis Hagrid aide Harry à acheter ses fournitures scolaires, parmi lesquelles se trouve sa baguette magique en bois de houx contenant une plume de phénix en son cœur, qu'il achète dans la boutique Ollivander. C'est également ce jour-là qu'il découvre sa célébrité et qu'il reçoit de Hagrid, en guise de cadeau d'anniversaire, une chouette harfang des neiges qu'il nommera Hedwige. Hagrid lui explique le soir l'origine de sa célébrité : un puissant sorcier du nom de Voldemort avait tué ses parents avant de vouloir s'en prendre à Harry alors bébé, mais une raison mystérieuse en lui réduit le sorcier à néant.
Lors de son voyage vers Poudlard, Harry fait la connaissance de Ron Weasley dans le train, avec qui il se lie immédiatement d'amitié. Puis il fait la connaissance d'une autre élève, Hermione Granger, une sorcière d'origine moldue. Les deux garçons ne l'apprécient pas. Une fois arrivés à Poudlard, Harry rencontre aussi Drago Malefoy, un garçon arrogant et méprisant, appartenant à une famille de sorciers dite de « sang-pur ». Lors de la répartition des élèves dans une des quatre maisons de Poudlard, le « choixpeau », après avoir longuement hésité avec Serpentard, l'envoie finalement - et à cause de l'insistance de Harry - à Gryffondor, tout comme Ron et Hermione. Rapidement, il suscite l'antipathie du professeur Rogue ainsi que de Drago Malefoy, qui a rejoint Serpentard. Pendant les premiers cours ou Harry découvre les pouvoirs de sorciers, l'attitude de Hermione énerve Ron, du fait de son trop grand attachement aux règles et de sa tendance à leur démontrer sans cesse ses connaissances du monde magique. Pourtant le soir d'Halloween, un troll des montagnes libéré s'introduit dans le château et se réfugie dans les toilettes des filles où se trouve Hermione. Harry et Ron lui portent secours et tous trois réussissent à l'assommer. À partir de ce moment, les trois enfants deviennent inséparables.
En parallèle, Harry découvre également ses talents sur un balai magique lors du premier cours de vol quand celui-ci n'hésite pas à s'envoler pour récupérer un objet lancé par Drago qui appartient à un de ses camarades. Cette action, bien qu'interdite, est remarquée par le professeur McGonagall, sa directrice de maison. Cette dernière le nomme attrapeur de l'équipe de quidditch de Gryffondor, un sport pratiqué chez les sorciers, et lui offrira un Nimbus 2000. Le jour du match, Harry fait ses preuves en attrapant le Vif d'or faisant gagner son équipe. Mais il est manqué d'être tué, jusqu'à ce que Hermione enflamme la cape de Rogue qui murmurait des formules magiques. Après le match, les trois enfants ont une discussion avec Hagrid où ils font part de leur soupçons concernant le professeur Rogue après la tentative de meurtre contre Harry. Ils évoquent également l'immense chien à trois tête du nom de Touffu qu'ils ont découvert par hasard au troisième étage interdit aux élèves peu après l'intégration de Harry à l'équipe de quidditch de Gryffondor et qui appartient à Hagrid. Hagrid leur dévoile involontairement que la trappe que surveille le chien renferme un secret partagé entre Dumbledore et Nicolas Flamel. Les enfants ayant entendu son nom décident de faire des recherches sur lui.
Le matin de Noël, Harry reçoit une Cape d'Invisibilité ayant appartenu à son père et décide cette même nuit de chercher dans la Réserve de la bibliothèque des indices sur Nicolas Flamel. S'il ne trouve rien sur Flamel, il découvre en revanche un étrange miroir dans lequel il voit ses parents et une partie de sa famille. Dumbledore lui explique que ce miroir ne lui apporte pas le bonheur et sera déplacé. Ce n'est qu'après les vacances que le trio apprend que Flamel est un célèbre alchimiste et le seul à avoir jamais créé une pierre philosophale, pierre merveilleuse qui permet de transformer en or toute matière solide et qui peut donner la vie éternelle à celui qui la possède. Immédiatement, ils comprennent également que la pierre est gardée dans Poudlard par Touffu. Le soir, le trio rendent visite à Hagrid pour leur faire part de leur découverte. Au même moment, un œuf de dragon qu'il a reçu se met à éclore donnant naissance à un dragon. Mais ils sont surpris par Drago Malefoy. Celui-ci les dénonce au professeur McGonagall, cette dernière punit le trio ainsi que le dénonciateur pour se promener la nuit. Tous les quatre sont envoyés auprès de Hagrid la nuit suivante pour un petit travail dans la très dangereuse Forêt Interdite qui consiste à retrouver une licorne blessée. Mais au cours de la virée, Harry trouve la licorne, ainsi qu'une mystérieuse créature en train de boire son sang. Surprise, elle se tourne vers Harry, mais elle est mise en déroute par un centaure du nom de Firenze, rejoints par les autres. Celui-ci explique que le sang de licorne lui permet de survivre, mais au prix du sang. Ils découvrent que la créature est Voldemort qui est toujours vivant et soupçonnent le professeur Rogue de vouloir voler la pierre pour la donner au mage noir, afin qu'il puisse retrouver ses pouvoirs perdus. Les trois amis découvrent que Hagrid a vendu contre un œuf de dragon le secret permettant de passer devant Touffu sans se faire mordre. Ils découvrent ensuite qu'Albus Dumbledore, le seul homme que Voldemort ait jamais craint, est parti en mission hors de Poudlard. Ils décident alors de passer le soir-même devant Touffu afin d'empêcher Rogue de récupérer la Pierre Philosophale.
Le soir, après avoir immobilisé leur camarade de chambre Neville Londubat qui voulait les empêcher de sortir la nuit, le trio arrive à la trappe au pied du chien et passent plusieurs épreuves, jusqu'à un jeu d'échecs géant où ils doivent jouer. Ron se sacrifie, permettant à Harry de gagner et de passer la porte. De l'autre côté, il découvre que son véritable ennemi qui aidait Voldemort et qui avait tenté de tuer Harry à plusieurs reprises durant l'année était en vérité le professeur Quirrell, qui enseigne la Défense contre les Forces du Mal, et non Rogue. Harry réalise que Voldemort était caché depuis le début derrière le turban de Quirrell. Ce dernier lui prêtait une partie de son corps et de son énergie, en attendant que le mage noir ne retrouve assez de ses pouvoirs pour se matérialiser à nouveau. Le mage noir découvre que la Pierre est cachée dans la poche du pantalon de Harry cachée par Dumbledore à son insu. Quirrell tente de tuer l'enfant, mais celui-ci touche son visage et l'assaillant se désagrège en cendre rapidement. Avec la mort du sorcier, l'esprit du mage noir apparait, puis disparait non sans assommer Harry. Celui-ci se retrouve inconscient, mais a réussi à garder la Pierre dans sa main.

#### Harry Potter et la Chambre des secrets(2002)
Élèves et fantômes sont retrouvés pétrifiés dans les couloirs de Poudlard, preuve que la Chambre des secrets a été ouverte et que le monstre qu'elle renfermait depuis cinquante ans a été libéré. Harry doit affronter la rumeur qui le dit héritier de Salazar Serpentard, l’un des quatre fondateurs de Poudlard et créateur de la Chambre, et lui attribue donc la responsabilité de la catastrophe. Il se découvre un talent pour parler le Fourchelang, la langue des serpents, et remonte la piste de la Chambre des secrets grâce à un mystérieux journal intime ayant appartenu à un ancien élève, Tom Elvis Jedusor. Harry, Ron et Hermione finissent par pénétrer dans la chambre des secrets et affrontent le basilic qu'elle renferme.

#### Harry Potter et le Prisonnier d'Azkaban(2004)

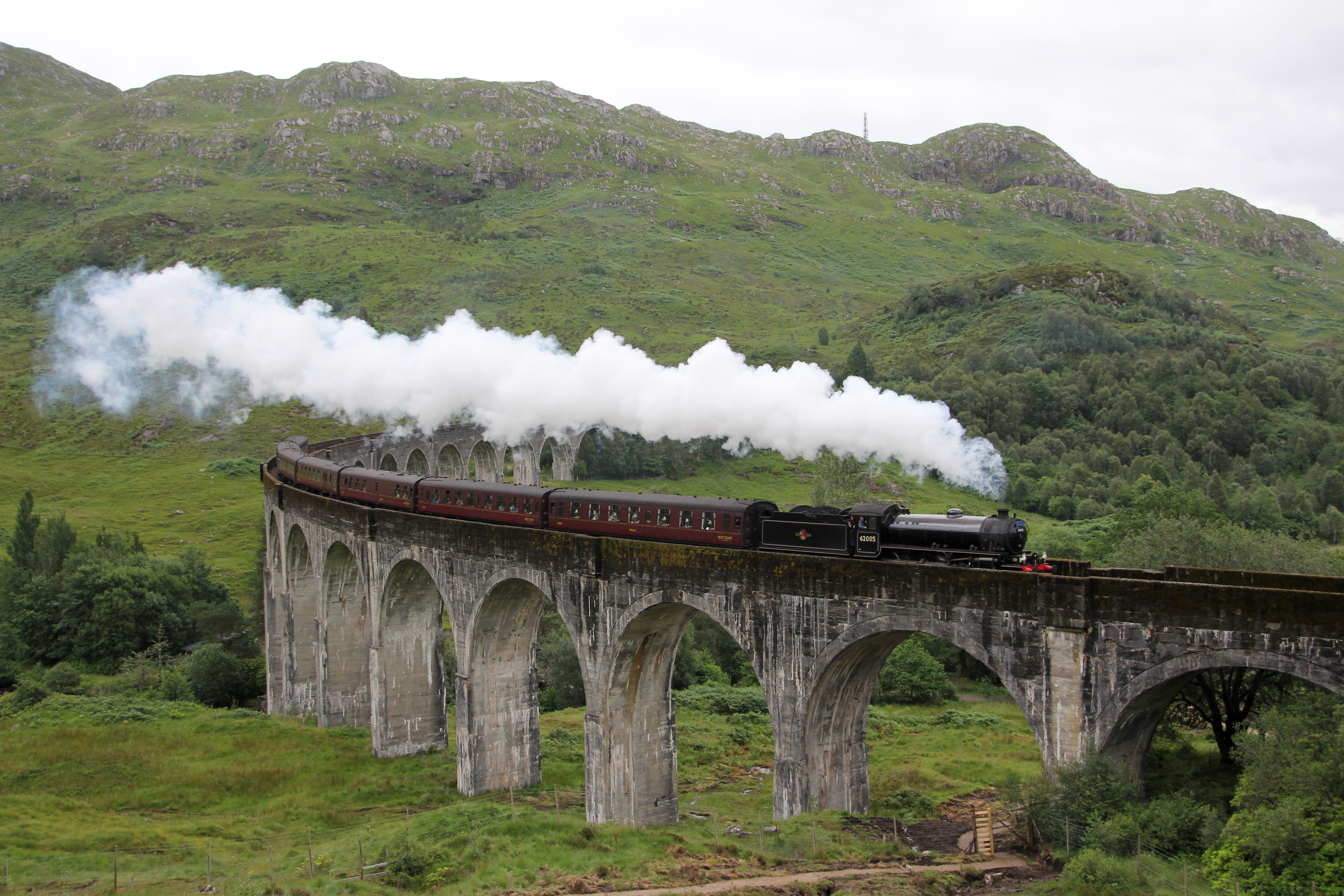
Le viaduc de Glenfinnan (2012), aperçu lors de la scène de l'apparition des détraqueurs dans le Poudlard Express.

À la suite d'un incident au cours duquel l'odieuse tante Marge se retrouve gonflée comme un ballon, Harry Potter, qui se sait responsable, s'enfuit de Privet Drive et se rend au chemin de Traverse avec le Magicobus. Une fois à destination, Harry est informé par le ministre de la Magie, Cornelius Fudge, de l'évasion de la prison d'Azkaban d'un mystérieux personnage : Sirius Black, l'homme qui aurait livré les parents de Harry à Voldemort et tué Peter Pettigrow. Plus tard, Harry apprend d'Arthur Weasley que Sirius Black chercherait à le retrouver.
Harry, Ron et Hermione font la rencontre du professeur Remus Lupin, le nouveau professeur de défense contre les forces du Mal, dans un compartiment du Poudlard Express, alors que le train est interrompu par les détraqueurs, les gardiens de la prison magique d'Azkaban à la recherche de Sirius Black. Lupin les chasse pour protéger Harry, qui est plus sensible que les autres à la présence des détraqueurs. À Poudlard, le garde-chasse Hagrid enseigne désormais les soins aux créatures magiques. Le directeur met en garde les élèves contre les détraqueurs, chargés de protéger le château, tandis que le professeur Trelawney découvre un mauvais présage pour Harry. Plus tard, au premier cours de Hagrid, celui-ci présente l'hippogriffe, Buck. Si Harry a profité pleinement de ce cours en effectuant un vol sur son dos, la créature blesse le bras de Drago Malefoy, qui promet qu'il y aura des représailles. Lors du premier cours de défense contre les forces du Mal, Lupin prouve ses compétences et sa bonté en donnant une opportunité à ses élèves, dont le maladroit Neville Londubat, de combattre leurs peurs. Mais quand vient le tour de Harry, le professeur l'en empêche et interrompt le cours de façon prématurée. Plus tard, tandis que tous les élèves se rendent au village de Pré-au-Lard, Harry, privé de la sortie faute d'autorisation signée par sa famille, occupe le temps en discutant avec Lupin. Il apprend alors que le professeur était un des meilleurs amis de ses parents James et Lily. Plus tard dans la soirée, Sirius Black réussit à s'introduire dans le château, pourtant protégé par les détraqueurs. Lors d'un match de quidditch, Harry est de nouveau attaqué par les détraqueurs et son balai est brisé. Constatant que Harry est la cible favorite des créatures, Lupin accepte de lui donner des cours particuliers.
Lors des vacances de Noël, les jumeaux Fred et George Weasley, les frères de Ron, offrent à Harry la carte du Maraudeur, qui lui permet de rejoindre en secret les autres élèves au village de Pré-au-Lard sans avoir besoin d'autorisation. Il assiste secrètement à une réunion entre le ministre de la Magie, le professeur McGonagall et la tenancière de l'auberge des Trois Balais, qui a pour sujet Sirius Black et Harry. Celui-ci apprend que Sirius est son parrain et qu'il était le meilleur ami de son père, mais l'a vendu à Voldemort et a ensuite fait exploser son autre ami Peter Pettigrow, dont on n'a retrouvé qu'un doigt. Choqué, Harry s'isole avec Ron et Hermione et veut se venger de la trahison de Sirius.
Après les vacances, Lupin donne des cours particuliers à Harry en lui apprenant à produire lui-même un Patronus afin qu'il soit capable de repousser des détraqueurs si besoin est. Pendant ce temps, Ron pense que le chat de Hermione, Pattenrond, a tué son rat Croûtard. Plus tard, Hagrid annonce au trio que l'hippogriffe Buck, qui a blessé Drago, est condamné à mort. Dans la nuit, en gardant la carte du Maraudeur, Harry s'aperçoit que Peter Pettigrow, censé être mort, se trouve dans l'école. Il part à sa recherche à l’aide de la carte, mais il est surpris par le professeur Rogue. Néanmoins, Lupin lui sauve la mise, mais lui confisque la carte. Avant de s'en aller, Harry lui fait part de ce qu'il a vu. Lupin est surpris.
Le lendemain, en sortant du cours de divination, le professeur Trelawney révèle à Harry que celui qui a vendu ses parents refera surface au cours de la soirée et reviendra auprès de Voldemort. Harry, Ron et Hermione se rendent chez Hagrid en vue de l'exécution de Buck l'hippogriffe qui aura lieu dans les prochaines minutes. Sur le chemin, Hermione donne un coup de poing à Drago qui se réjouit de la condamnation de l'animal. Une fois chez Hagrid, Ron y retrouve son rat Croûtard. Lorsque le trio s'éloigne de la cabane, le rat mord Ron et s'enfuit en attirant son maître au pied du Saule cogneur. Un chien noir apparaît et emporte Ron et son rat dans un passage souterrain sous les racines de l'arbre. Harry et Hermione empruntent à leur tour le passage souterrain et retrouvent Ron, blessé à la jambe, dans la cabane hurlante. Ils découvrent que le chien en question est Sirius Black, un animagus. Mais rapidement, celui-ci est rejoint par Lupin qui est en réalité son ami, son complice et un loup-garou. Avec les explications de Lupin, Harry apprend que le traître n'était pas Sirius mais Peter Pettigrow, le quatrième membre de la bande que formaient Sirius, Lupin et James Potter. Pettigrow a vendu les parents de Harry à Voldemort avant de se transformer en rat pour faire croire à sa mort, le rat en question, Croûtard, a un doigt en moins à une de ses pattes avant. Entre-temps arrive le professeur Rogue, qui refuse de croire à l'innocence de Sirius et essaie de le faire prisonnier, ainsi que Lupin pour l'avoir aidé. Mais Harry le neutralise et, après avoir accepté la vérité, aide Sirius et Lupin à obliger le rat à révéler sa véritable apparence. Pettigrow retransformé, Harry convainc son parrain et Lupin de le livrer aux détraqueurs plutôt que de le tuer. Lorsque tout le monde est sorti de la cabane, Sirius propose à Harry de venir vivre chez lui. C'est à ce moment-là que la Lune se lève ; Lupin se transforme et attaque le groupe, tandis que Peter en profite pour s'échapper en reprenant l'apparence du rat. Alors que le cri lointain d'un autre loup attire l'attention de Lupin, Sirius, gravement blessé au cours de la lutte, s'enfuit dans la forêt, rejoint par Harry. Mais une centaine de détraqueurs arrive, prête à aspirer leurs âmes hors de leurs corps. Harry tente de résister, en vain. C'est alors qu'un mystérieux et gigantesque Patronus apparaît et met les détraqueurs en fuite. Harry, après avoir cru reconnaitre son père en lanceur de sort, s'évanouit aux côtés de Sirius. Il se réveille à l'infirmerie et y apprend que Sirius a été capturé par le ministère de la Magie, et est sur le point d'être exécuté. Dumbledore, qui ne peut rien faire pour le sauver, leur recommande de changer le cours du temps tout en leur indiquant que Sirius est enfermé dans la plus haute tour. Ron étant immobilisé, Harry et Hermione se servent d'un retourneur de temps (offert à cette dernière par McGonagall pour qu'elle puisse suivre tous les cours et les options de l'année) pour revenir trois heures en arrière et revivre les derniers événements. Le duo se cache à proximité de chez Hagrid et s'arrange pour attirer leur propre attention. Tandis que le trio, quelques heures auparavant, sort de chez Hagrid, Harry et Hermione profitent de la visite des officiels chez le garde-chasse pour sauver l'hippogriffe Buck. Ils se cachent en forêt en assistent de loin aux évènements déjà vécus. Plus tard dans la soirée, lorsque Lupin se transforme en loup-garou et s'en prend au trio et à Sirius, Hermione imite le cri du loup pour les sauver, mais oublie que Lupin va se diriger dans leur direction. Harry et Hermione courent ensuite vers l'endroit où se trouvent quelques heures plus tôt Sirius et Harry attaqués par les détraqueurs. Harry intervient lui-même en produisant le Patronus, mettant en déroute les détraqueurs. Un peu plus tard, Buck emmène Harry et Hermione délivrer Sirius. Celui-ci les remercie et prend la fuite avec Buck pour échapper aux autorités. À ce moment-là, Harry et Hermione reviennent à l'infirmerie auprès de Ron au moment où le duo initial disparaît trois heures auparavant.

#### Harry Potter et la Coupe de feu(2005)
Âgé de quatorze ans, Harry est tourmenté par des cauchemars dans lesquels il rentre en connexion avec l'esprit de Voldemort, voyant ainsi tout ce que fait celui-ci. Il assiste entre autres au meurtre d'un vieux Moldu par le mage noir. En vacances chez les Weasley, il assiste à la coupe du monde de Quidditch, durant laquelle les fidèles de Voldemort (les mangemorts) défilent en semant la terreur et la panique dans le campement où Harry et les Weasley se trouvent. La marque des ténèbres apparaît, lancée par un inconnu.
Les trois amis retournent à Poudlard pour la rentrée des classes, où ils apprennent que cette année à Poudlard est marquée par le retour du « Tournoi des Trois Sorciers », ancien tournoi qui opposait régulièrement un apprenti sorcier de chaque école de sorcellerie les plus prestigieuses d'Europe, autrement dit Poudlard, Beauxbâtons et Durmstrang. Toutefois, cette année, en plus des trois candidats habituels, la Coupe de Feu choisit un quatrième participant : Harry lui-même. Celui-ci, bien qu'il jure n'avoir jamais mis son nom dans la Coupe, est contraint d'affronter les trois grandes épreuves : subtiliser un œuf d'or à un dragon, nager sous l'eau pendant une heure pour récupérer un trésor qui lui est cher -en l'occurrence son ami Ron- et s'emparer du trophée caché dans un labyrinthe rempli de créatures dangereuses et de sortilèges.

#### Harry Potter et l'Ordre du Phénix(2007)
Harry Potter et son cousin Dudley sont attaqués par deux détraqueurs venus de la prison d'Azkaban. Harry les repousse en créant un Patronus. Un peu plus tard, une lettre du ministère de la Magie, adressée à Harry, lui annonce qu'il a été renvoyé de Poudlard pour avoir enfreint la règle de ne pas se servir de la magie en présence d'un Moldu. La nuit, Harry est récupéré par un groupe de sorciers comprenant Alastor Maugrey, Nymphadora Tonks et Kingsley Shacklebolt. Ils se rendent à Londres, au 12, square Grimmaurd, dans la maison du parrain de Harry, Sirius Black. Harry y retrouve son parrain, mais aussi Ron, Hermione, Remus Lupin et les Weasley. Il découvre aussi l'existence de l'ordre du Phénix, une organisation secrète fondée par Albus Dumbledore depuis des années pour lutter contre Voldemort. Pendant ce temps, le ministère de la Magie manipule l'opinion publique par le biais de la Gazette du Sorcier, en discréditant Dumbledore et Harry. Ainsi, une importante partie de la communauté des sorciers nie le retour de Voldemort. Harry est défendu par Dumbledore durant le procès tenu par le ministre Cornelius Fudge, et ce dernier n'a d'autres choix que d'acquitter Harry des charges qui pèsent contre lui.
À leur arrivée à Poudlard, Harry, Ron et Hermione rencontrent l'excentrique Luna Lovegood, et Harry échange quelques regards avec Cho Chang, dont il est amoureux. Au banquet de la rentrée, Harry a la désagréable surprise de découvrir que le ministre de la Magie Fudge a nommé Dolores Ombrage, qui figurait à son audience au ministère, nouveau professeur de défense contre les forces du Mal, également chargée de surveiller le directeur et ses étudiants. Pour ne rien arranger, Harry découvre que beaucoup d'élèves le considèrent dorénavant comme menteur ou fou. Seuls Ron, Hermione et une poignée d'autres le soutiennent ouvertement, comme Neville Londubat, les Weasley et Luna Lovegood. Dolores Ombrage présente sa nouvelle pédagogie, fondée sur des cours uniquement théoriques. Elle refuse de croire que Voldemort est de retour et punit Harry lorsqu'il en parle, notamment en employant des méthodes sévères et douloureuses. Luna, qui sent que Harry se renferme sur lui-même, lui suggère de ne pas s'isoler de ses amis, afin de ne pas apporter à Voldemort ce qu'il recherche. Plus tard, les élèves assistent à un échange tendu entre McGonagall et Ombrage, la première se plaignant des méthodes de punition de la seconde, mais celle-ci fait savoir qu'elle compte prendre les choses en main avec l'accord du ministre. Ainsi, Ombrage est nommée Grande Inquisitrice au sein de l'école et met en place de nombreuses règles selon ses principes. Elle renvoie le professeur de divination, Sibylle Trelawney, mais McGonagall et Dumbledore interviennent pour éviter que cette dernière soit expulsée du château.
Sirius Black entre en contact avec Harry, Ron et Hermione. Il leur apprend que la présence d'Ombrage est due à la paranoïa de Fudge, qui pense que Dumbledore monte sa propre armée pour renverser le Ministère. À la demande de ses amis Ron et Hermione, Harry réunit secrètement un groupe d'étudiants, baptisé « Armée de Dumbledore », pour aider les élèves à se défendre contre les forces du Mal en leur donnant un entraînement pratique dans la salle sur demande. Ombrage crée une brigade inquisitoriale composée de volontaires comme Drago Malefoy, et de Rusard, le concierge, pour faire régner l'ordre et découvrir les manigances des élèves qu'elle considère suspects. À la fin d'une séance d'entrainement, Cho Chang félicite Harry d'avoir créé ce groupe clandestin, en regrettant que Cedric Diggory n'ait pas eu le temps de bénéficier de ces cours de défense. Harry tente de trouver les mots pour la réconforter, puis ils s'embrassent sous une branche de gui.
Peu avant Noël, Harry est hanté par des cauchemars : il voit Arthur Weasley attaqué par le serpent de Voldemort, Nagini, et apprend que ce rêve reflète la réalité. Les enfants Weasley sont envoyés au chevet de leur père. Afin d'éviter que Voldemort ne manipule l'esprit de Harry, et pour faire cesser ses cauchemars et visions, Dumbledore charge Severus Rogue de lui enseigner des leçons d’occlumancie. Harry, Hermione et les Weasley passent Noël ensemble avec Sirius Black au square Grimmaurd. Sirius en profite pour évoquer avec Harry ses liens familiaux complexes et le rassurer sur sa vraie nature.
De retour à Poudlard, Harry, Ron et Hermione rendent visite à Hagrid alors qu'il rentre tout juste d'une mission secrète pour l'Ordre. La menace d'une guerre se rapproche et une grande évasion a lieu à la prison d'Azkaban. Le Ministère accuse Sirius Black, cousin de Bellatrix Lestrange qui fait partie des évadés, d'être responsable de leur évasion. Mais une partie du monde des sorciers ne croit plus aux fausses informations. Alors que les cours clandestins ont repris, la brigade d'Ombrage débusque l'Armée de Dumbledore, trahie par Cho Chang qui a été interrogée sous veritaserum. Confronté par Ombrage et le Ministre, Dumbledore, qui endosse la responsabilité du groupe, est alors démis de ses fonctions et doit être emmené à Azkaban. Mais il s'enfuit à l'aide de son phénix, Fumseck. Fudge nomme Ombrage directrice de l'école.
Depuis le départ de Dumbledore, Hagrid demande de l'aide au trio pour prendre soin de son demi-frère Graup. En parallèle, Rogue continue ses cours particuliers avec Harry. Mais la situation dégénère entre eux et le cours prend fin. Lors des examens de fin d'année, Fred et George sèment le désordre avec leurs feux d'artifice magiques, et s'en prennent à Ombrage avant de s'enfuir. Mais à ce moment-là, Harry a une vision de Sirius torturé par Voldemort, qui souhaite obtenir une prophétie. Grâce à une diversion, Harry, Ron et Hermione s'introduisent dans le bureau d'Ombrage pour se servir de la cheminée non surveillée afin de partir à la recherche de Sirius. Cependant, la directrice les surprend et compte torturer Harry. Pour gagner du temps, Hermione lui révèle alors l'existence d'une arme secrète détenue par Dumbledore dans la Forêt Interdite. Ombrage part dans la Forêt interdite avec Hermione et Harry, mais comprend qu'elle a été dupée avant d'être capturée par un groupe de centaures. Harry décide alors d'aller, avec Ron, Hermione, Neville, Luna et Ginny, au ministère de la Magie, afin de secourir Sirius. Sur place, la vision s'avère fausse, créée par Voldemort pour attirer Harry dans le département des mystères du ministère. Harry découvre sa prophétie qui lui dit que « aucun des deux ne peut vivre tant que l'autre survit ». À ce moment-là, les amis sont pourchassés par des mangemorts, désireux de récupérer la prophétie pour le compte du Seigneur des Ténèbres. Ils se font capturer et Harry est contraint de donner la sphère contenant la prophétie à Lucius Malefoy. Des membres de l'ordre du Phénix arrivent à la rescousse, et la sphère se brise. Harry se bat aux côtés de son parrain. Mais au cours de la bataille, Sirius est abattu par sa cousine Bellatrix Lestrange. Harry poursuit celle-ci et lui inflige en retour le sortilège de torture. Elle parvient cependant à s'échapper à la suite de l'arrivée de Voldemort et de Dumbledore (averti de la présence de Harry au ministère). Un combat s'engage entre le Seigneur des Ténèbres et le directeur de Poudlard. Au terme d'une violente confrontation, Voldemort prend possession du corps de Harry. Dumbledore conseille à ce dernier de penser à ce qui le différencie de Voldemort. Harry réussit à retourner la situation à son avantage en mettant en évidence la faiblesse de Voldemort, du fait qu'il ne connaîtra jamais l’amour ou l’amitié. Puis Voldemort est mis en déroute à l'arrivée du ministre Cornelius Fudge. Ce dernier a le temps d'apercevoir Voldemort avant qu'il ne disparaisse. Le ministre est contraint d'admettre publiquement le retour de Voldemort.

#### Harry Potter et le Prince de sang-mêlé(2009)

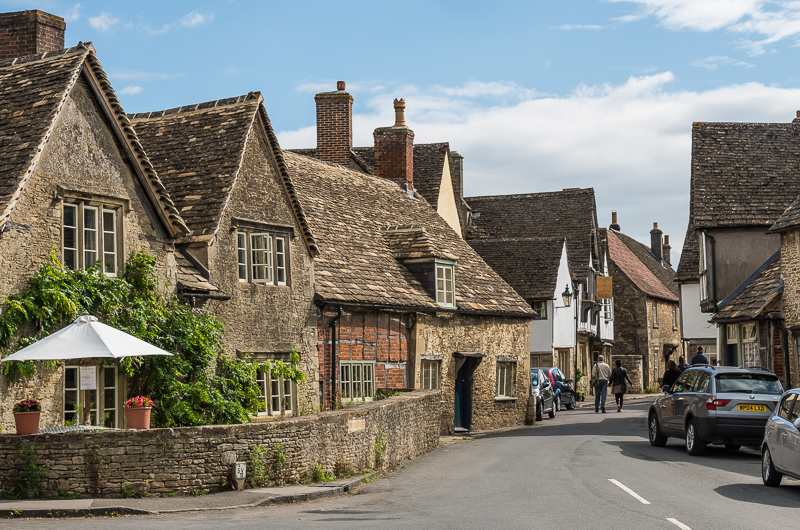
Church Street, à Lacock, environnement proche de la maison d'Horace Slughorn dans le film.

Alors que le retour du mage noir est officialisé, Voldemort et ses mangemorts intensifient le climat de terreur qu'ils ont instauré dans le monde sorcier et moldu. Dumbledore, le directeur de l'école, convainc son vieil ami et collègue Horace Slughorn de revenir enseigner l'art des potions à Poudlard, mais Harry découvre par la suite que son retour a des motivations plus profondes. Harry entre en possession d'un manuel scolaire aux annotations étranges, qui appartient à un certain « Prince de sang-mêlé » et qui lui permet d'améliorer ses résultats. Entre-temps, Dumbledore et Harry se réunissent régulièrement pour étudier le passé de Voldemort et mettre au point une méthode qui permettrait de le détruire définitivement. L'élève rival de Harry, Drago Malefoy, veut de son côté mener à bien une mission qui lui a été confiée par le mage noir : tuer Albus Dumbledore.

#### Harry Potter et les Reliques de la Mort, partie 1(2010)
Après la mort d'Albus Dumbledore, survenue à la fin de leur sixième année à Poudlard, les trois jeunes sorciers prennent la décision d'arrêter leurs études pour se consacrer à la mission que ce dernier leur a confiée : trouver et détruire les objets-horcruxes, secrets de l'immortalité de Voldemort, et qui sont dispersés dans tout le Royaume-Uni. Ils tentent d'échapper au contrôle que Voldemort et ses partisans exercent sur le monde sorcier en progressant cachés, et affrontent de nombreux obstacles.

#### Harry Potter et les Reliques de la Mort, partie 2(2011)
Après s'être échappés du manoir des Malefoy, Harry, Ron et Hermione se rendent à Gringotts pour récupérer l'un des horcruxes dans le coffre de Bellatrix Lestrange, et prennent la fuite sur le dos d'un dragon gardien, qu'ils libèrent de la banque. Ils regagnent ensuite Poudlard afin de rechercher et de détruire les derniers horcruxes qui protègent encore le mage noir. En apprenant le retour de Harry à l'école de magie, Voldemort se rend lui-même sur les lieux. L'épisode se termine par la confrontation finale entre Harry et Voldemort.

## Fiche technique
Sauf indication contraire, les informations mentionnées dans cette section peuvent être confirmées par la base de données cinématographiques IMDb,  présente dans la section « Liens externes ».
|                              | Film 1                                                                                      | Film 2                                                                                      | Film 3                                                                                      | Film 4                                                                                      | Film 5                                                                                      | Film 6                                                                                      | Film 7                                                                                      | Film 8                                                                                      |
| Titres                       | Titres                                                                                      | Titres                                                                                      | Titres                                                                                      | Titres                                                                                      | Titres                                                                                      | Titres                                                                                      | Titres                                                                                      | Titres                                                                                      |
| ---------------------------- | ------------------------------------------------------------------------------------------- | ------------------------------------------------------------------------------------------- | ------------------------------------------------------------------------------------------- | ------------------------------------------------------------------------------------------- | ------------------------------------------------------------------------------------------- | ------------------------------------------------------------------------------------------- | ------------------------------------------------------------------------------------------- | ------------------------------------------------------------------------------------------- |
| Francophonie                 | Harry Potter à l'école des sorciers                                                         | Harry Potter et la Chambre des secrets                                                      | Harry Potter et le Prisonnier d'Azkaban                                                     | Harry Potter et la Coupe de feu                                                             | Harry Potter et l'Ordre du Phénix                                                           | Harry Potter et le Prince de sang-mêlé                                                      | Harry Potter et les Reliques de la Mort, partie 1                                           | Harry Potter et les Reliques de la Mort, partie 2                                           |
| Royaume-Uni                  | Harry Potter and the Philosopher's Stone                                                    | Harry Potter and the Chamber of Secrets                                                     | Harry Potter and the Prisoner of Azkaban                                                    | Harry Potter and the Goblet of Fire                                                         | Harry Potter and the Order of the Phoenix                                                   | Harry Potter and the Half-Blood Prince                                                      | Harry Potter and the Deathly Hallows - Part 1                                               | Harry Potter and the Deathly Hallows - Part 2                                               |
| États-Unis                   | Harry Potter and the Sorcerer's Stone                                                       | Harry Potter and the Chamber of Secrets                                                     | Harry Potter and the Prisoner of Azkaban                                                    | Harry Potter and the Goblet of Fire                                                         | Harry Potter and the Order of the Phoenix                                                   | Harry Potter and the Half-Blood Prince                                                      | Harry Potter and the Deathly Hallows - Part 1                                               | Harry Potter and the Deathly Hallows - Part 2                                               |
| Équipes                      |                                                                                             |                                                                                             |                                                                                             |                                                                                             |                                                                                             |                                                                                             |                                                                                             |                                                                                             |
| Réalisation                  | Chris Columbus                                                                              | Chris Columbus                                                                              | Alfonso Cuarón                                                                              | Mike Newell                                                                                 | David Yates                                                                                 | David Yates                                                                                 | David Yates                                                                                 | David Yates                                                                                 |
| Scénario                     | Steve Kloves                                                                                | Steve Kloves                                                                                | Steve Kloves                                                                                | Steve Kloves                                                                                | Michael Goldenberg                                                                          | Steve Kloves                                                                                | Steve Kloves                                                                                | Steve Kloves                                                                                |
| Musique                      | John Williams                                                                               | John Williams                                                                               | John Williams                                                                               | Patrick Doyle                                                                               | Nicholas Hooper                                                                             | Nicholas Hooper                                                                             | Alexandre Desplat                                                                           | Alexandre Desplat                                                                           |
| Production                   | David Heyman                                                                                | David Heyman                                                                                | David Heyman                                                                                | David Heyman                                                                                | David Heyman                                                                                | David Heyman                                                                                | David Heyman                                                                                | David Heyman                                                                                |
| Production                   |                                                                                             | David Barron                                                                                | Mark Radcliffe                                                                              | David Barron                                                                                | David Barron                                                                                | David Barron                                                                                | David Barron                                                                                | David Barron                                                                                |
| Production                   |                                                                                             |                                                                                             | Chris Columbus                                                                              |                                                                                             |                                                                                             |                                                                                             | J. K. Rowling                                                                               | J. K. Rowling                                                                               |
| Décors                       | Stuart Craig                                                                                | Stuart Craig                                                                                | Stuart Craig                                                                                | Stuart Craig                                                                                | Stuart Craig                                                                                | Stuart Craig                                                                                | Stuart Craig                                                                                | Stuart Craig                                                                                |
| Directeur de la photographie | John Seale                                                                                  | Roger Pratt                                                                                 | Michael Seresin                                                                             | Roger Pratt                                                                                 | Sławomir Idziak                                                                             | Bruno Delbonnel                                                                             | Eduardo Serra,                                                                              | Eduardo Serra,                                                                              |
| Costumes                     | Judianna Makovsky                                                                           | Lindy Hemming                                                                               | Jany Temime                                                                                 | Jany Temime                                                                                 | Jany Temime                                                                                 | Jany Temime                                                                                 | Jany Temime                                                                                 | Jany Temime                                                                                 |
| Montage                      | Richard Francis-Bruce                                                                       | Peter Honess                                                                                | Steven Weisberg                                                                             | Mike Audsley                                                                                | Mark Day,                                                                                   | Mark Day,                                                                                   | Mark Day,                                                                                   | Mark Day,                                                                                   |
| Casting                      | Susie Figgis, Janet Hirshenson, Jane Jenkins, Karen Lindsay-Stewart                         | Karen Lindsay-Stewart                                                                       | Jina Jay                                                                                    | Mary Selway, Fiona Weir                                                                     | Fiona Weir                                                                                  | Fiona Weir                                                                                  | Fiona Weir                                                                                  | Fiona Weir                                                                                  |
| Société de production        | Warner Bros. Pictures                                                                       | Warner Bros. Pictures                                                                       | Warner Bros. Pictures                                                                       | Warner Bros. Pictures                                                                       | Warner Bros. Pictures                                                                       | Warner Bros. Pictures                                                                       | Warner Bros. Pictures                                                                       | Warner Bros. Pictures                                                                       |
| Société de distribution      | Warner Bros.                                                                                | Warner Bros.                                                                                | Warner Bros.                                                                                | Warner Bros.                                                                                | Warner Bros.                                                                                | Warner Bros.                                                                                | Warner Bros.                                                                                | Warner Bros.                                                                                |
| Dates de sortie              |                                                                                             |                                                                                             |                                                                                             |                                                                                             |                                                                                             |                                                                                             |                                                                                             |                                                                                             |
| Belgique                     | 21 novembre 2001                                                                            | 20 novembre 2002                                                                            | 2 juin 2004                                                                                 | 23 novembre 2005                                                                            | 11 juillet 2007                                                                             | 15 juillet 2009                                                                             | 17 novembre 2010                                                                            | 13 juillet 2011                                                                             |
| France                       | 5 décembre 2001                                                                             | 4 décembre 2002                                                                             | 2 juin 2004                                                                                 | 30 novembre 2005                                                                            | 11 juillet 2007                                                                             | 15 juillet 2009                                                                             | 24 novembre 2010                                                                            | 13 juillet 2011                                                                             |
| Suisse romande               | NC                                                                                          | 4 décembre 2002                                                                             | 2 juin 2004                                                                                 | 30 novembre 2005                                                                            | NC                                                                                          | 15 juillet 2009                                                                             | 24 novembre 2010                                                                            | NC                                                                                          |
| Canada                       | 16 novembre 2001                                                                            | 15 novembre 2002                                                                            | 4 juin 2004                                                                                 | 18 novembre 2005                                                                            | 11 juillet 2007                                                                             | 15 juillet 2009                                                                             | 19 novembre 2010                                                                            | 15 juillet 2011                                                                             |
| États-Unis                   | 16 novembre 2001                                                                            | 15 novembre 2002                                                                            | 4 juin 2004                                                                                 | 18 novembre 2005                                                                            | 11 juillet 2007                                                                             | 15 juillet 2009                                                                             | 19 novembre 2010                                                                            | 15 juillet 2011                                                                             |
| Royaume-Uni                  | 16 novembre 2001                                                                            | 15 novembre 2002                                                                            | 4 juin 2004                                                                                 | 18 novembre 2005                                                                            | 12 juillet 2007                                                                             | 15 juillet 2009                                                                             | 19 novembre 2010                                                                            | 15 juillet 2011                                                                             |
| Classification               |                                                                                             |                                                                                             |                                                                                             |                                                                                             |                                                                                             |                                                                                             |                                                                                             |                                                                                             |
| France                       | Tous publics                                                                                | Tous publics                                                                                | Tous publics                                                                                | Tous publics (avec avertissement)                                                           | Tous publics                                                                                | Tous publics                                                                                | Tous publics                                                                                | Tous publics                                                                                |
| Belgique                     | 9 (potentiellement préjudiciable jusqu'à 9 ans),                                            | 9 (potentiellement préjudiciable jusqu'à 9 ans),                                            | 9 (potentiellement préjudiciable jusqu'à 9 ans),                                            | 12 (potentiellement préjudiciable jusqu'à 12 ans),                                          | 12 (potentiellement préjudiciable jusqu'à 12 ans),                                          | 12 (potentiellement préjudiciable jusqu'à 12 ans),                                          | 12 (potentiellement préjudiciable jusqu'à 12 ans),                                          | 12 (potentiellement préjudiciable jusqu'à 12 ans),                                          |
| Suisse romande               | 10 (déconseillé aux moins de 10 ans)                                                        | 10 (déconseillé aux moins de 10 ans)                                                        | 10 (déconseillé aux moins de 10 ans)                                                        | 10 (déconseillé aux moins de 10 ans)                                                        | 10 (déconseillé aux moins de 10 ans)                                                        | 10 (déconseillé aux moins de 10 ans)                                                        | 12 (déconseillé aux moins de 12 ans)                                                        | 12 (déconseillé aux moins de 12 ans)                                                        |
| Canada                       | PG (contrôle parental conseillé) (Canada) / G (tous âges) (Québec)                          | PG (contrôle parental conseillé) (Canada) / G (tous âges) (Québec)                          | PG (contrôle parental conseillé) (Canada) / G (tous âges) (Québec)                          | PG (contrôle parental conseillé) (Canada) / G (tous âges) (Québec)                          | PG (contrôle parental conseillé) (Canada) / G (tous âges) (Québec)                          | PG (contrôle parental conseillé) (Canada) / G (tous âges) (Québec)                          | PG (contrôle parental conseillé) (Canada) / G (tous âges) (Québec)                          | PG (contrôle parental conseillé) (Canada) / G (tous âges) (Québec)                          |
| États-Unis                   | PG                                                                                          | PG                                                                                          | PG                                                                                          | PG-13                                                                                       | PG-13                                                                                       | PG                                                                                          | PG-13                                                                                       | PG-13                                                                                       |
| Royaume-Uni                  | PG                                                                                          | PG                                                                                          | PG                                                                                          | 12A                                                                                         | 12A                                                                                         | 12A                                                                                         | 12A                                                                                         | 12A                                                                                         |
| Informations complémentaires |                                                                                             |                                                                                             |                                                                                             |                                                                                             |                                                                                             |                                                                                             |                                                                                             |                                                                                             |
| Genres                       | Fantastique, action, aventure, familial, dramatique                                         | Fantastique, action, aventure, familial, dramatique                                         | Fantastique, action, aventure, familial, dramatique                                         | Fantastique, action, aventure, familial, dramatique                                         | Fantastique, action, aventure, familial, dramatique                                         | Fantastique, action, aventure, familial, dramatique                                         | Fantastique, action, aventure, familial, dramatique                                         | Fantastique, action, aventure, familial, dramatique                                         |
| Durée [Version longue]       | 152 min [159 min]                                                                           | 161 min [174 min]                                                                           | 142 min                                                                                     | 157 min                                                                                     | 138 min                                                                                     | 153 min                                                                                     | 146 min                                                                                     | 130 min                                                                                     |
| Budget                       | 125 000 000 $                                                                               | 100 000 000 $                                                                               | 130 000 000 $                                                                               | 150 000 000 $                                                                               | 150 000 000 $                                                                               | 250 000 000 $                                                                               | 125 000 000 $                                                                               | 125 000 000 $                                                                               |
| Format                       | Technicolor — 35 mm — 2,39:1 CinemaScope — Dolby S.R. + Digital S.R.-D. + D.T.S. & S.D.D.S. | Technicolor — 35 mm — 2,39:1 CinemaScope — Dolby S.R. + Digital S.R.-D. + D.T.S. & S.D.D.S. | Technicolor — 35 mm — 2,39:1 CinemaScope — Dolby S.R. + Digital S.R.-D. + D.T.S. & S.D.D.S. | Technicolor — 35 mm — 2,39:1 CinemaScope — Dolby S.R. + Digital S.R.-D. + D.T.S. & S.D.D.S. | Technicolor — 35 mm — 2,39:1 CinemaScope — Dolby S.R. + Digital S.R.-D. + D.T.S. & S.D.D.S. | Technicolor — 35 mm — 2,39:1 CinemaScope — Dolby S.R. + Digital S.R.-D. + D.T.S. & S.D.D.S. | Technicolor — 35 mm — 2,39:1 CinemaScope — Dolby S.R. + Digital S.R.-D. + D.T.S. & S.D.D.S. | Technicolor — 35 mm — 2,39:1 CinemaScope — Dolby S.R. + Digital S.R.-D. + D.T.S. & S.D.D.S. |
| Langue du tournage           | Anglais                                                                                     | Anglais                                                                                     | Anglais                                                                                     | Anglais                                                                                     | Anglais                                                                                     | Anglais                                                                                     | Anglais                                                                                     | Anglais                                                                                     |
| Pays d'origine               | États-Unis, Royaume-Uni                                                                     | États-Unis, Royaume-Uni                                                                     | États-Unis, Royaume-Uni                                                                     | États-Unis, Royaume-Uni                                                                     | États-Unis, Royaume-Uni                                                                     | États-Unis, Royaume-Uni                                                                     | États-Unis, Royaume-Uni                                                                     | États-Unis, Royaume-Uni                                                                     |
| Début du tournage            | 29 septembre 2000                                                                           | 19 novembre 2001                                                                            | 24 février 2003                                                                             | 4 mai 2004                                                                                  | 6 février 2006                                                                              | 13 septembre 2007                                                                           | 19 février 2009                                                                             | 19 février 2009                                                                             |
| Fin du tournage              | 23 mars 2001                                                                                | 26 juillet 2002                                                                             | 28 novembre 2003                                                                            | 18 mars 2005                                                                                | 12 décembre 2006                                                                            | 17 mai 2008                                                                                 | 12 juin 2010                                                                                | 12 juin 2010                                                                                |

## Distribution principale

### Élèves de Poudlard
- Daniel Radcliffe (VF : Kelyan Blanc[S 23] ; VQ : Émile Mailhiot) : Harry Potter[S 24]
- Rupert Grint (VF : Olivier Martret[S 25] ; VQ : Xavier Dolan) : Ron Weasley[S 26]
- Emma Watson (VF : Manon Azem[S 27] ; VQ : Stéfanie Dolan) : Hermione Granger[S 28]
- Tom Felton (VF : Dov Milsztajn[S 29] ; VQ : Sébastien Reding) : Drago Malefoy[S 30]
- Bonnie Wright (VF : Léa François[S 31], puis Camille Donda[S 32], puis Margaux Laplace[S 33]) : Ginny Weasley[S 34]
- Matthew Lewis (VF : Romain Larue ; VQ : Roxan Bourdelais) : Neville Londubat[S 35]
- Evanna Lynch (VF : Emilie Rault[S 36] ; VQ : Catherine Brunet) : Luna Lovegood[S 37]

Acteurs « élèves » principaux
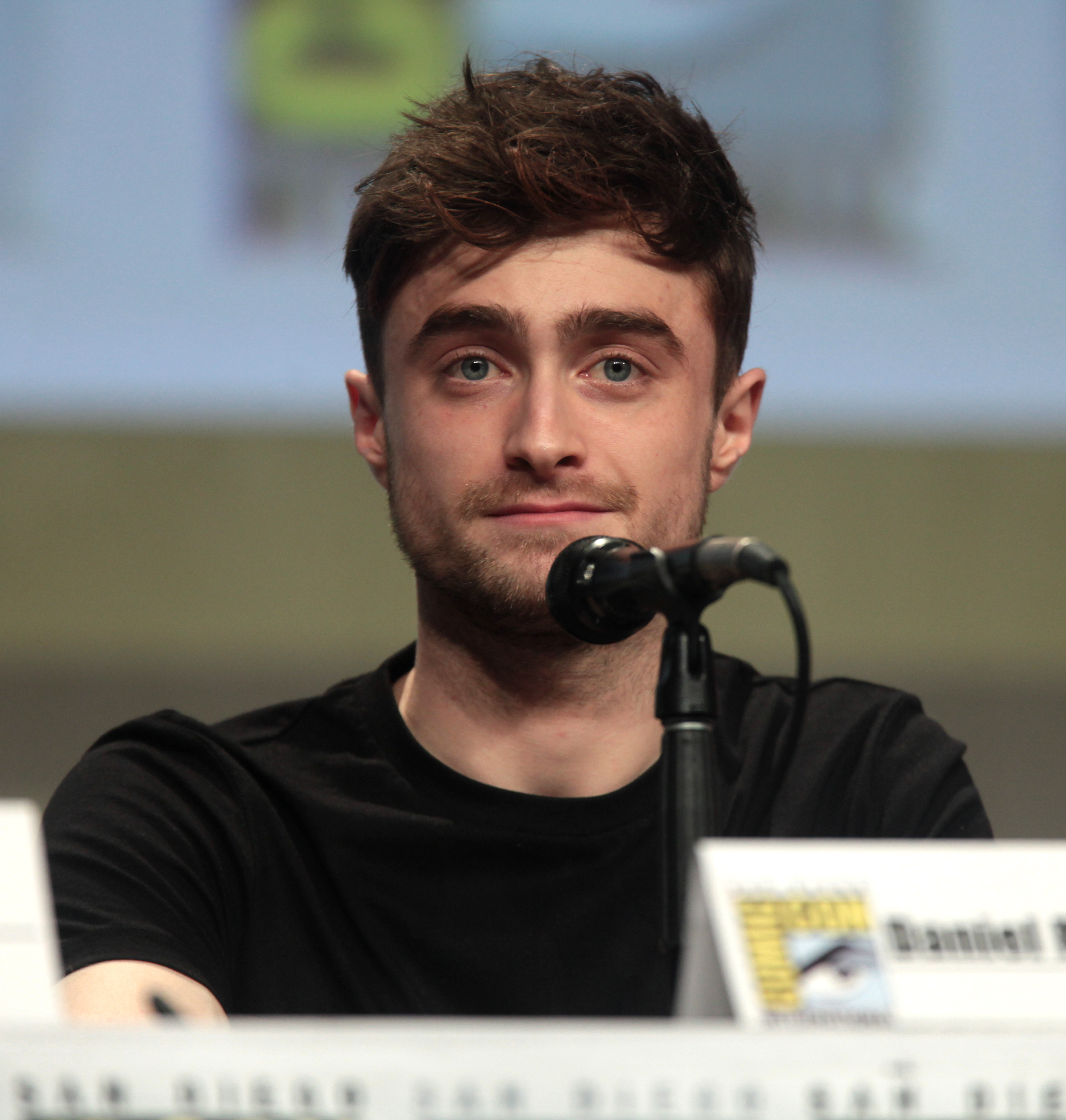
Daniel Radcliffe interprète Harry Potter.
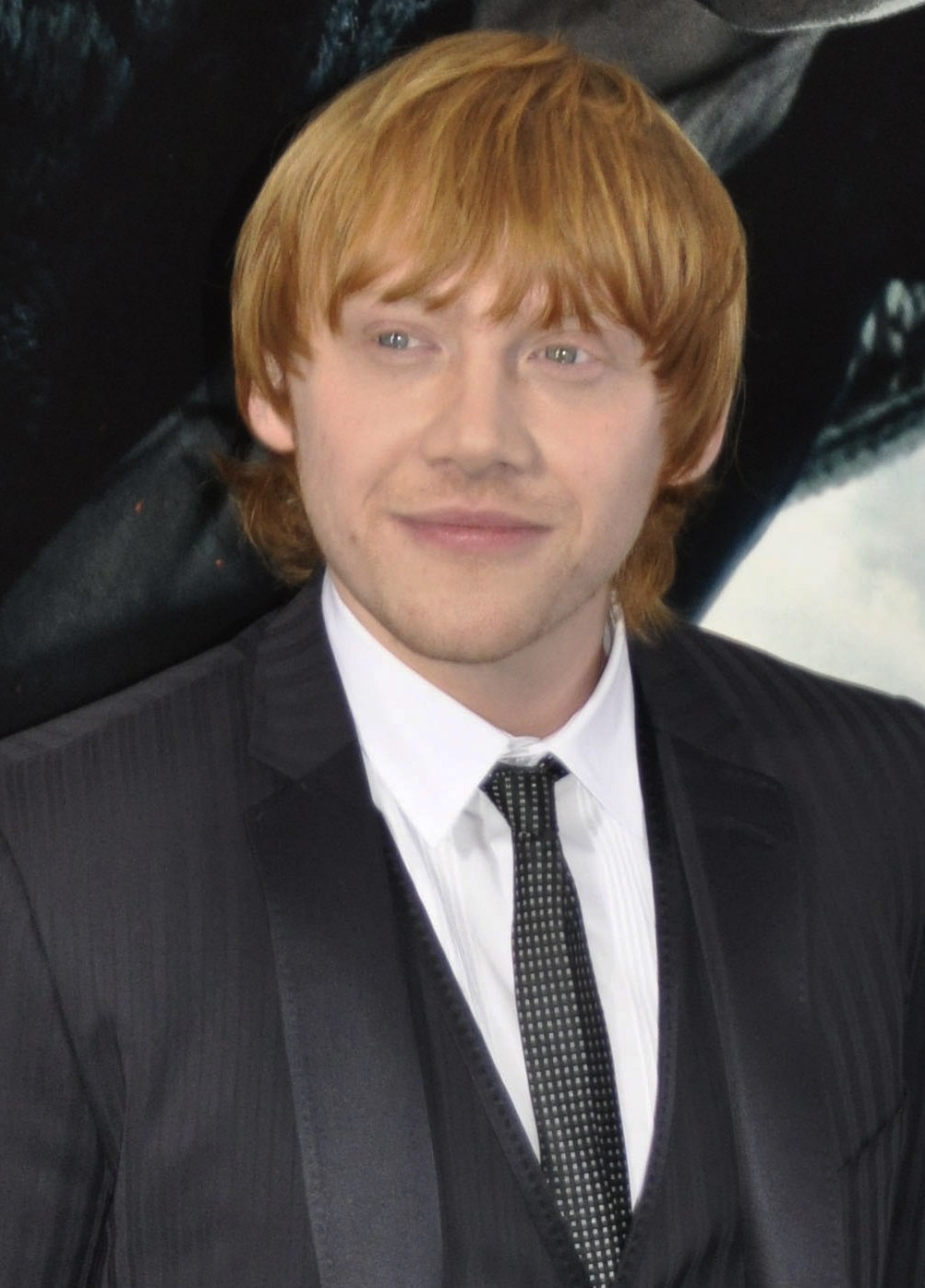
Rupert Grint interprète Ron Weasley.
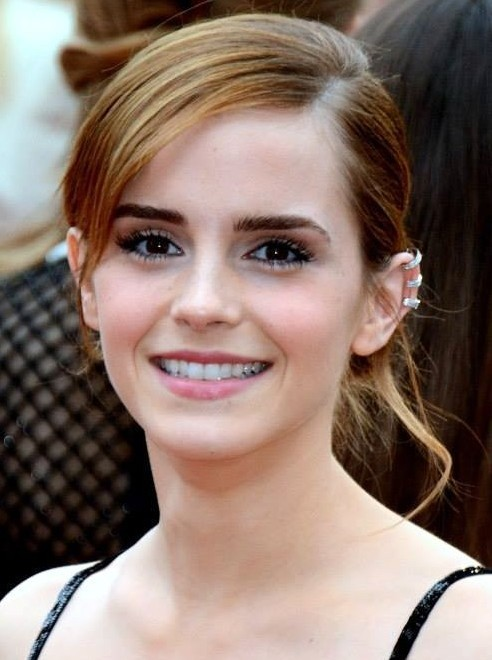
Emma Watson interprète Hermione Granger.
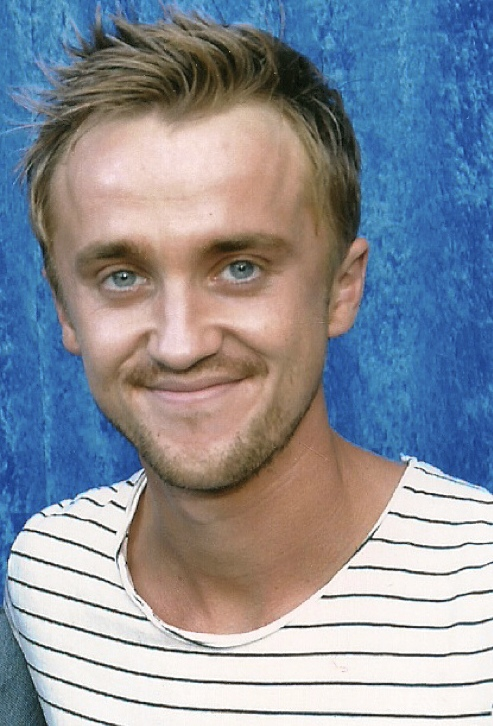
Tom Felton interprète Drago Malefoy.
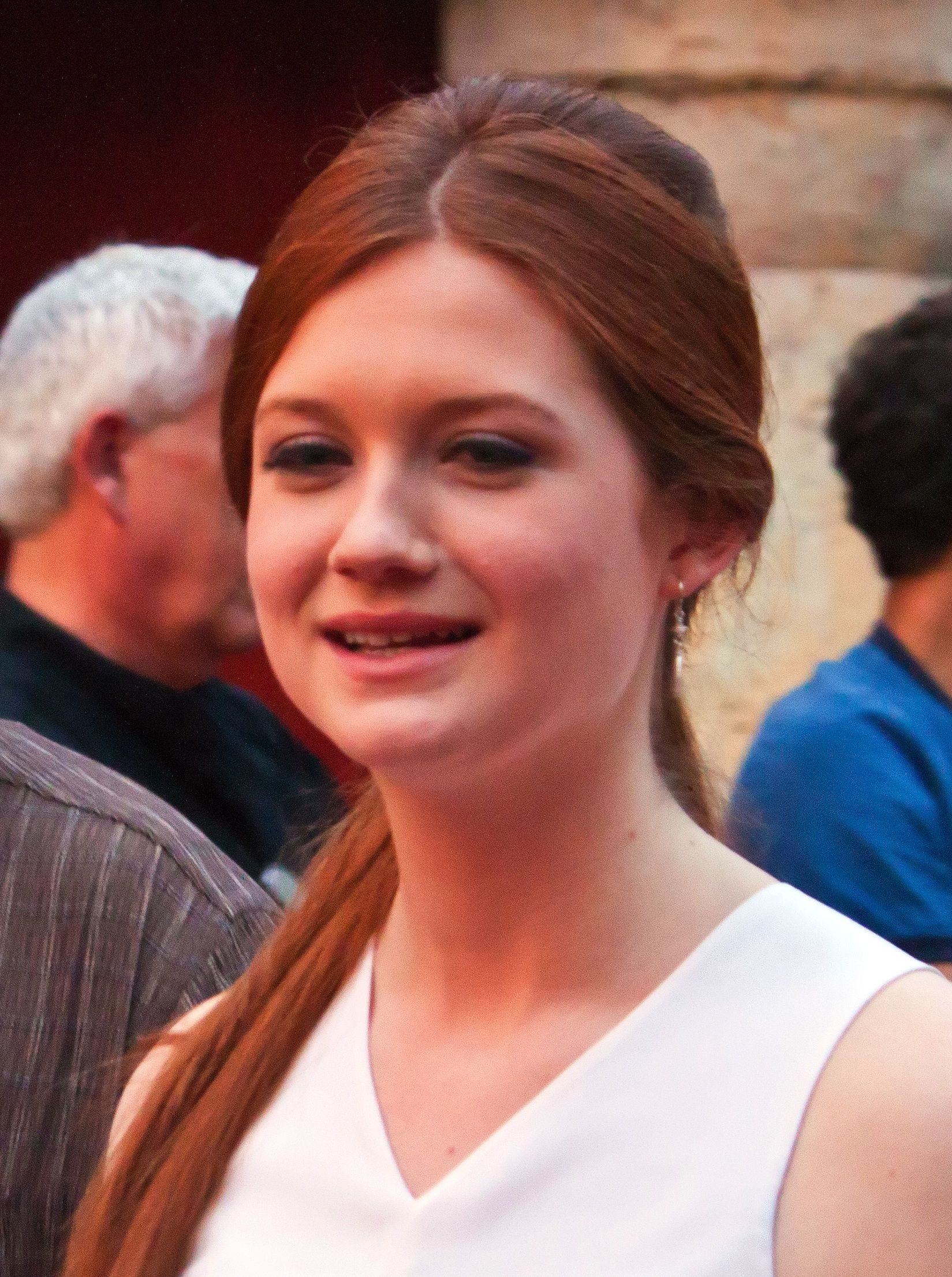
Bonnie Wright interprète Ginny Weasley.
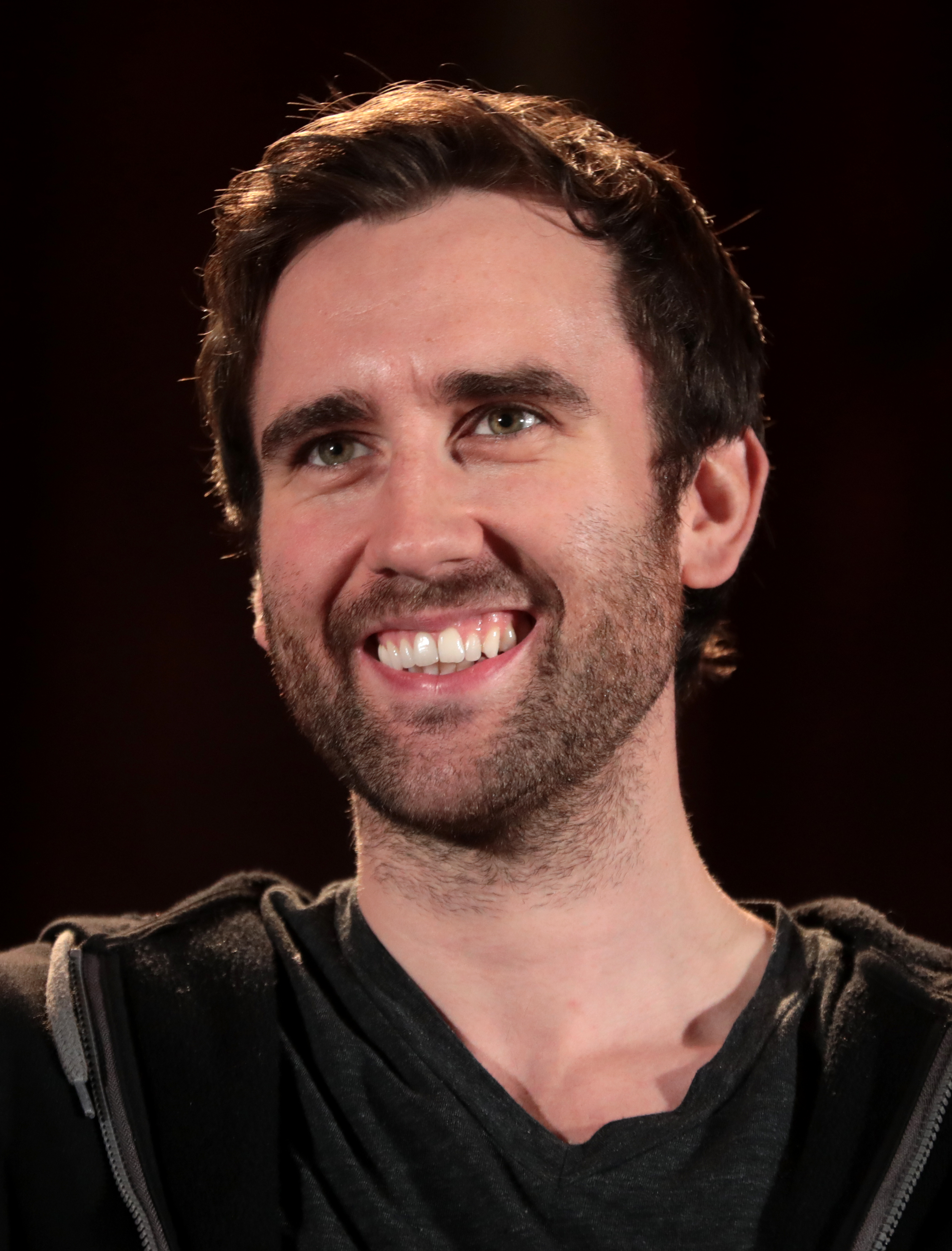
Matthew Lewis interprète Neville Londubat.
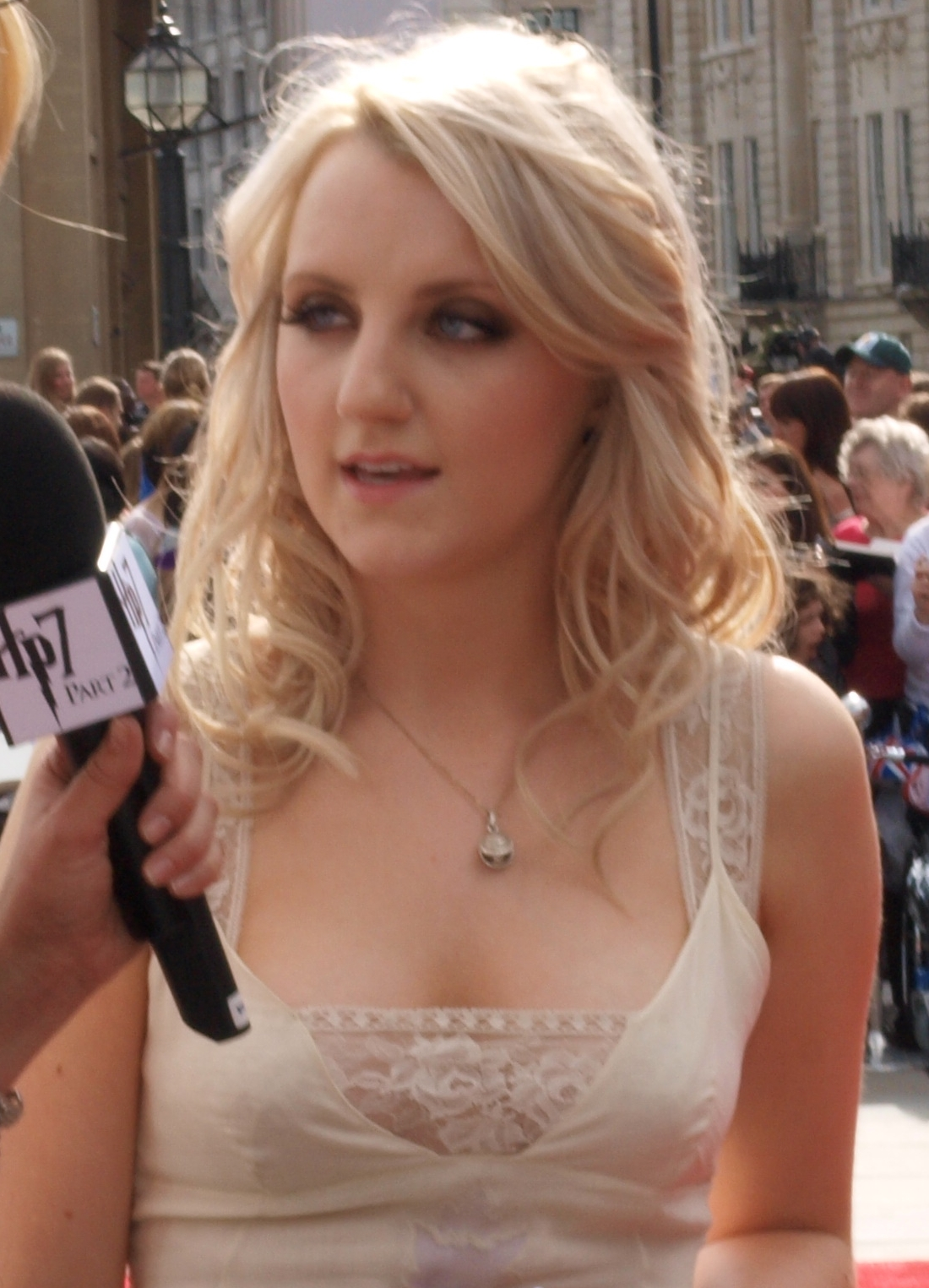
Evanna Lynch interprète Luna Lovegood.

### Adultes

#### Professeurs de Poudlard
- Richard Harris (2001 - 2002) / Michael Gambon (2004 - 2011) (VF : Marc Cassot[S 38] ; VQ : Hubert Fielden) : Albus Dumbledore[S 39],[S 40]
- Robbie Coltrane (VF : Patrick Messe[S 41] puis Achille Orsoni[S 41] ; VQ : Guy Nadon) : Rubeus Hagrid[S 42]
- Maggie Smith (VF : Claude Chantal[S 43] puis Mireille Delcroix[S 44] ; VQ : Claudine Chatel) : Minerva McGonagall[S 19]
- Alan Rickman (VF : Claude Giraud[S 45] ; VQ : Daniel Picard) : Severus Rogue[S 19]
- David Thewlis (VF : Guillaume Lebon[S 46] ; VQ : Alain Fournier) : Remus Lupin[S 47]

#### Autres adultes
- Ralph Fiennes (VF : Patrick Laplace[S 48] ; VQ : Jean-Luc Montminy) : Tom Jedusor / Lord Voldemort[S 49]
- Gary Oldman (VF : Gabriel Le Doze[S 50] ; VQ : Manuel Tadros) : Sirius Black[S 51]
- Helena Bonham Carter (VF : Marie Zidi[S 52] ; VQ : Pascale Montreuil ) : Bellatrix Lestrange[S 53]
- Julie Walters (VF : Catherine Lafond[S 54] ; VQ : Johanne Léveillé) : Molly Weasley[S 34]
- Mark Williams (VF : Philippe Bellay ; VQ : Benoît Rousseau) : Arthur Weasley[S 55]
- Fiona Shaw (VF : Danièle Hazan[S 56] ; VQ : Élise Bertrand) : Pétunia Dursley[S 57]
- Richard Griffiths (VF : Michel Tugot-Doris[S 58] ; VQ : Hubert Gagnon) : Vernon Dursley[S 57]

## Production

### Genèse

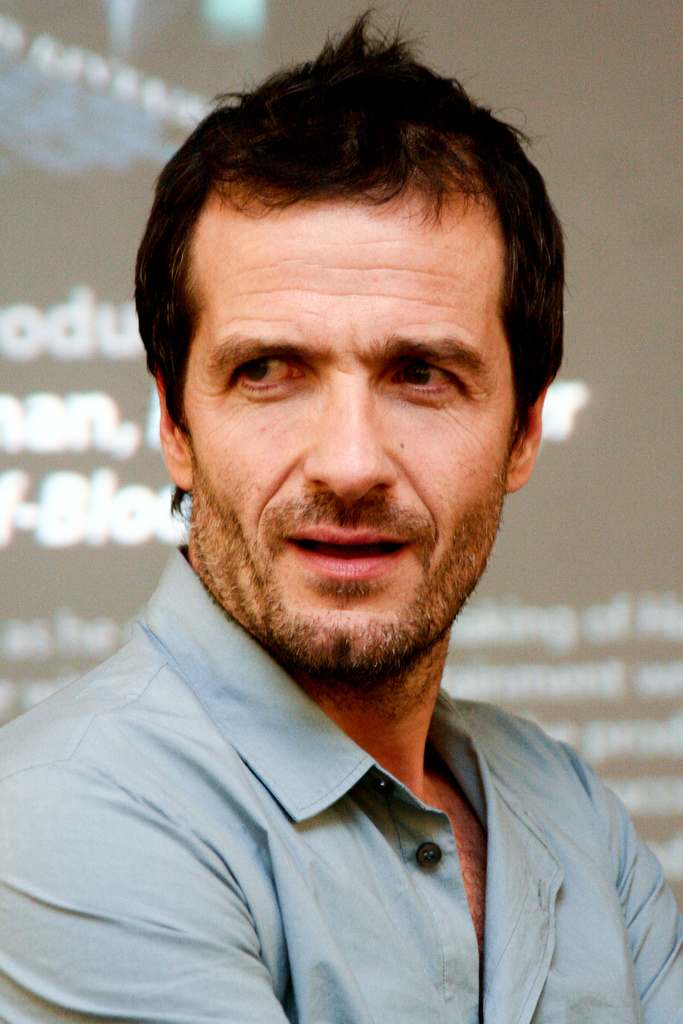
Le producteur David Heyman décide d'adapter les romans Harry Potter en 1997.

Fin 1997, le producteur David Heyman reçoit dans son bureau de Londres une copie du livre Harry Potter à l'école des sorciers, qui deviendrait le premier tome d'une série de romans jeunesse. Il recherche un livre pour enfants à adapter au cinéma sous forme de blockbuster familial, et pense d'abord à The Ogre Downstairs (non traduit en français) de Diana Wynne Jones. Harry Potter lui est finalement suggéré par son assistante, qui pense que l'histoire « d'un garçon dans une école de sorciers » est une idée enthousiasmante à exploiter,. Heyman, après avoir lu et adoré le manuscrit, l'envoie à Lionel Wigram, son ami d'enfance qui est cadre de Warner Bros à Los Angeles et qui vient d'y être nommé producteur exécutif. Celui-ci est rapidement intéressé par l'histoire et la compare, comme Heyman, aux grands classiques du cinéma de fantasy, comme Le Magicien d'Oz ou Charlie et la Chocolaterie, qu'ils ont eux-mêmes beaucoup aimés lorsqu'ils étaient enfants. Ils doivent cependant convaincre les studios américains, inquiets de l'aspect « très anglais » de l’école dont il est question dans les romans, mais également du fait que les films de fantasy sont à cette époque « passés de mode ». Mais le studio donne finalement son accord pour lancer le processus d'adaptation.
À cette époque, la principale appréhension de l'auteure J. K. Rowling est que sa série devienne « américanisée » par Warner Bros. et qu'elle perde sa « substance britannique ».
L'enthousiasme et les arguments d'Heyman conduisent néanmoins Rowling à vendre les droits d'adaptation des quatre premiers tomes de sa série à la société pour la somme d'un million de livres sterling (soit 2 millions de dollars à cette époque),. Les producteurs acquièrent les droits d'adaptation le jour de la sortie du premier tome aux États-Unis (soit en septembre 1998). David Heyman précisera plus tard qu'ils ont en réalité signé à ce moment-là « pour l’ensemble de la série ».
J. K. Rowling conserve un droit de regard sur les adaptations — sans se montrer particulièrement intéressée par l'écriture du scénario — et insiste surtout pour que les acteurs principaux soient britanniques. Elle confiera plus tard : « Évidemment, il y a des choses qui ne fonctionnent pas à l’écran, mais ce qui est crucial, c’est que l’intégrité de l’intrigue et des personnages soit conservée ».

### Scénario
Malgré leur volonté de réaliser des films britanniques, les producteurs décident de se diriger en priorité vers des scénaristes américains. Selon Heyman, « cette histoire relevait de l’entertainment pur et dur, et il n'y avait pas tant de scénaristes anglais qui excellaient dans ce domaine ».

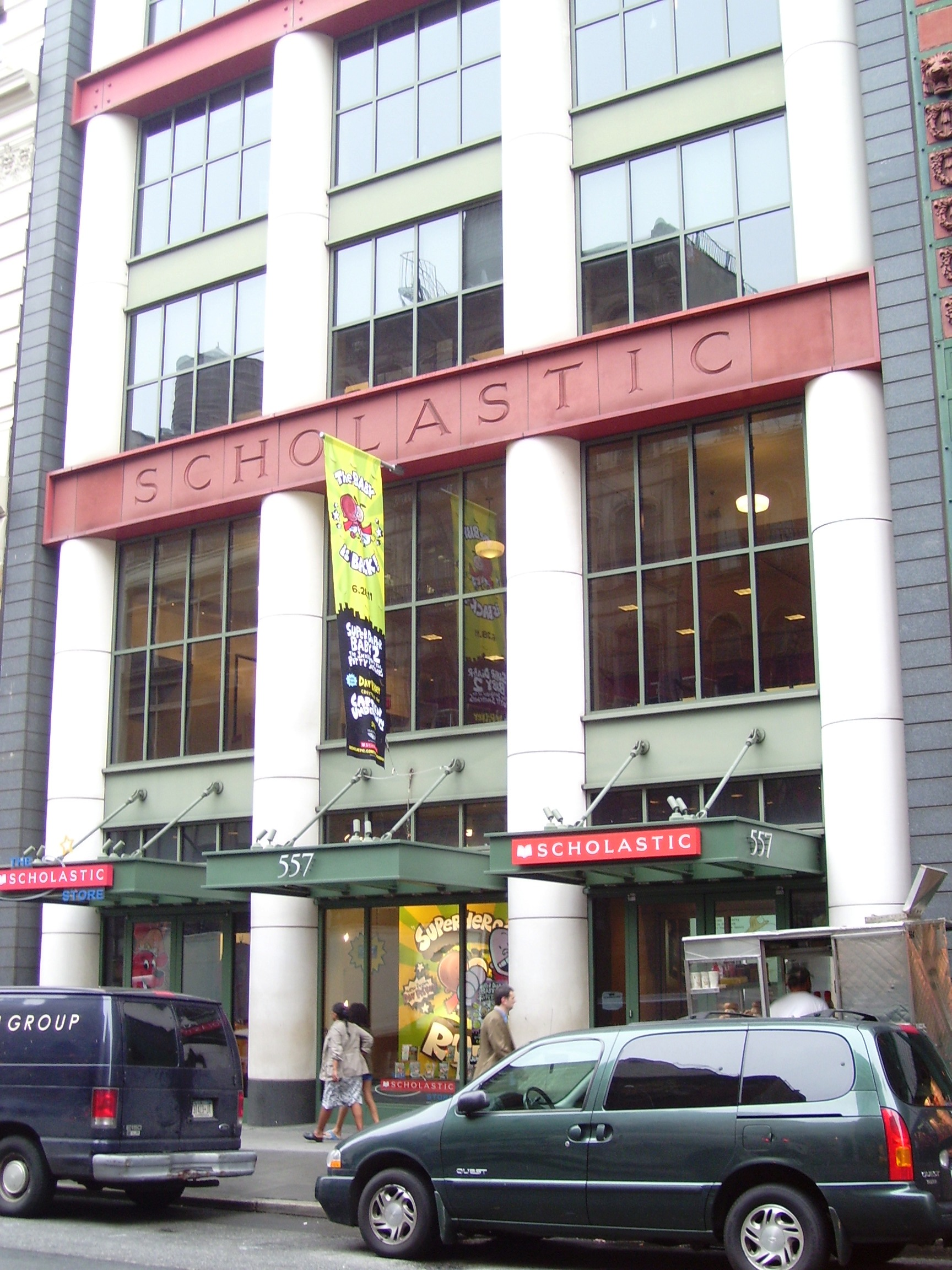
Ce n'est qu'à partir de septembre 1998, lorsque l'édition américaine de Harry Potter est publiée chez Scholastic, que plusieurs scénaristes se montrent intéressés par l'adaptation.

Heyman et Wigram commencent à rechercher un scénariste au début de l’année 1998, mais sans succès : le roman Harry Potter à l'école des sorciers devient très populaire au Royaume-Uni, mais n'est pas encore publié aux États-Unis, ce qui fait qu'aucun scénariste n'est intéressé par le projet. En outre, une première critique dans le New Yorker en 1999 estime que les livres Harry Potter ne rencontreront pas de succès en Amérique, du fait qu'ils contiennent beaucoup trop d'argot britannique,. Richard Curtis, notamment, est approché par Heyman, mais décline à son tour la proposition. Ce n'est qu'à partir de septembre 1998, lorsque l'édition américaine est publiée chez Scholastic, que les producteurs reçoivent de nombreuses propositions, pour l'écriture comme pour la réalisation. Ils hésitent alors entre deux personnes : Steve Kloves (connu notamment pour son travail sur Susie et les Baker Boys et Wonder Boys), et Michael Goldenberg, dont David Heyman a admiré le travail sur le film Contact,,. C'est Steve Kloves qui est finalement retenu. Selon David Heyman, il est le scénariste idéal pour « retranscrire l’esprit d’un auteur dans ses scripts ». Lors de leur première rencontre en 1999, Kloves surprend et rassure J. K. Rowling en lui avouant que son personnage préféré est Hermione Granger — personnage auquel l'auteure s'identifie le plus et qu'elle considère comme l'un des « moins accessibles » pour un homme. Le scénariste précise également qu'il souhaite éviter le « manque de subtilité hollywoodien » dans sa transcription.
Steve Kloves écrit les scénarios de tous les films de la franchise, à l'exception du cinquième — à une période où le scénariste exprime le souhait de faire une pause,. L'écriture de ce cinquième épisode, qui comporte une trame « plus sombre, plus psychologique, plus politique que les tomes précédents », est alors confiée à Michael Goldenberg, qui est resté proche du projet depuis ses débuts,.
Il faut une décennie pour que paraisse l'intégralité de l'histoire Harry Potter, tant pour les livres (de 1997 à 2007) que pour les films (de 2001 à 2011), et il est particulièrement difficile pour Steve Kloves d'adapter une histoire dont il ne connaît pas la destinée des personnages. Les séries littéraire et cinématographique évoluent donc en étroite collaboration :

« L'essentiel pour moi, c'était qu'ils ne fassent pas faire à mes personnages des choses que je ne voulais pas. J'étais au milieu d'une série de sept livres. […] Je voulais qu'on travaille ensemble sur la même intrigue. »

— J. K. Rowling
Sans dévoiler cette intrigue à venir, J. K. Rowling donne à plusieurs reprises des indications aux scénaristes et à l'équipe afin que des éléments n'entrent pas en contradiction avec ceux des derniers livres qui ne sont pas encore parus (le dernier tome est publié en juillet 2007, alors que le sixième film est en pré-production). Pour Steve Kloves, la façon de travailler sur l'adaptation du dernier tome est donc complètement différente, puisqu'il dispose alors de tous les éléments dont il a besoin. David Heyman estime qu'aucune adaptation n'a comporté de changement significatif par rapport aux livres, et que lorsque des changements ou retraits sont intervenus, c'était systématiquement avec l'accord de Rowling.

### Choix des réalisateurs
David Heyman contacte le réalisateur anglais Mike Newell lors de la pré-production du premier film en 1998 (en même temps que le scénariste Richard Curtis), mais Newell décline alors la proposition, puisqu'il est en tournage sur le film Les Aiguilleurs au même moment,.

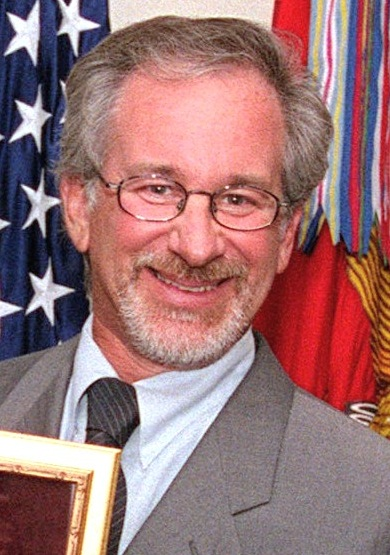
En 1998, Steven Spielberg se montre intéressé par le projet, puis s'en détourne.

Le réalisateur Steven Spielberg est le premier réalisateur à se montrer intéressé, mais désire adapter Harry Potter avec beaucoup de libertés : influencé par les succès de Toy Story et des studios Pixar, son idée initiale est de réunir plusieurs romans Harry Potter pour développer l'univers de sorcellerie en animation, (comme il aura le loisir de le faire plus tard avec son film adapté de l'univers de Tintin, qui regroupe les histoires de plusieurs tomes). Après de longs débats sur cette question, Alan Horn, alors directeur de la Warner, juge préférable que les films soient tournés avec des acteurs,. Spielberg exprime quant à lui son souhait de travailler avec Haley Joel Osment dans le rôle-titre, un jeune acteur dont la prestation l’a impressionné dans Sixième Sens. Cependant, les exigences de Rowling concernant la nationalité du casting principal, et l'impossibilité d'appliquer ses préférences personnelles en matière de réalisation poussent finalement Spielberg à se détourner du projet.

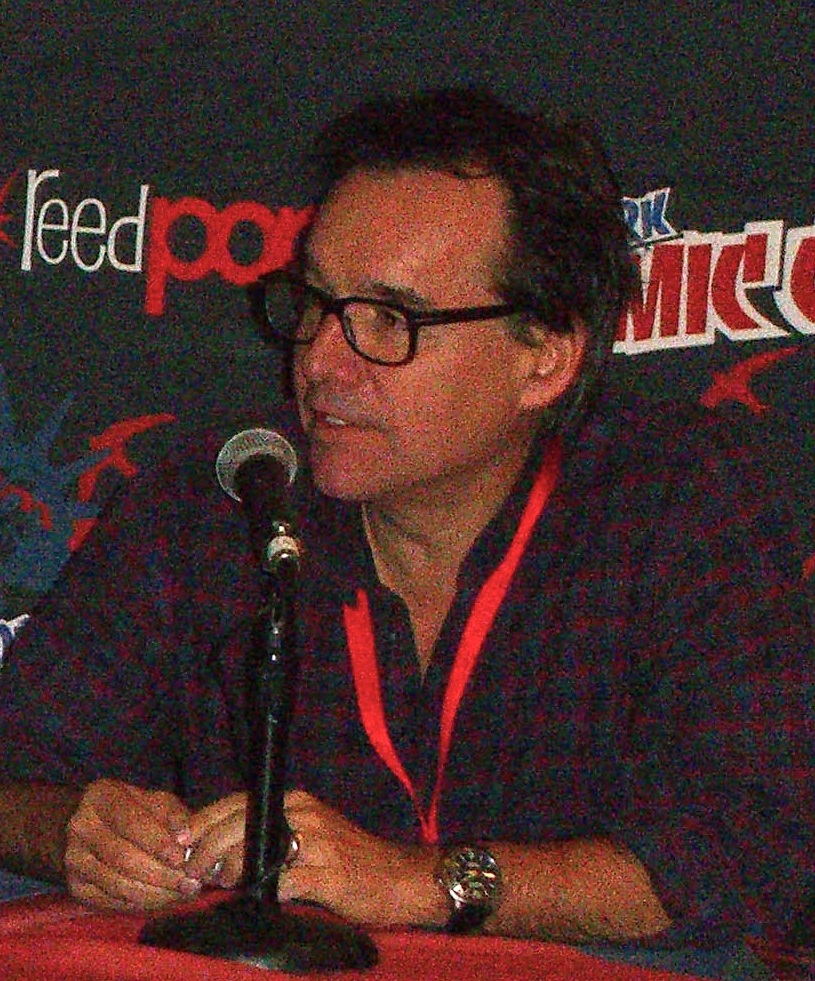
Chris Columbus réalise les deux premiers films en 2001 et 2002.

David Heyman et J. K. Rowling ont tous les deux une préférence pour le réalisateur Terry Gilliam, pour son humour et sa « touche de folie », ainsi que pour « sa sensibilité et ses précédentes incursions dans les domaines du fantastique ». Mais Alan Horn, notamment, hésite à confier le projet à un cinéaste « aussi imprévisible ». Après avoir étudié de nombreuses autres propositions (dont celles de Jonathan Demme, Brad Silberling, Alan Parker et Rob Reiner), le choix de la production se porte alors sur le réalisateur américain Chris Columbus, connu dans les années 1990 pour ses comédies et drames familiaux à succès tels que Madame Doubtfire et Maman, j'ai raté l'avion. Il se montre à la fois le plus enthousiaste et passionné, et le plus convaincant en matière de fidélité au roman,. En outre, le cinéaste a l'habitude de travailler avec des enfants, ce qui convient parfaitement aux besoins des premiers films. Il sera d'ailleurs le réalisateur chargé, en quelque sorte, de former les enfants au métier d'acteur de cinéma.

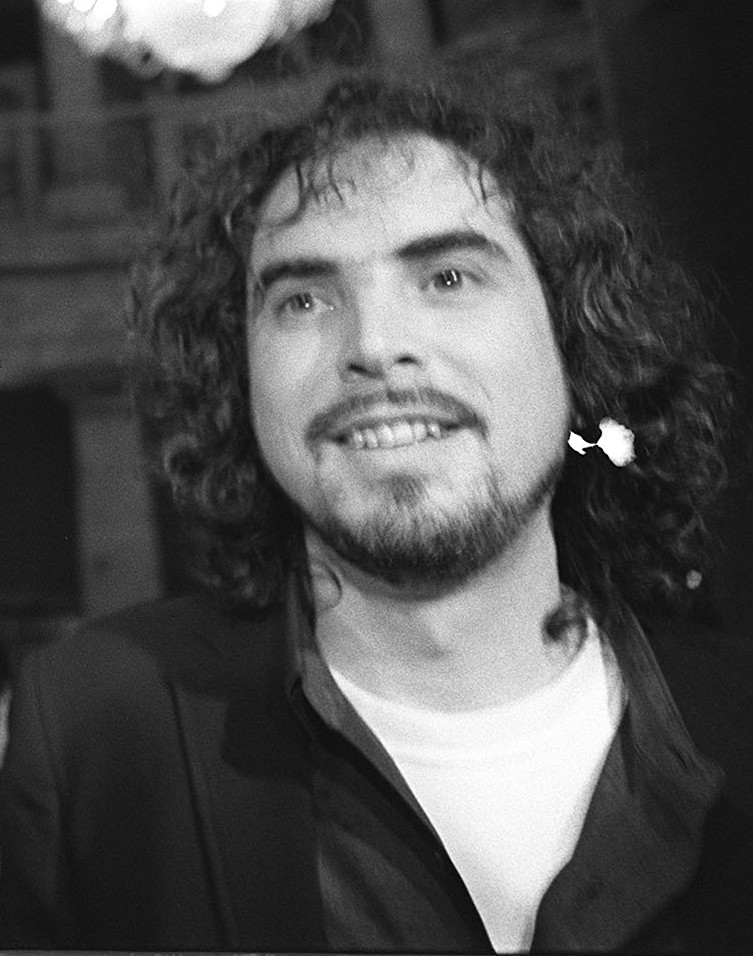
Alfonso Cuarón réalise Le Prisonnier d'Azkaban en 2004.

En 2002, vers le milieu de la production du deuxième film, Chris Columbus — qui pensait au départ réaliser les sept films prévus — décide finalement de passer la main, usé sur le plan physique et souhaitant profiter davantage de ses enfants. La sensibilité visuelle du réalisateur mexicain Alfonso Cuarón, notamment sur les films La Petite Princesse (1995) et Y tu mamá también (2001), convainc rapidement David Heyman et J. K. Rowling de l'engager pour la suite. Cuarón n'a cependant pas lu les livres, ni vu les premiers films, au moment d'être contacté, et hésite à prendre la relève de Chris Columbus pour un blockbuster. C'est son ami cinéaste Guillermo del Toro qui parvient à le convaincre non seulement de lire les romans, mais aussi de travailler sur le projet.

« Chris Columbus a vraiment donné vie et énergie à la franchise. Puis Alfonso a réalisé un film plus lyrique, plus poétique. »

— Stuart Craig (directeur artistique)
Alfonso Cuarón donnera à Harry Potter et le Prisonnier d'Azkaban un aspect visuel spécifique en concordance avec le ton plus sombre du roman, et optera pour des tons de gris et de bleu foncé en désaturant les images. Selon David Heyman et Chris Columbus, la direction prise par Cuarón en matière de fil conducteur et d'aspect visuel se sont avérés cruciaux, non seulement pour ce troisième film, mais aussi pour les films suivants.

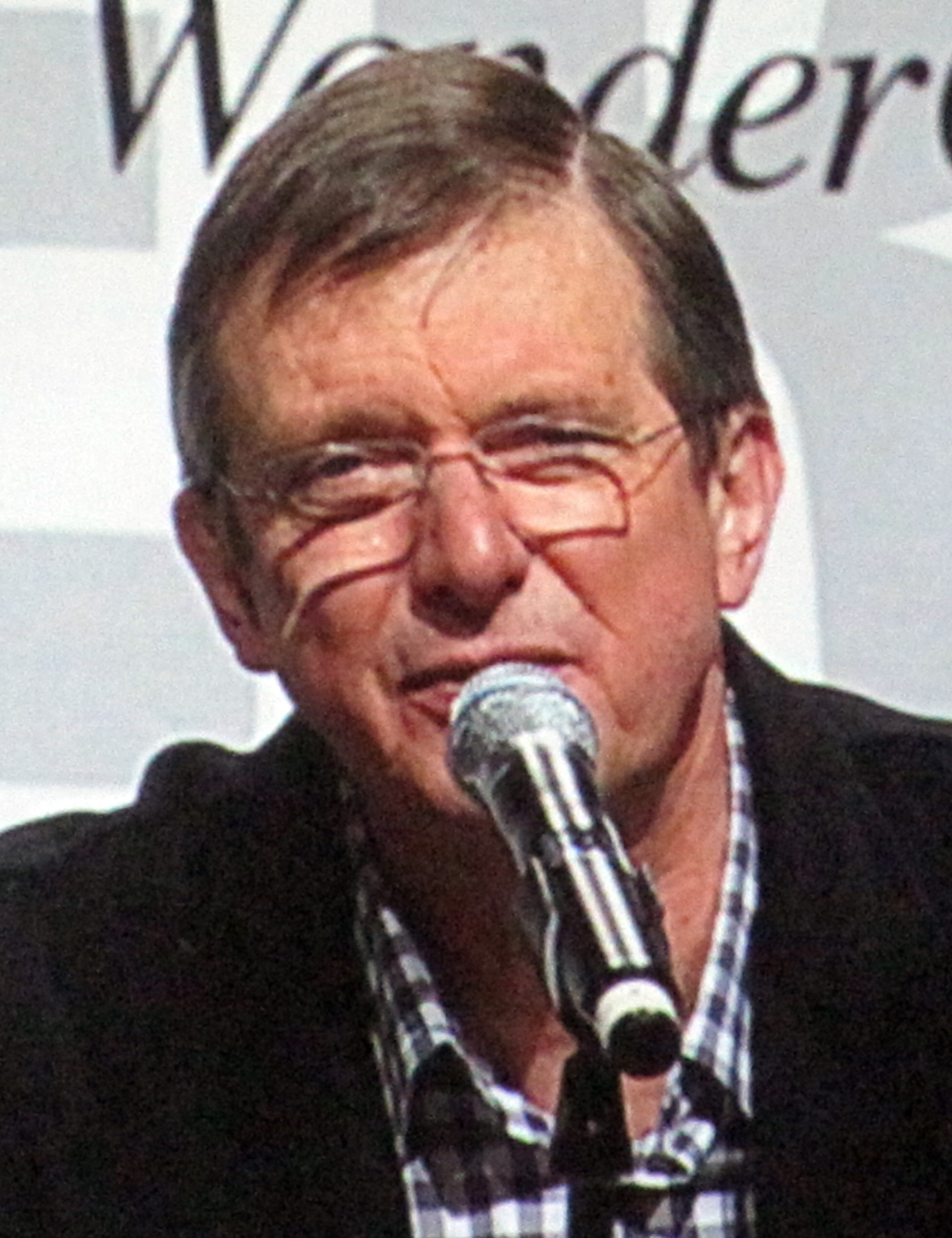
Mike Newell réalise La Coupe de feu en 2005.

Lorsque Alfonso Cuarón, fatigué, décide de s'arrêter à la fin du tournage du Prisonnier d'Azkaban, Mike Newell est à présent disponible et accepte la nouvelle proposition de David Heyman pour réaliser le quatrième film, Harry Potter et la Coupe de feu, en 2004. Ce film se situe à un tournant de la saga, puisqu'il constitue l'adaptation du tome central de la série romanesque. Newell estime pour sa part que le début de la transition des personnages principaux vers l'âge adulte s'est déjà produite à travers Le Prisonnier d'Azkaban, et décide donc de se pencher sur la relation entre le méchant et le héros et de montrer davantage les « moments d'angoisse et de vulnérabilité ». Il souhaite réaliser un thriller mature et inquiétant, tout en intégrant une certaine légèreté avec les premières amours adolescentes.

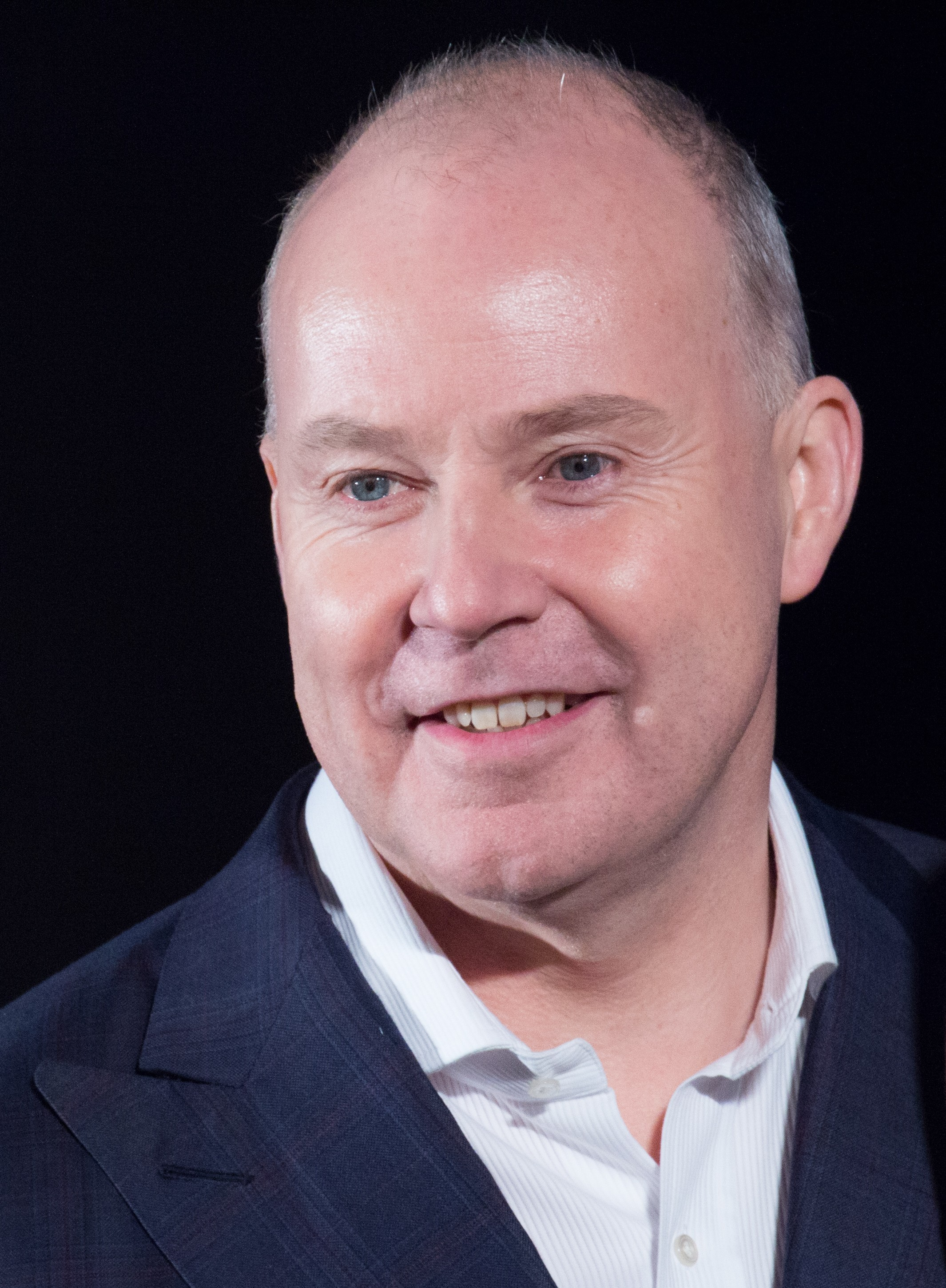
David Yates réalise les quatre derniers films entre 2007 et 2011.

À son tour, Mike Newell préfère s'arrêter à la fin du tournage de La Coupe de feu, en raison de fatigue. Le réalisateur de télévision David Yates, alors méconnu du grand public, est engagé en 2006 pour le cinquième film : Harry Potter et l'Ordre du Phénix, et restera à son poste pour tous les films suivants. Selon David Heyman, « David Yates a une façon profondément humaine de faire des films, et il possède une énergie extraordinaire. Il n'hésite pas non plus à traiter les sujets politiques de manière divertissante ». Yates se montre surpris lui-même d'avoir été choisi, surtout à la suite des précédents réalisateurs, mais accepte le défi avec beaucoup d'enthousiasme. Sur les plateaux, Yates est considéré beaucoup plus calme, posé et introverti que son prédécesseur, et son arrivée nécessite quelques ajustements de la part des acteurs et de l'équipe technique, qui s'habituent néanmoins très rapidement à sa manière de travailler. Selon Daniel Radcliffe, Yates cherche toujours à obtenir plus de détails et de nuances dans le jeu des acteurs, ce qui les pousse à s’impliquer encore davantage personnellement.
Pour Alan Horn, chacun des réalisateurs a apporté quelque chose de différent à la franchise : « le style visuel époustouflant d'Alfonso, l'humour de Mike, basé sur son expérience d'élève dans un pensionnat anglais, et le cran et le réalisme de David, qu'il a su parfaitement incorporer [au monde des sorciers] ».

### Distribution des rôles
Warner Bros précise au début de la production qu'ils souhaitent conserver les mêmes jeunes acteurs principaux pour l'ensemble des films. En 1999-2000, les acteurs choisis pour incarner les élèves de Poudlard sont pour la plupart inconnus, même si quelques-uns viennent tout juste de jouer dans quelques productions (David Copperfield pour Daniel Radcliffe en 1999 et Anna et le Roi pour Tom Felton la même année). Le casting des trois acteurs principaux dure presque un an, et n'est finalisé qu'au dernier moment avant le début du tournage, lorsque le réalisateur et le producteur obtiennent une « alchimie » entre les trois enfants.

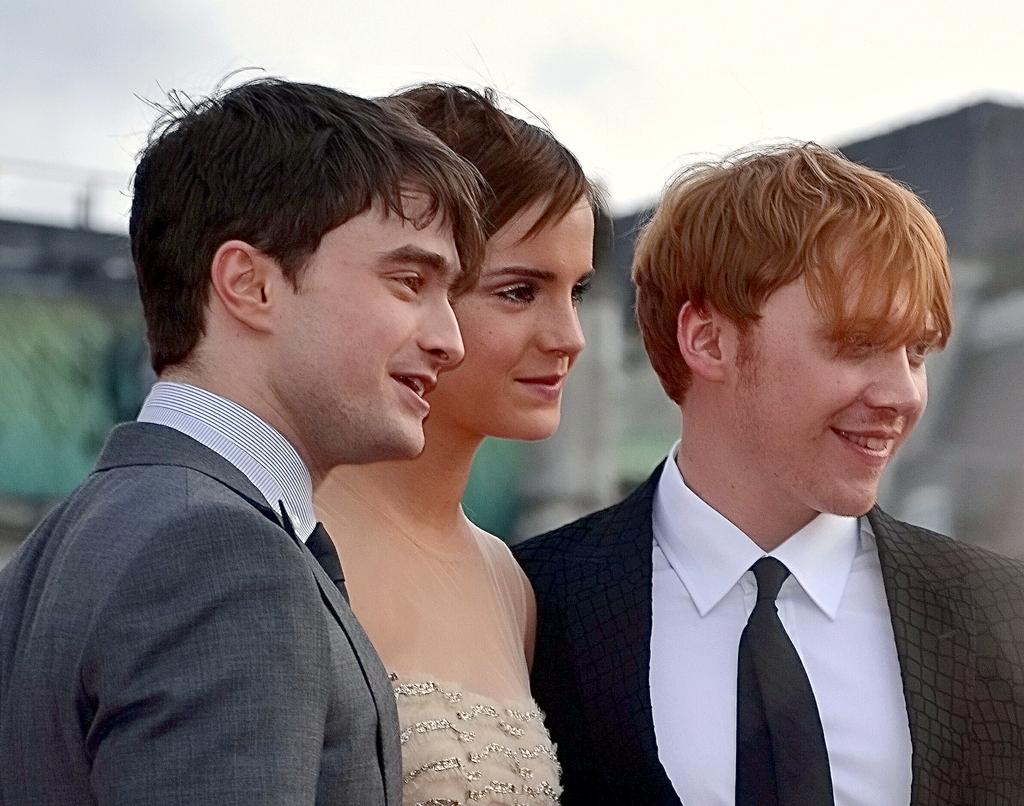
Daniel Radcliffe, Emma Watson et Rupert Grint, lors de la première londonienne du dernier film en 2011.

Le producteur David Heyman et Susie Figgis, directrice de casting, reçoivent des milliers de candidatures, dont celles d'Emma Watson, alors âgée de 9 ans (qui est la première du trio à être choisie), pour incarner Hermione Granger, et Rupert Grint, 11 ans, pour incarner Ron Weasley. Le choix de Daniel Radcliffe, 10 ans, se fait quant à lui plus tardivement. Au printemps 2000, Chris Columbus visionne David Copperfield et le remarque, mais les parents du garçon ne souhaitent pas qu'il participe au film,. C'est un peu plus tard, en juin 2000, qu'Heyman et Steve Kloves le rencontrent par hasard lors d'une sortie au théâtre. Heyman n'a dès lors plus que ce garçon en tête pour interpréter le rôle-titre et Chris Columbus et lui finissent par convaincre ses parents de le faire participer au projet.
Le réalisateur est convaincu par le potentiel et la courte expérience de Tom Felton, après avoir vu ses auditions, mais hésite entre plusieurs rôles possibles (dont celui de Harry Potter). Felton est finalement choisi pour interpréter Drago Malefoy, l'ennemi de Harry. Les jeunes acteurs Matthew Lewis et les jumeaux Phelps, après avoir passé des auditions, sont choisis pour interpréter respectivement Neville Londubat et les jumeaux Weasley, tout comme Bonnie Wright pour incarner Ginny Weasley ,. À ce moment de la production, le choix de Bonnie Wright est fait en toute conscience de l'importance que pourrait avoir son personnage dans la suite de l'histoire, puisque J. K. Rowling aurait informé très tôt l'équipe, et notamment Chris Columbus, du lien sentimental entre Ginny et Harry Potter. Le secret fut conservé tout au long des tournages, les acteurs eux-mêmes n'ayant pas été mis au courant. Evanna Lynch, quant à elle, est choisie pour interpréter Luna Lovegood à partir du cinquième film, à l'issue d'un casting où plus de 15 000 personnes se sont présentées pour le rôle.

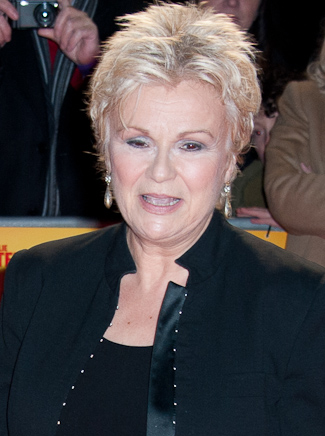
Julie Walters interprète Mme Weasley.

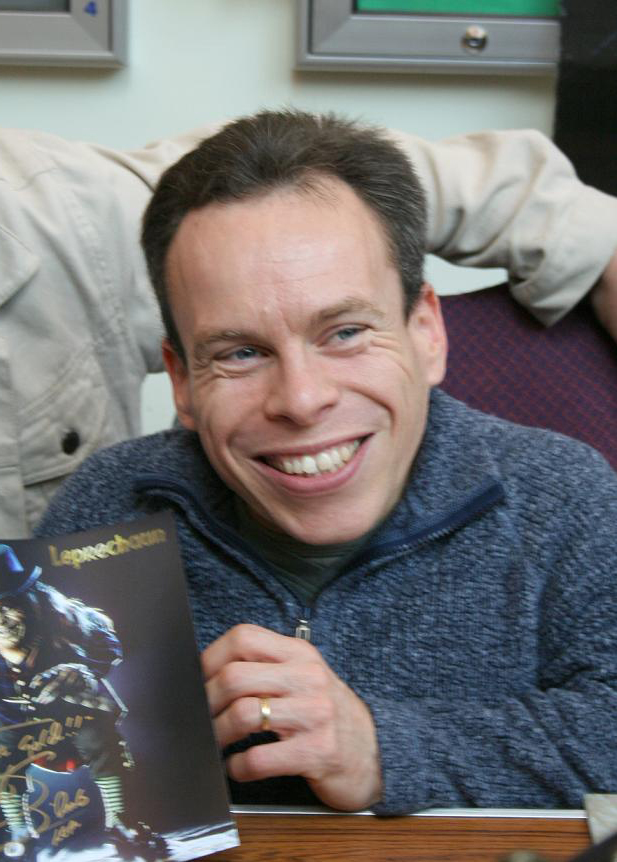
Warwick Davis, acteur aux multiples visages dans la série.

Le casting des adultes est en revanche riche en vedettes issues de la scène et du cinéma britanniques ou irlandais. Pour interpréter Hagrid, le choix de J. K. Rowling se porte directement sur l'acteur Robbie Coltrane (qui est doublé, pour les scènes en plan large, par Martin Bayfield, un ancien joueur de rugby mesurant un peu plus de 2 m). L'acteur écossais est l'un des premiers acteurs à être choisis sur la production. Richard Harris, parrain de David Heyman, correspond selon ce dernier au personnage d'Albus Dumbledore par la « force » qu'il dégage et son « étincelle malicieuse dans l’œil ». Harris n'est cependant pas enthousiaste à l'idée d'interpréter le directeur de Poudlard, et c'est sa petite-fille qui finit par le convaincre d'accepter le rôle. Alan Rickman accepte d'incarner le professeur Severus Rogue, après avoir obtenu une conversation avec J. K. Rowling, qui l’a aidé très tôt à comprendre la complexité de son personnage. Pour le rôle de Minerva McGonagall, professeur de métamorphose et directrice de la maison Gryffondor, Heyman et Chris Columbus n'envisagent personne d'autre que Maggie Smith. Warwick Davis interprète le rôle du gobelin de Gringotts transmettant la clef, ainsi que le professeur d'enchantements Filius Flitwick (dans ses deux apparences différentes), puis le rôle du gobelin Gripsec à partir du septième film (le personnage étant joué par Verne Troyer dans le premier film). Julie Walters, tout juste nommée aux Oscars pour son rôle dans Billy Elliot, est choisie pour interpréter Mme Weasley, la mère de Ron. Richard Griffiths et Fiona Shaw jouent quant à eux l'oncle Vernon et la tante Pétunia.

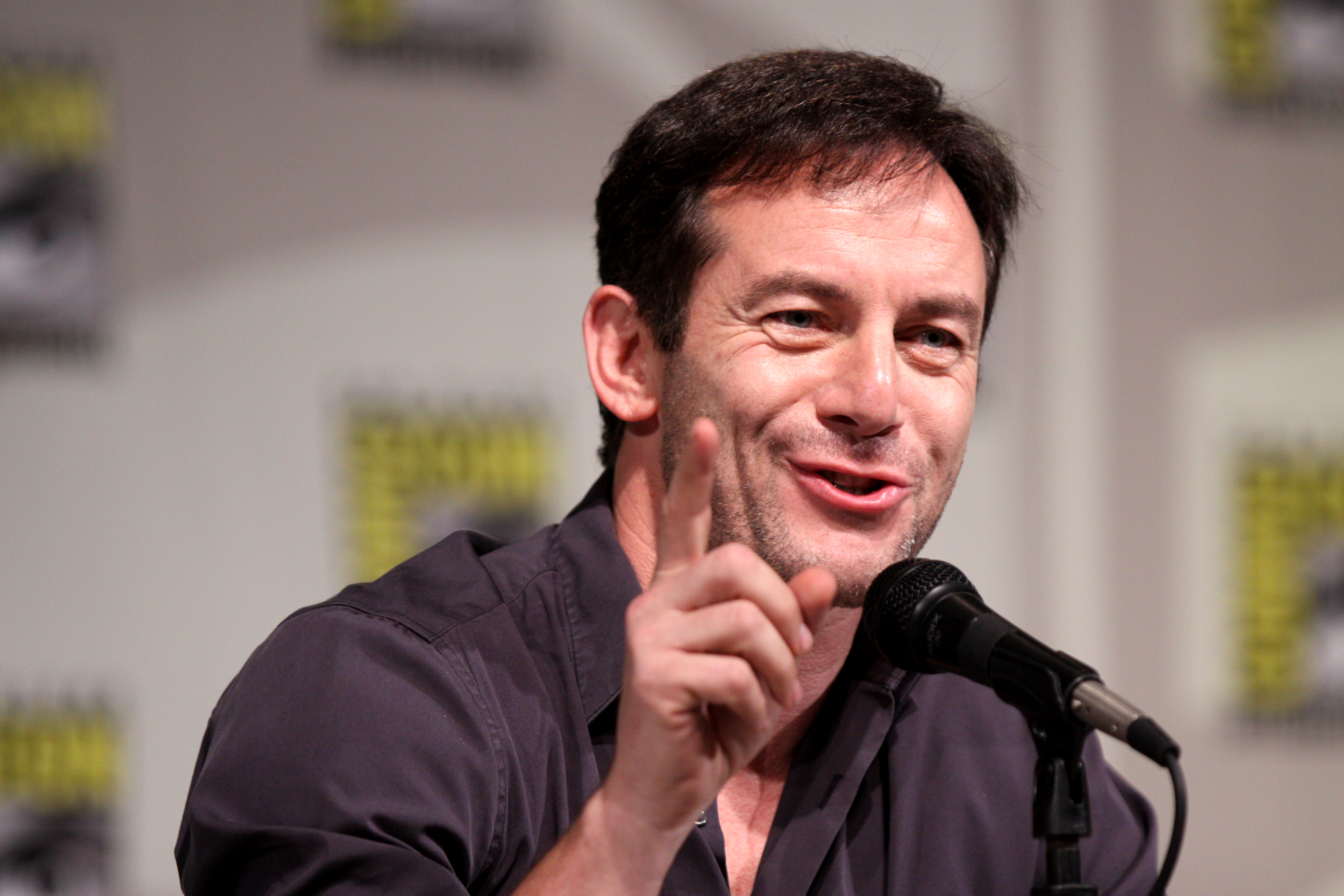
Jason Isaacs interprète Lucius Malefoy, personnage récurrent à partir du deuxième film.

D'autres acteurs récurrents viennent s'ajouter au casting pour les films suivants. Ainsi, dès le deuxième film, Mark Williams interprète le rôle de Mr Weasley et Jason Isaacs celui de Lucius Malefoy, père de Drago. Isaacs convainc rapidement Chris Columbus grâce à sa prestation dans The Patriot en 2000. À partir du troisième film, Michael Gambon reprend le rôle de Dumbledore à la suite du décès de Richard Harris en 2002 ; Gary Oldman campe le rôle de Sirius Black ; Timothy Spall celui de Peter Pettigrow ; David Thewlis celui du professeur Remus Lupin et Emma Thompson celui du professeur Sibylle Trelawney. Ralph Fiennes, dans le rôle de Lord Voldemort, et Brendan Gleeson dans celui d'Alastor Maugrey, arrivent à partir du quatrième film, tandis qu'Helena Bonham Carter dans le rôle de Bellatrix Lestrange, et Imelda Staunton pour celui de Dolores Ombrage, rejoignent le casting principal à partir du cinquième épisode.

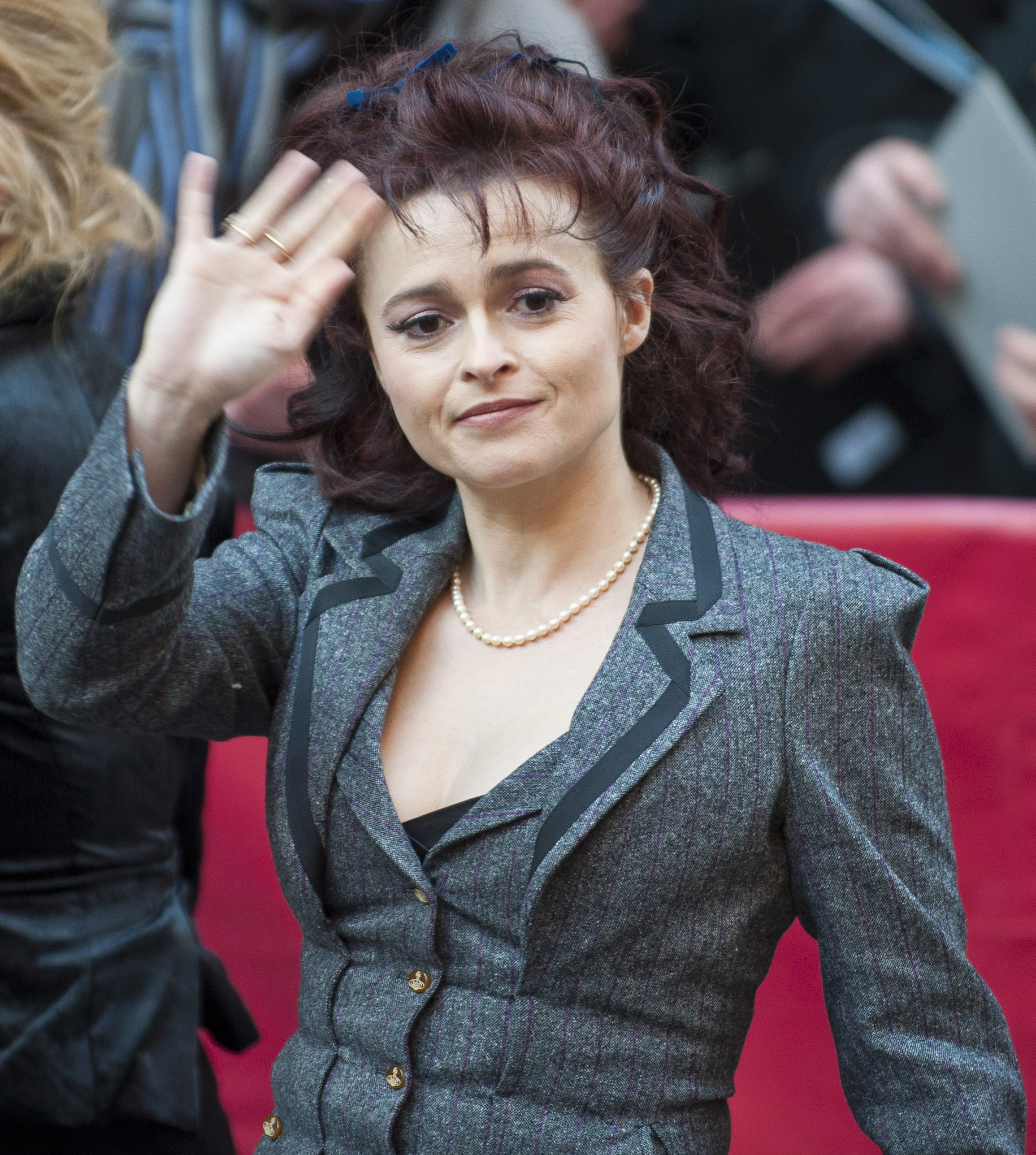
Helena Bonham Carter interprète Bellatrix Lestrange à partir du cinquième film.

Par la suite, la production jouit d'une sorte de tradition de collaboration avec les comédiens de théâtre et de cinéma britanniques les plus populaires. De nombreux autres interprètes notables se montrent intéressés de figurer dans la saga, et sont choisis pour interpréter des rôles plus secondaires et/ou ne figurant que dans un ou deux épisodes : c'est le cas de John Cleese (Nick Quasi-Sans-Tête), John Hurt (Monsieur Ollivander), Ian Hart (Quirinus Quirrell), Kenneth Branagh (Gilderoy Lockart), Robert Hardy (Cornelius Fudge), Julie Christie (madame Rosmerta), Dawn French (la Grosse Dame), Gemma Jones (Madame Pomfresh), Miriam Margolyes (professeur Chourave), Shirley Henderson (Mimi Geignarde), Miranda Richardson (Rita Skeeter), Frances de la Tour (madame Maxime), David Tennant (Barty Croupton Jr), George Harris (Kingsley Shacklebolt), Jim Broadbent (Horace Slughorn), Helen McCrory (Narcissa Malefoy), Bill Nighy (Rufus Scrimgeour), Rhys Ifans (Xenophilius Lovegood), Kelly Macdonald (Helena Serdaigle) et Ciarán Hinds (Abelforth Dumbledore).

### Tournage
Selon Roy Button, vice-président directeur général de la Warner, l'étape la plus difficile au démarrage de la production est de monter les studios et les plateaux de tournage. Il songe en premier lieu à réserver l'ensemble des locaux de Pinewood, mais se tourne finalement vers le site de Leavesden, qui est financièrement plus accessible et très spacieux. L'ancienne usine d'avions a alors déjà servi pour le tournage de plusieurs films des années 1990, tels que GoldenEye, La Menace fantôme et Sleepy Hollow.
Considéré « peu chic », délabré et déprimant, le site est entièrement aménagé pour les seuls besoins des films Harry Potter. Une cantine y est construite, de même que des salles de classe pour les plus jeunes acteurs, un enclos extérieur de dressage d'animaux, un terrain de loisirs, des salles de montage et d'effets spéciaux, etc.
Le tournage de la saga commence le 29 septembre 2000 et se termine officiellement le 12 juin 2010,. Certains plateaux et décors resteront en place pendant toute la durée de tournage des huit films.

#### Photographie

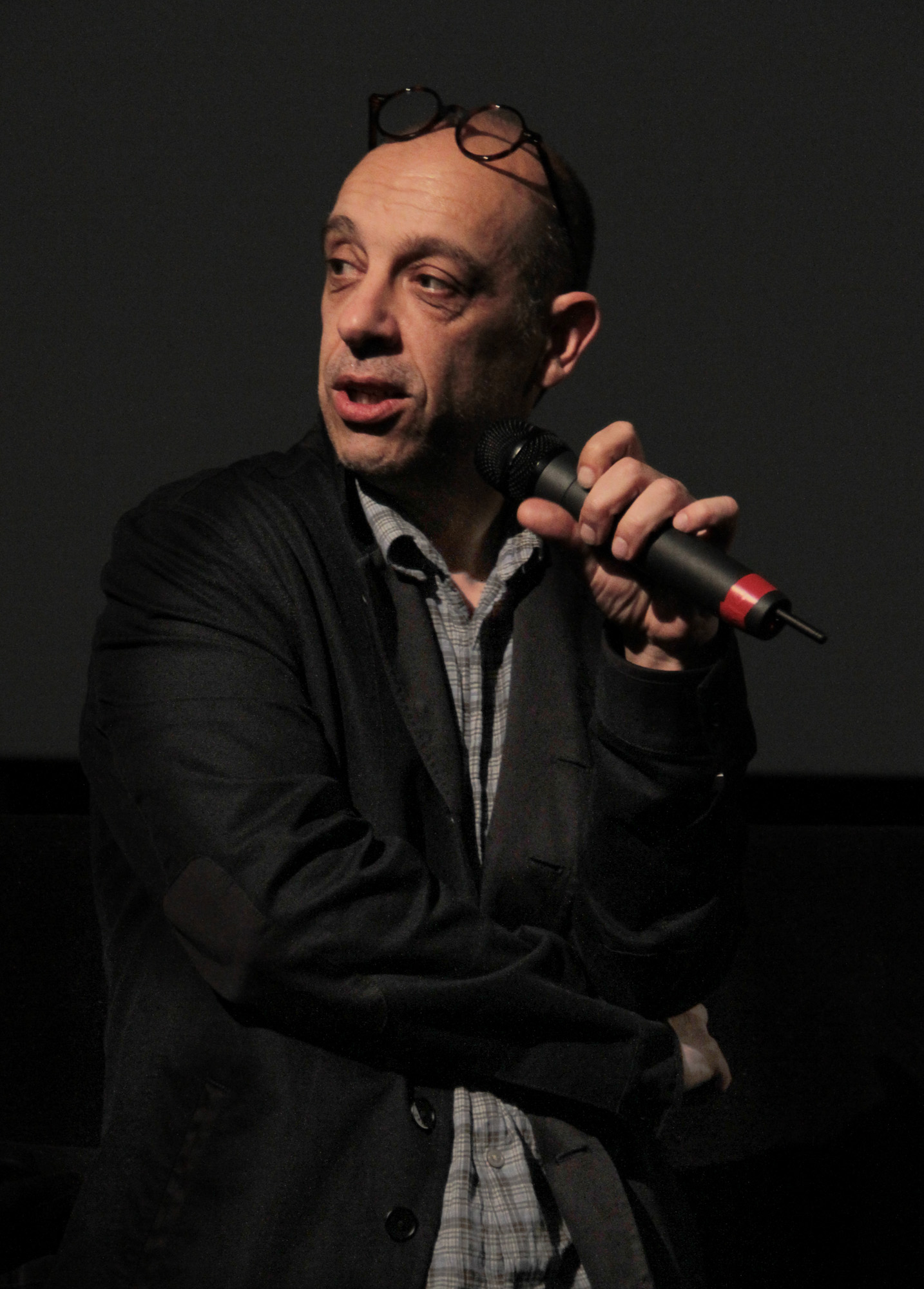
Bruno Delbonnel, directeur de la photographie du sixième film.

Six directeurs de la photographie, chargés de l'esthétique de l'éclairage, se succèdent sur la série : John Seale , Roger Pratt, Michael Seresin, Sławomir Idziak, Bruno Delbonnel et Eduardo Serra. Selon Bruno Delbonnel, chaque directeur de photographie, au fil des huit films Harry Potter, doit relever le défi de tourner et d'éclairer les mêmes décors emblématiques de manière différente et unique. Les couleurs vives s'atténuent nettement au fur et à mesure des films,.
Pour Harry Potter et le Prince de sang-mêlé, Bruno Delbonnel et le réalisateur David Yates prennent la décision de ne pas opter pour le numérique, estimant qu'aucun appareil de cette gamme n'est à la hauteur de l'argentique 35 mm en termes de capacité à capturer la finesse de certains détails et tons précis. Delbonnel est nommé à l'Oscar de la meilleure photographie en 2010 pour Le Prince de sang-mêlé, et est invité à revenir travailler sur les deux parties de Harry Potter et les Reliques de la Mort. Il refuse cependant, craignant de « se répéter ». Le choix du 35 mm est appuyé par Eduardo Serra et repris sur Les Reliques de la Mort, en maintenant une approche avec un objectif grand angle mettant en valeur les décors et les environnements.

#### Conception des décors
Pour concevoir les décors, le choix de Lionel Wigram se porte rapidement sur Stuart Craig, que le réalisateur Alfonso Cuarón considèrera plus tard comme le dernier grand chef décorateur « à l'ancienne ». Wigram a déjà eu l'occasion de travailler avec lui peu de temps avant, et admire son travail, qu'il qualifie de « raffiné ». Oscarisé pour ses décors sur Gandhi, Les Liaisons dangereuses et Le Patient anglais, Craig est l'un des premiers collaborateurs sur la production et travaille sur tous les épisodes de la franchise, en créant, puis en faisant évoluer, l'architecture de Poudlard, le lieu principal des aventures.
Stuart Craig fait venir son amie ensemblière Stephenie McMillan, avec laquelle il a l'habitude de travailler depuis Chaplin et Le Jardin secret dans les années 1990, et qui s'occupe pour sa part d'habiller et de décorer les plateaux avec divers accessoires.
Lors de la pré-production du premier film, J. K. Rowling dessine rapidement, à l'attention de Stuart Craig, une petite carte représentant le château et ses environs, vus du dessus, avec la localisation des différents éléments extérieurs comme la forêt interdite, la cabane de Hagrid, le terrain de quidditch, la gare de Pré-au-Lard, etc., Ce document servira de base jusqu'au dernier jour de tournage.

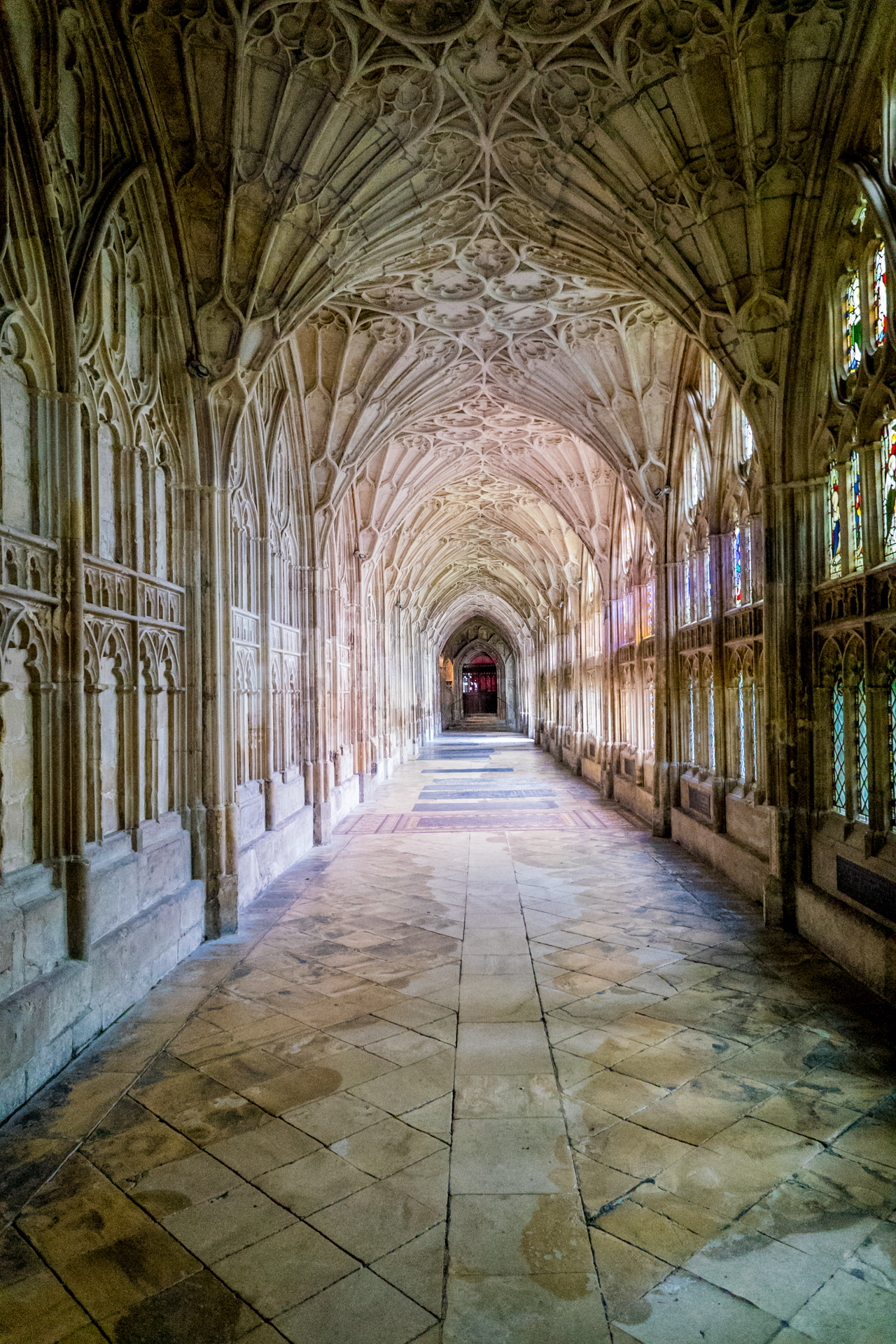
Intérieur de la cathédrale de Gloucester, visible dans les deux premiers films.

À ce stade de la production, L'équipe hésite encore entre tourner les scènes en décors réels, ou construire tous les décors en studios. Le château d'Alnwick, et la cathédrale de Gloucester sont choisis comme principaux lieux de tournage « réels » pour les premiers films, tandis que les promenades dans les couloirs, la cour de métamorphose et certaines salles de classe, ont été filmées dans un premier temps dans la cathédrale de Durham et à Christ Church College,,,.

« Nous avons fini par construire presque tout l'univers [en studio], mais à l'époque du premier film, c'était impossible de tout créer, aussi bien sur le plan économique que pratique. Alors nous avons cherché des lieux de tournage. Et c'est en les cherchant que nous avons découvert à quoi devait ressembler Poudlard. »

— Stuart Craig
Le chef décorateur imagine le château de Poudlard (décrit dans les livres comme ayant plus de mille ans) comme un mélange architectural entre le Christ Church College d'Oxford, la cathédrale de Durham et celle de Gloucester ; il s'inspire donc principalement de la structure de ces trois monuments anciens pour créer une maquette à grande échelle du château, qu'il souhaite rendre le plus crédible possible ; selon lui, la magie « a d'autant plus de force dans un cadre apparemment familier et réel, [que] dans un endroit purement fantaisiste ». Par ailleurs, un architecte indique que la cathédrale de Durham a été utilisée comme modèle pour toute une section du château : les tours jumelles carrées de l’école étant presque une réplique exacte de celles de Durham, mais en étant rehaussées de flèches pointues sur ses sommets.

Maquette de référence de Poudlard, exposée aux studios Harry Potter
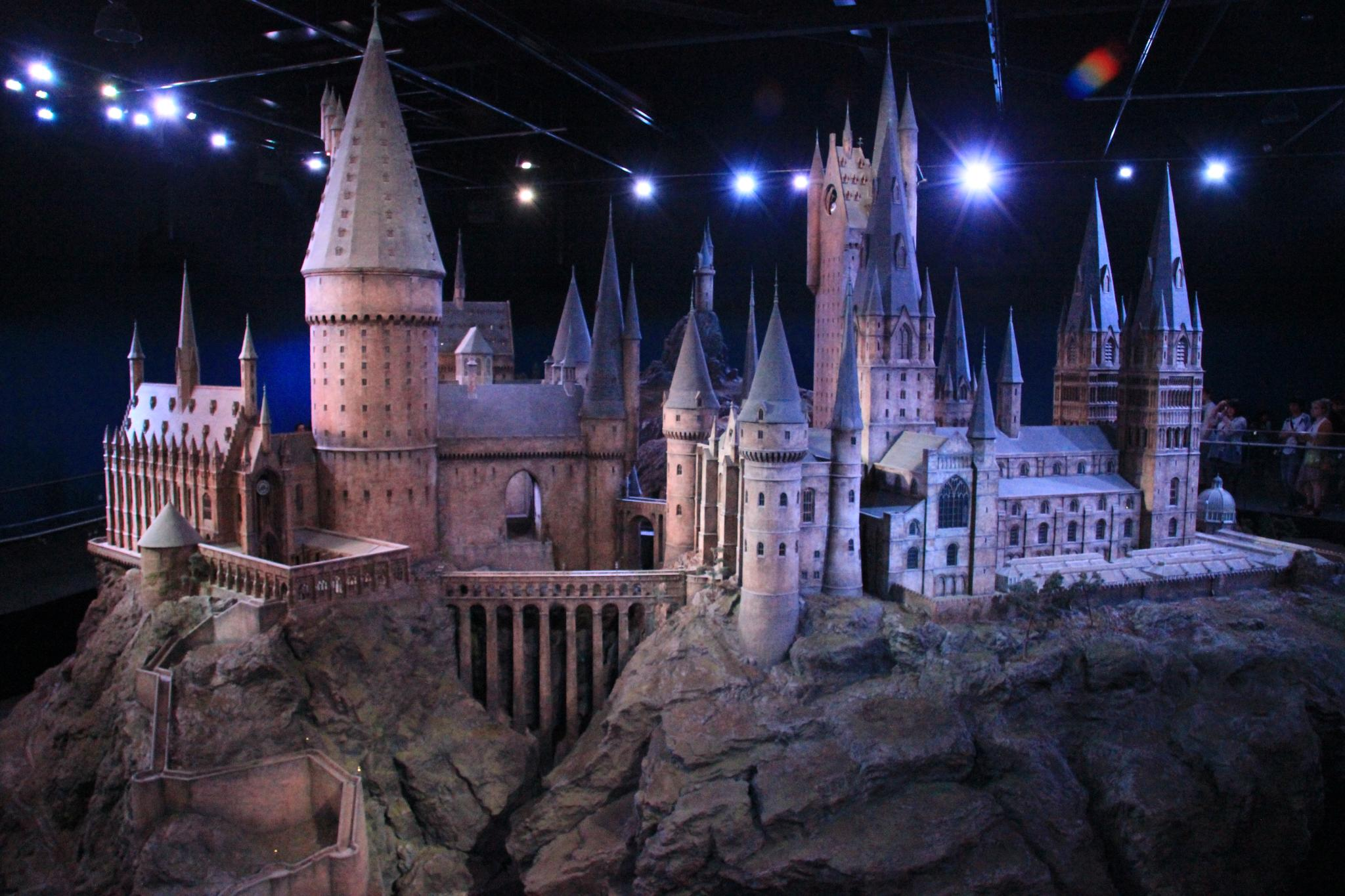
Vue générale de la maquette conçue par Stuart Craig.
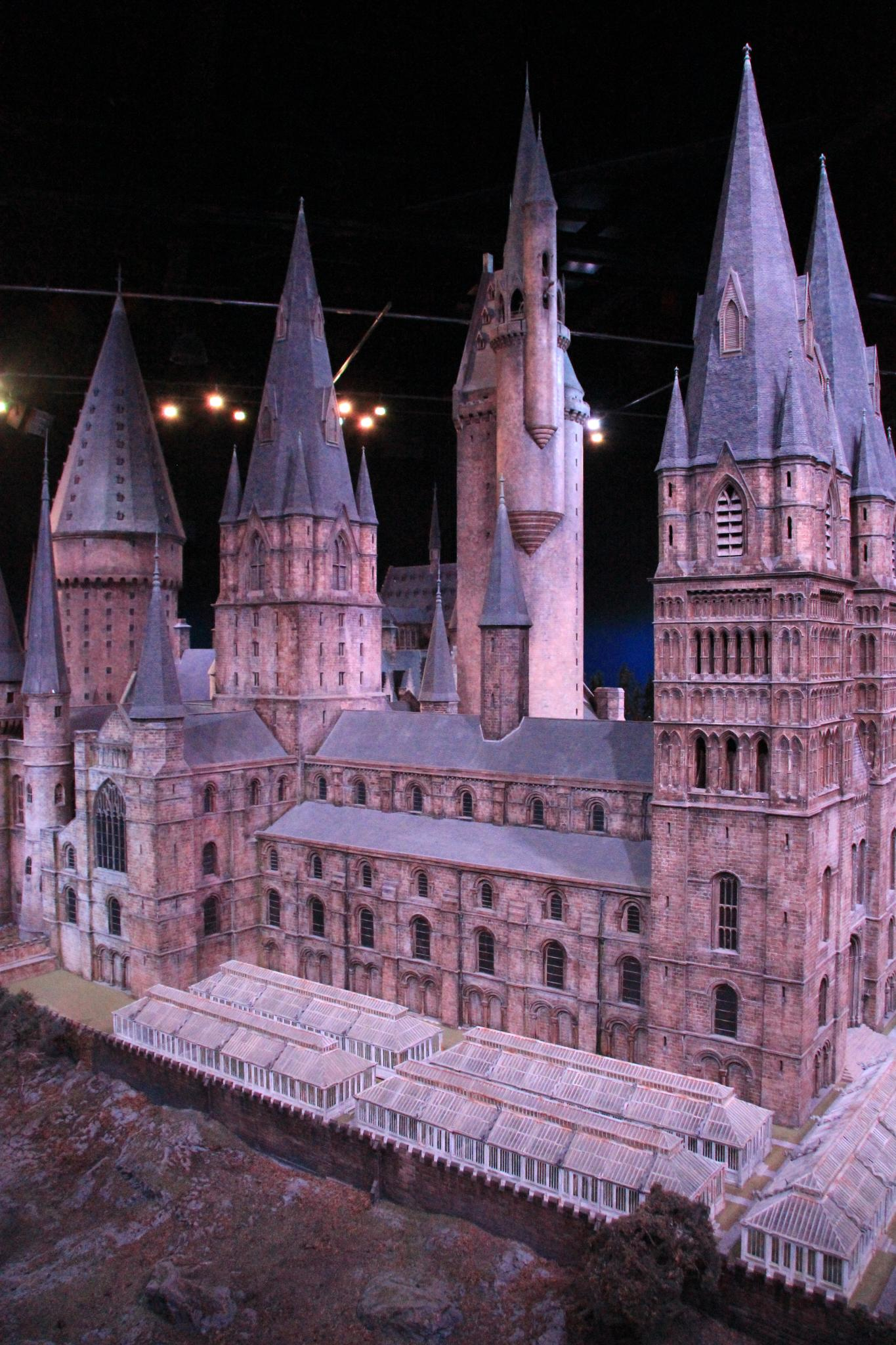
Section inspirée de la façade nord de la cathédrale de Durham.
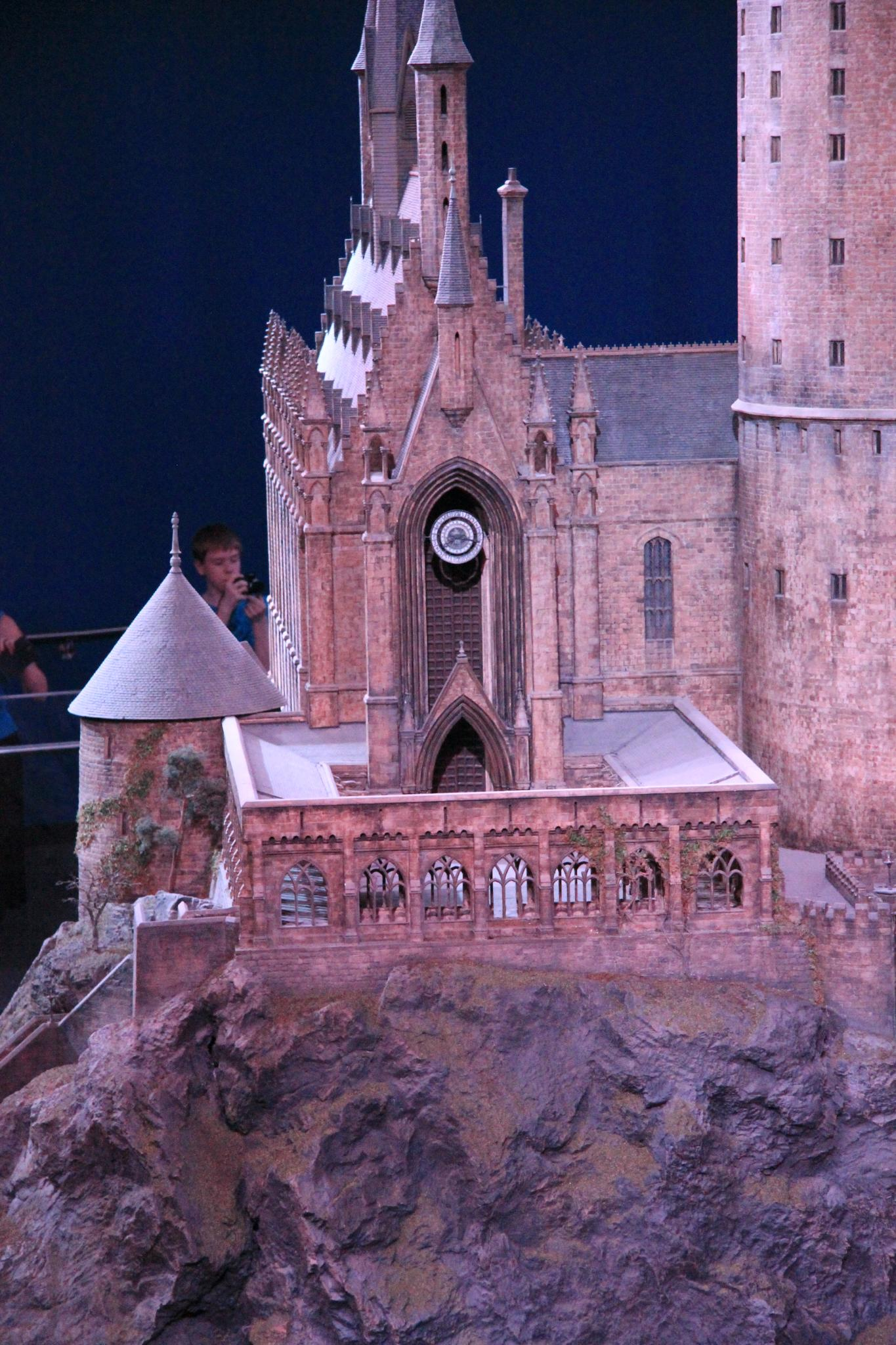
La tour de l'horloge, donnant sur le bâtiment de la Grande salle.

Les véritables décors peuvent être « décevants », par la présence de petits détails multiples n'entrant pas dans le contexte ou l'époque de l'histoire. Mais le fait de devoir mélanger des décors réels avec des décors conçus en studios présente des inconvénients pour Craig. Une fois les éléments « des deux mondes » assemblés, le chef décorateur estime même avoir échoué, dans un premier temps, à donner au château une « véritable silhouette emblématique ». Tout au long des huit films de la franchise, il choisit donc de modifier et de styliser l'apparence des éléments qui composent la silhouette de l’école. L'équipe fait également le choix de supprimer progressivement certains décors réels.
Parmi les 588 décors construits en studios, la Grande salle, où se réunissent tous les élèves, est l'un des premiers à être réalisé. La pièce, recouverte de pavés en pierre de York, peut alors accueillir plus de 400 personnes au moment du tournage. Le décor du chemin de Traverse est construit également en studio. Le décor du bureau de Dumbledore et celui du Terrier des Weasley sont quant à eux construits pour les besoins du deuxième film, et sont réutilisés pour les suivants. L'équipe tourne les plans extérieurs de Poudlard en Écosse à partir du troisième film et la plupart des décors intérieurs sont créés en studios.
- Décors construits aux studios Harry Potter sur Commons.

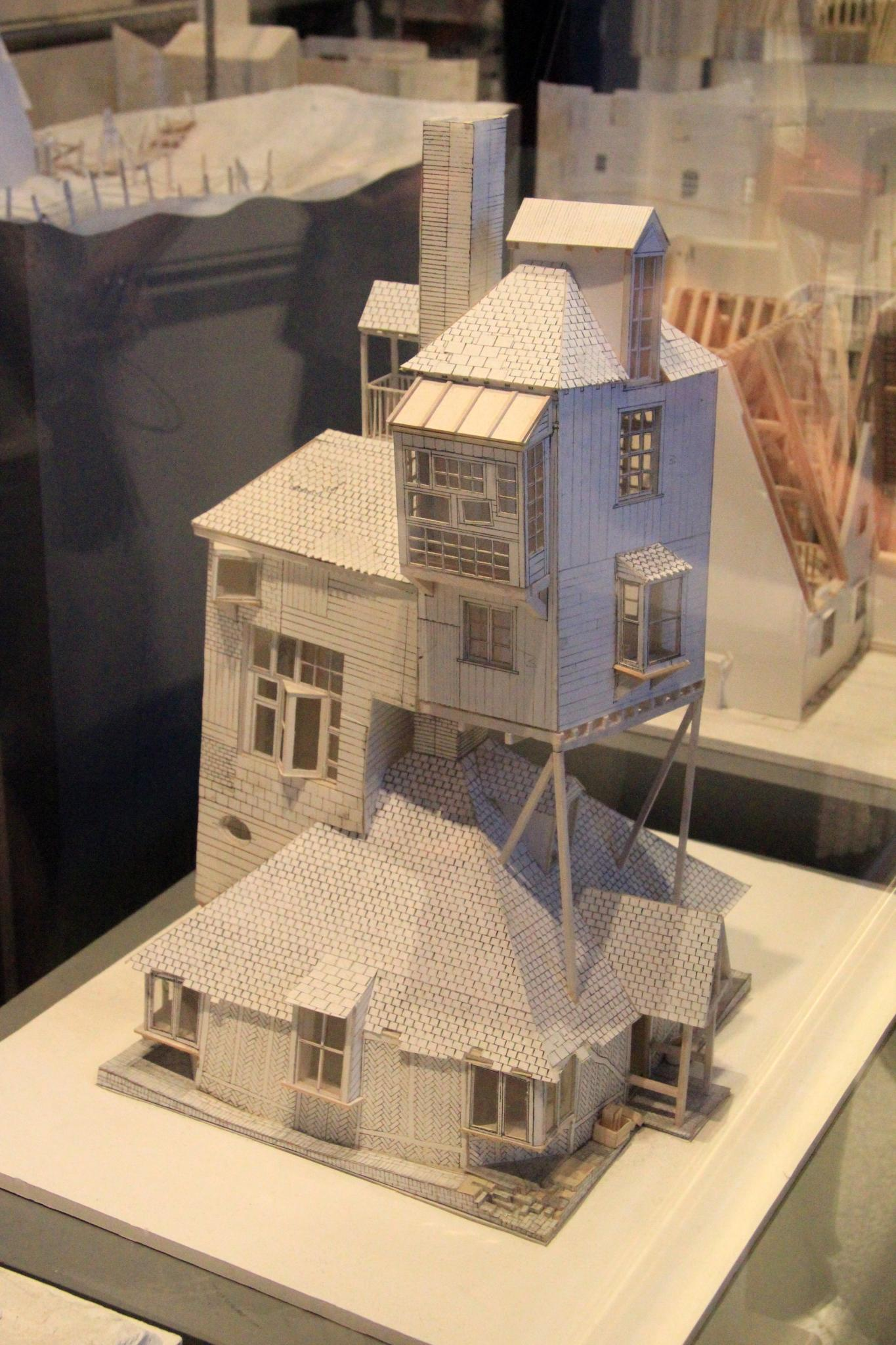
Maquette du Terrier présentée au public au département des arts des studios Harry Potter.

Un aquarium géant de 18 m de côtés sur 6 m de profondeur (le plus grand de ce type en Europe) est creusé à Leavesden pour filmer les scènes sous-marines du Tournoi des Trois Sorciers, dans le quatrième film. L'Atrium du ministère de la Magie, présent dans le cinquième film notamment — et inspiré par l'architecture victorienne de Londres —, est le plus grand décor construit pour la production.

#### Contraintes du tournage avec des enfants
Warner Bros précise, au début du contrat, vouloir que les jeunes acteurs choisis pour interpréter les rôles principaux soient les mêmes pour tous les films. Néanmoins, les enfants et adolescents ne tournent que quatre heures trente par jour et doivent, en plus du tournage, suivre trois heures de cours scolaires journaliers avec des professeurs, dans des salles de classes prévues pour eux aux studios de Leavesden,.

« S'asseoir et se concentrer sur un problème de maths, c'est la dernière chose qu'on a envie de faire après une heure à tourner sur le plateau. Mais finalement, je pense que le fait de redevenir régulièrement une écolière normale m'a permis de garder les pieds sur terre. »

— Emma Watson

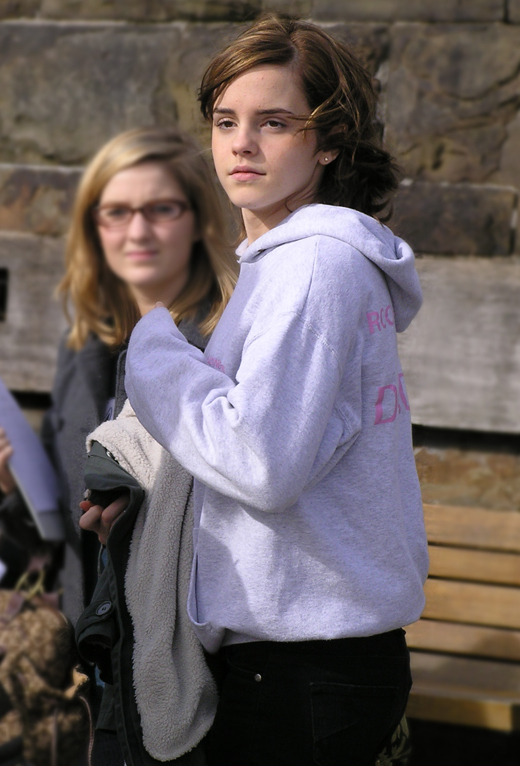
Emma Watson en 2007.

Pour les premiers films, les lieux de tournage sont dispersés dans tout le Royaume-Uni et les enfants acteurs changent fréquemment d'hôtels, demeurant pendant de longues périodes, parfois plusieurs semaines ou mois consécutifs, loin de leur domicile. Ils sont généralement accompagnés dans tous leurs déplacements et leurs activités par au moins un de leurs parents (c'est le cas de Daniel Radcliffe et de Rupert Grint) ou, lorsque ce n'est pas possible, par une personne chaperon désignée sur le plateau.
Les enfants doivent également disposer de quinze minutes de pause toutes les heures. De telles contraintes nécessitent généralement des plannings de tournage plus longs. Comme les enfants « grandissaient vite », l'équipe aurait été contrainte, selon Chris Columbus, de « bâcler » certains détails, et notamment les effets spéciaux du premier film, afin de respecter strictement le planning et la date impérative de sortie. Les tournages entre les premiers films s'enchainent très rapidement : celui de La Chambre des secrets commence trois jours seulement après la sortie de L'École des sorciers. Pour Columbus, ce fut une bonne chose, car les enfants n'ont pas eu le temps de se laisser submerger par le succès retentissant du premier film : « à ce stade, on devenait comme une grande famille, c'était bon d'être tous ensemble à ce moment-là ».
L'expérience de Chris Columbus lui permet de bien appréhender le travail avec les enfants sur le tournage des deux premiers films, et sa patience et son énergie impressionnent l'équipe. Les acteurs débutants rencontrent régulièrement des difficultés à rester concentrés, retenir leurs emplacements, ne pas rire et éviter de regarder la caméra pendant les prises,. Le réalisateur met un point d'honneur à prendre le temps avec chacun d'eux en leur donnant assez d'attention pour qu'ils s'épanouissent, pas seulement pour leur jeu d'acteur, mais pour obtenir, selon lui, une véritable performance, malgré l'aspect répétitif du travail d'acteur.

« Si le réalisateur des deux premiers volets avait été horrible, je crois qu'aucun d'entre nous n'aurait continué ce métier. »

— Daniel Radcliffe

### Costumes

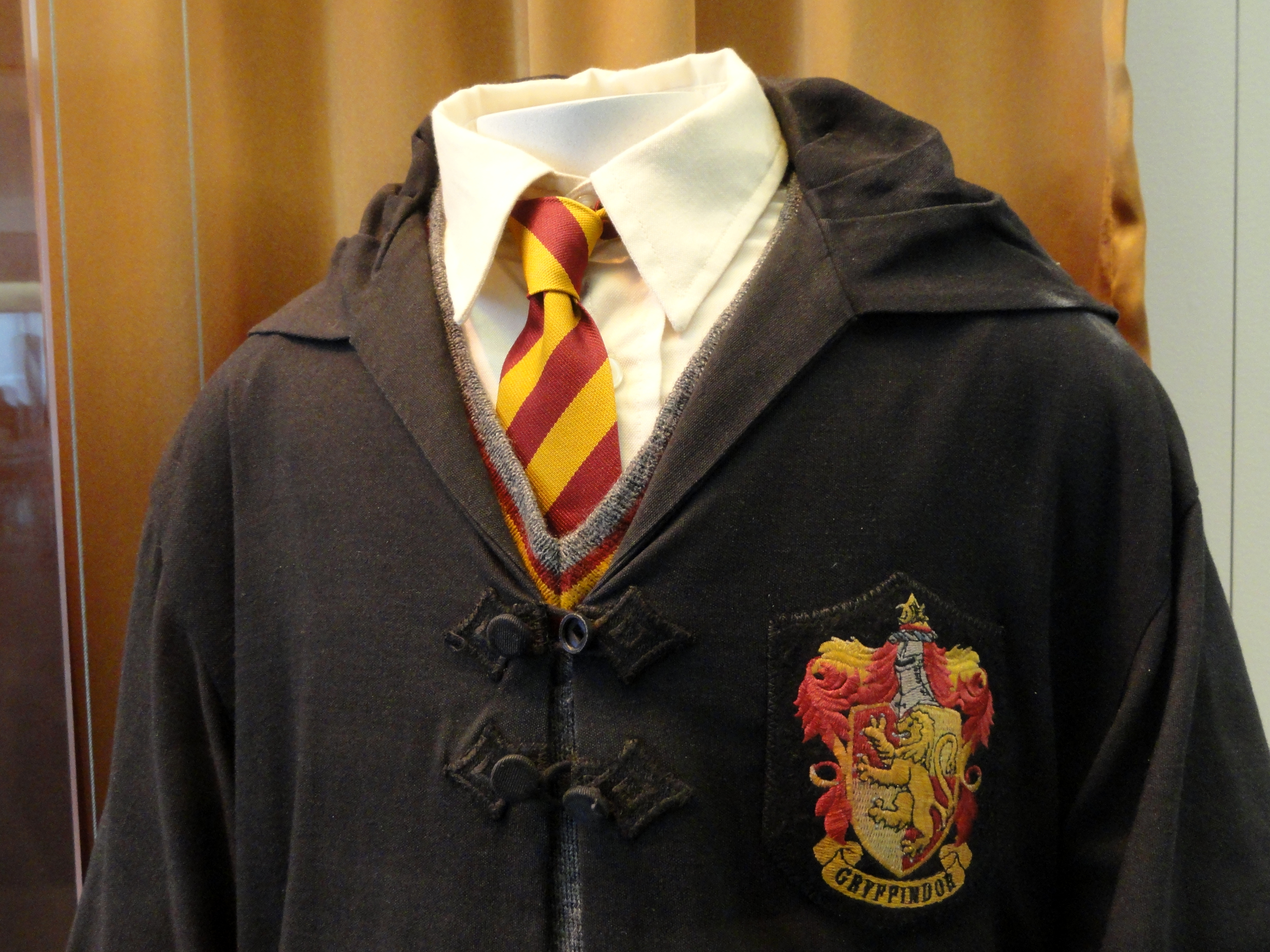
Haut du costume de Daniel Radcliffe (Harry Potter) conçu par l'équipe de Judianna Makovsky pour le premier film.

L'Américaine Judianna Makovsky est approchée au début de la production afin de concevoir les costumes, et notamment les robes et uniformes de Poudlard.

« J'ai essayé d'habiller les enfants vraiment comme dans une pension anglaise. Curieusement, J. K. Rowling disait que les enfants n'avaient pas d'uniformes. Donc on a fini par faire des essais avec Daniel [Radcliffe] en vêtements normaux, puis avec une robe de sorcier et un uniforme, et tout le monde était pour l'uniforme, car, graphiquement, c'était bien plus joli. »

— Judianna Makovsky
Makovsky décide de prendre exemple sur les uniformes traditionnels des grandes écoles britanniques comme Eton, en essayant d'adapter ces modèles au monde sorcier. Elle y ajoute donc des couleurs pour représenter les différentes maisons de l'histoire, et pour les professeurs, conçoit des robes traditionnelles comportant pour chacune « un élément surprenant ». Certains acteurs comme Maggie Smith et Alan Rickman discutent de certains détails vestimentaires avec Makovsky, comme la « touche écossaise » de McGonagall ou « des manches très serrées et beaucoup de boutons » pour Rogue ; détails qui sont pris en compte dans la conception de leurs costumes,,.

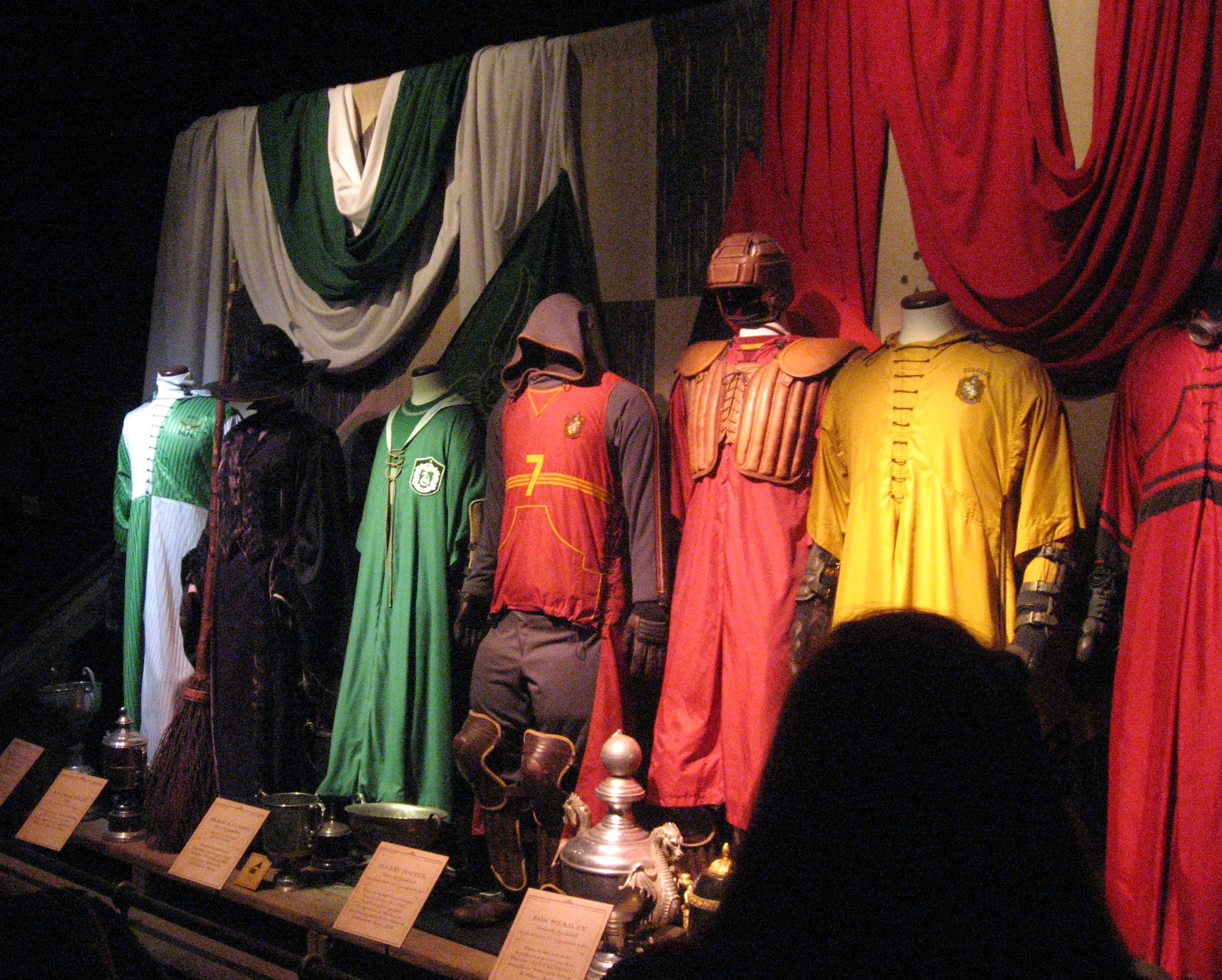
Différentes tenues de quidditch des films, exposées à la Cité du cinéma en 2015.

Pour habiller Harry Potter et les autres enfants et adolescents — que ce soit pour le monde moldu ou pour le monde sorcier —, Makovsky et Chris Columbus font le choix de vêtements « simples et classiques », en souhaitant éviter les baskets, les marques ou les logos identifiables des années 1990 (décennie lors de laquelle se déroule l'histoire), ceci afin de ne pas « vieillir » les films une fois que la mode de ces vêtements serait « passée ». Pour les tenues de quidditch, après avoir été d'abord influencées par le style médiéval, les robes et les pantalons s'inspirent finalement des tenues sportives du XIXe siècle, et les pulls, de l'escrime et du tennis, auxquels sont ajoutées des protections proches de celles du polo ou du cricket, ainsi que des robes à capuche aux couleurs des maisons,.
- Costumes des films Harry Potter sur Commons

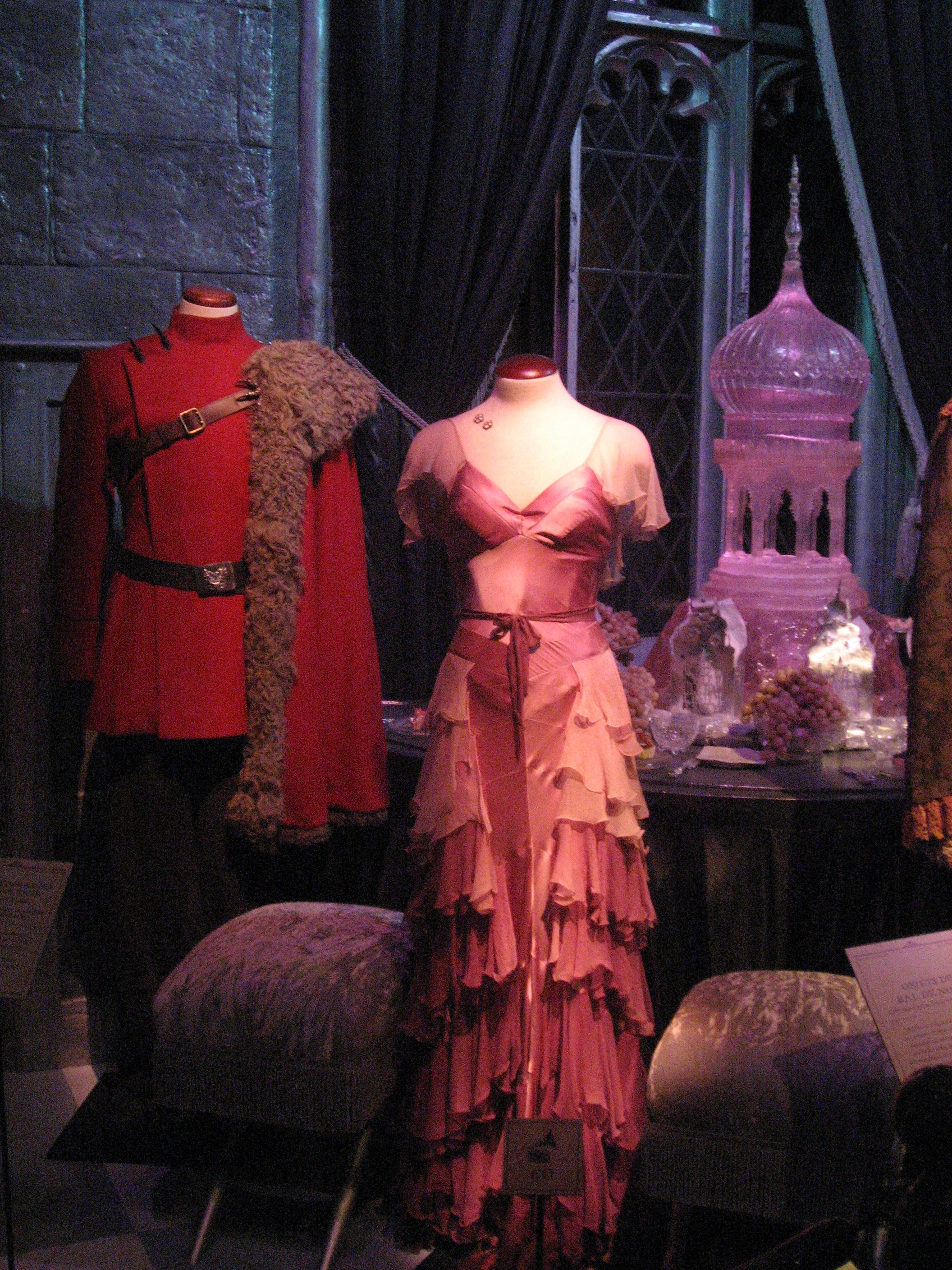
Costumes d'Emma Watson et de Stanislav Ianevski (Viktor Krum) conçus par Jany Temime pour les scènes du bal de Noël.

Judianna Makovsky est remplacée par l'Anglaise Lindy Hemming (costumière des films James Bond) pour les besoins du deuxième film, et notamment pour concevoir les costumes colorés de Gilderoy Lockhart et les premiers costumes, très aristocratiques, de Lucius Malefoy. La Française Jany Temime rejoint l'équipe à partir du troisième film, et jusqu'à la fin de la série. Elle imagine notamment les costumes des mangemorts et les robes du bal de Noël. Pour ce dernier, plus de trois cents costumes sont créés et une centaine d'ouvrières supplémentaires est engagée pour tailler et décorer les robes.
À partir du troisième film, les jeunes acteurs sont habillés dans un style plus urbain et pratique, mais « pas forcément plus en accord avec la mode ». Temime habille Daniel Radcliffe avec des couleurs douces et discrètes (du gris, du blanc et du noir) pour marquer le fait que son personnage est plus en retrait des autres. Les teintes portées par Rupert Grint sont le orange, le vert, le rouge et le marron, et celles d'Emma Watson sont des couleurs chaudes telles que le rose, le beige et le bleu.

### Effets visuels

#### Effets spéciaux

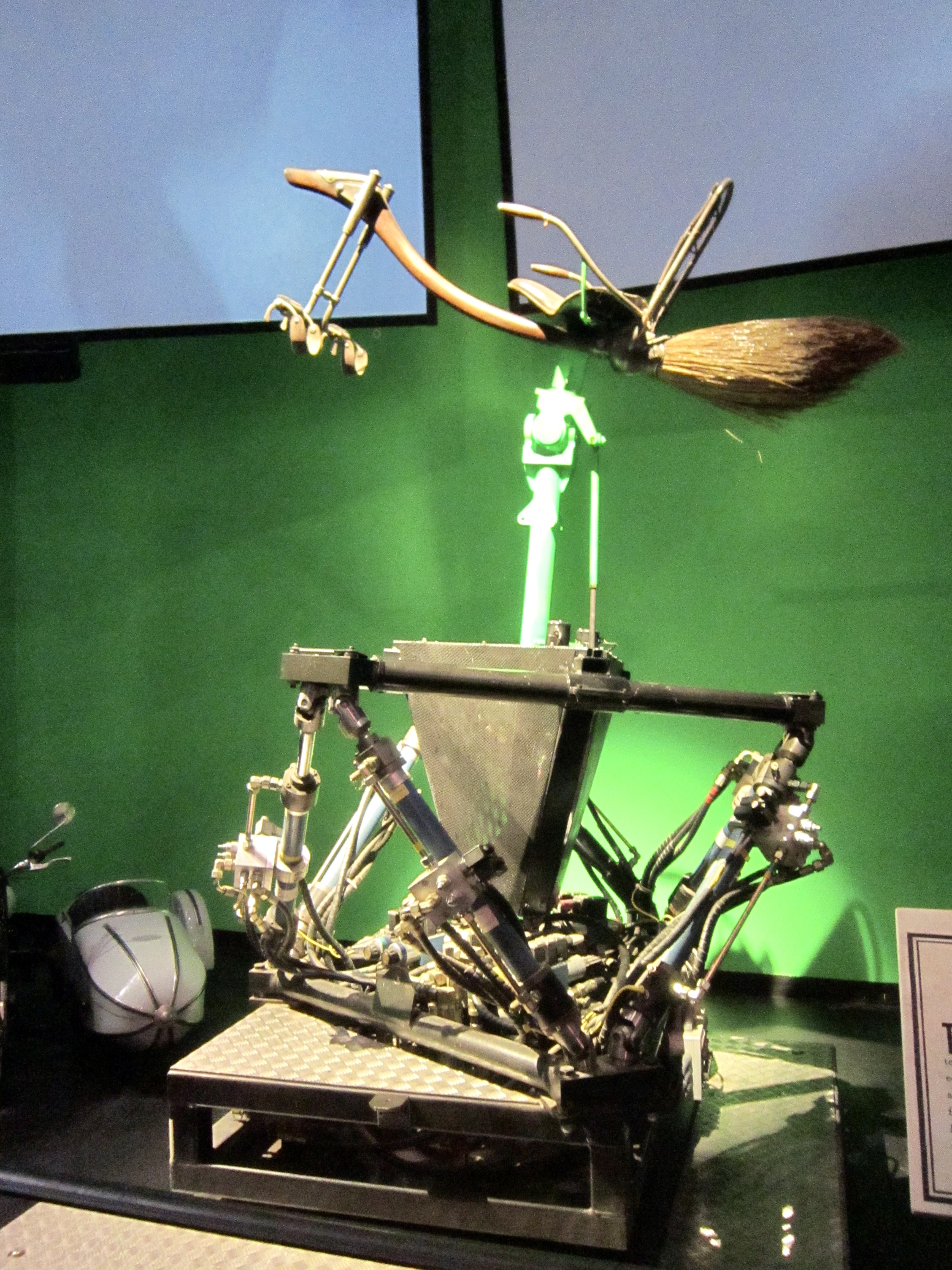
Machine à vérins pneumatiques surmontée d'un balai, placée devant un fond vert (Studio Tour de Londres).

Le quidditch, le sport des sorciers, adopte pour les films une allure de tournoi médiéval dans les airs. Pour ces scènes, et plus généralement pour les scènes de vols sur balais, le superviseur des effets spéciaux John Richardson utilise un Waldo : une version réduite d'un objet (en l'occurrence, un balai) qui permet à un opérateur de manipuler un autre balai plus gros avec des gestes simples, qui sont ensuite relayés par un ordinateur et des vérins hydrauliques. Les jeunes acteurs s'assoient sur une selle de vélo fixée sur un balai, et soulevée dans les airs (ce qui rend ces prises très inconfortables pour eux). L'action de vol est d'abord visualisée sur ordinateur par le superviseur des effets visuels grâce aux animatics (storyboard numérique), pour vérifier que tous les éléments de la scène peuvent être créés séparément, puis combinés dans la séquence finale. Les acteurs installés sur leur balai sont filmés sur fond vert et ces plans sont ensuite intégrés dans des images d'arrière-plan. La technique évolue au fil des films : un treillage métallique est ajouté par l'équipe de Greg Powell (coordinateur des cascades) pour permettre de simuler davantage de mouvements horizontaux, verticaux et latéraux sur les balais. Des doublures numériques remplacent les acteurs pour les séquences jugées trop dangereuses,. L'équipe utilise la même technique pour les scènes avec le saule cogneur.
Parfois, certains réalisateurs comme Alfonso Cuarón préfèrent utiliser des méthodes pratiques et artisanales plutôt que d'avoir recours aux effets spéciaux, estimant que toute chose réalisée par trucage manuel lui confère du charme et la rend plus réaliste. Cuarón essaie même, pendant six mois, plusieurs techniques de marionnettistes, en faisant appel aux services de Basil Twist, pour éviter d'avoir à créer les détraqueurs en images de synthèse ; il se résout finalement à y avoir recours pour un meilleur rendu.
Pour la scène de la bataille entre Dumbledore et Voldemort dans Harry Potter et l'Ordre du Phénix, David Yates souhaite que l'affrontement entre les deux sorciers soit le point culminant des cinq premiers volets et le plus spectaculaire en matière de représentation du Bien contre le Mal. Il a l'idée de mettre en scène divers éléments (le feu, l'eau et le sable) pour donner au combat plus de crédibilité et de réalisme. Grâce à l'équipe des effets spéciaux et à un nouveau logiciel, la scène intégrant divers enchainements logiques et fluides (dont un élémentaire de feu de vingt mètres et des effets explosifs) est considérée par Bob McCabe comme la plus grande scène de bataille de tous les films Harry Potter.

#### Graphismes

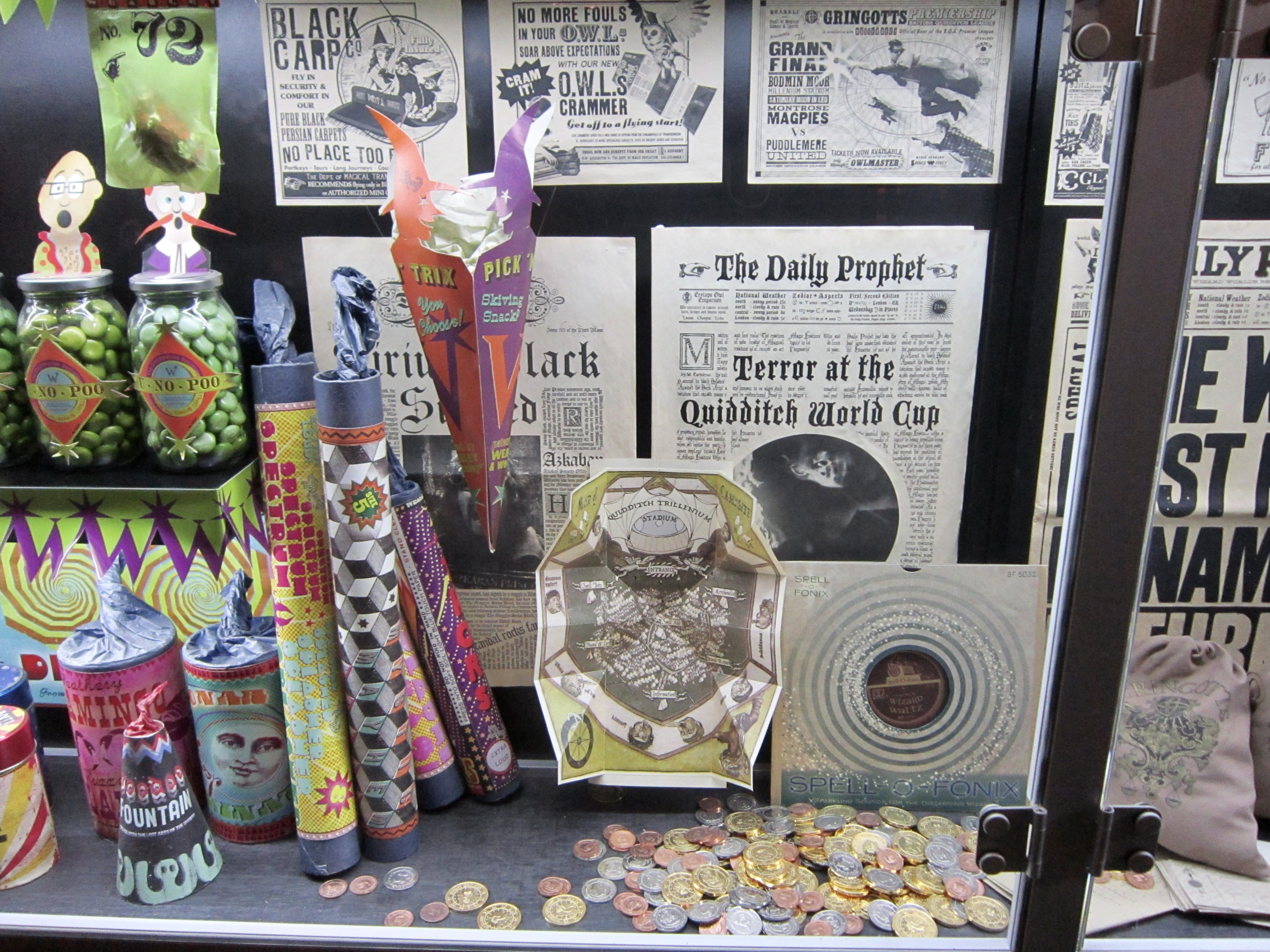
Quelques créations de MinaLima (étiquettes de confiseries, journaux), exposées au Studio Tour.

Miraphora Mina et Eduardo Lima (MinaLima), duo de graphistes britanno-brésilien engagé sur les huit films, sont chargés de concevoir toutes les couvertures de livres et magazines, affiches, étiquettes, tapisseries, unes de journaux et motifs divers présents dans l'univers cinématographique,. L'une des créations les plus notables du duo, la carte du Maraudeur, est créée pour le film Harry Potter et le Prisonnier d'Azkaban, en reproduisant un plan stylisé de Poudlard, qui est ensuite animé numériquement. Les exemplaires de la Gazette du sorcier, animés eux aussi, sont notamment utilisés en tant que support pour donner des indications importantes aux spectateurs sans avoir recours aux flashbacks, mais aussi, lorsque l'intrigue prend un tournant plus politique, pour illustrer la propagande diffusée par le ministère de la Magie corrompu.

#### Effets créatures

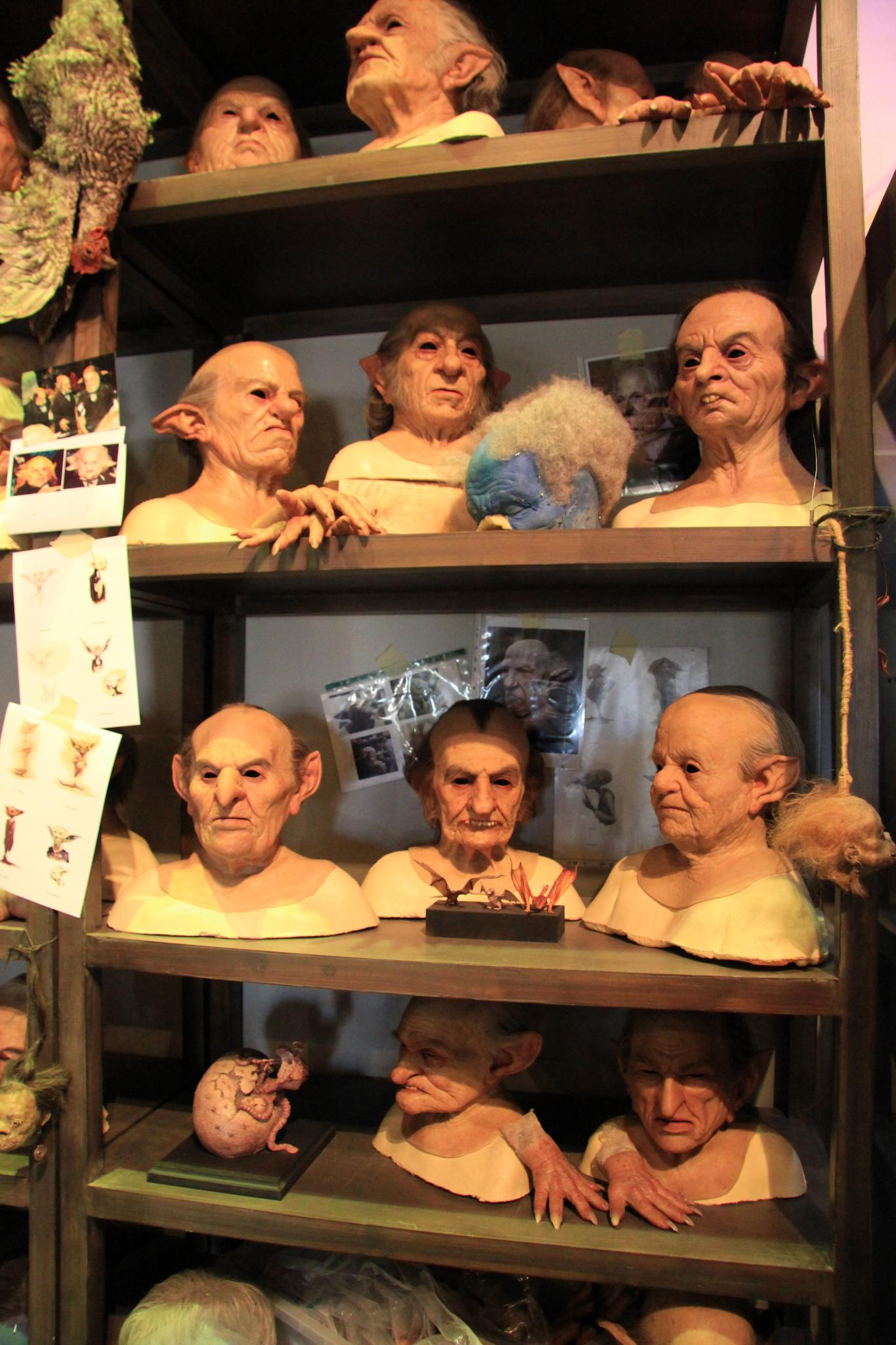
Masques de gobelins en silicone, exposés au département des effets créatures du Studio Tour.

Nick Dudman, superviseur des effets créatures, est chargé avec son équipe de réaliser la plupart des prothèses et maquillages. Dudman s'occupe notamment de rendre crédibles l'apparence de Voldemort, celle du géant Hagrid, de l'araignée Aragog, du basilic, du loup-garou, du dragon magyar, de Fenrir Greyback, des inferi, des gobelins ou encore des sombrals. Dudman s'occupe également de mouler et sculpter les corps des personnages pétrifiés et la silhouette du saule cogneur,,. Son travail est généralement complété par le département des effets spéciaux.
Pour l'hippogriffe Buck, notamment, celui-ci est construit à taille réelle par le département des créatures, avec des vérins pneumatiques. Il est ensuite recouvert de vraies plumes cousues sur un filet qui recouvre la structure et la machinerie, et ses mouvements sont conçus par Tim Burke, Roger Guyett et l'équipe des effets visuels. La conception de l'elfe de maison Dobby pour le deuxième film est confiée à l'équipe d'effets spéciaux de Jimmy Mitchell. Pour Les Reliques de la Mort, partie 1, Christian Manz et les responsables des animations de Framestore utilisent des techniques de capture de mouvement associées au jeu d'acteurs de petite taille pour représenter les elfes de maison. Ils « humanisent » ensuite les créatures représentées en adoucissant leurs traits et en les faisant légèrement vieillir par rapport aux films précédents. Les prothèses utilisées pour représenter les gobelins dans le premier film sont en silicone. Ce matériau, peu convaincant en 2001, a beaucoup évolué au cours des années suivantes : il devient très proche de la peau humaine et adopte la température corporelle de la personne qui le porte.

### Musique

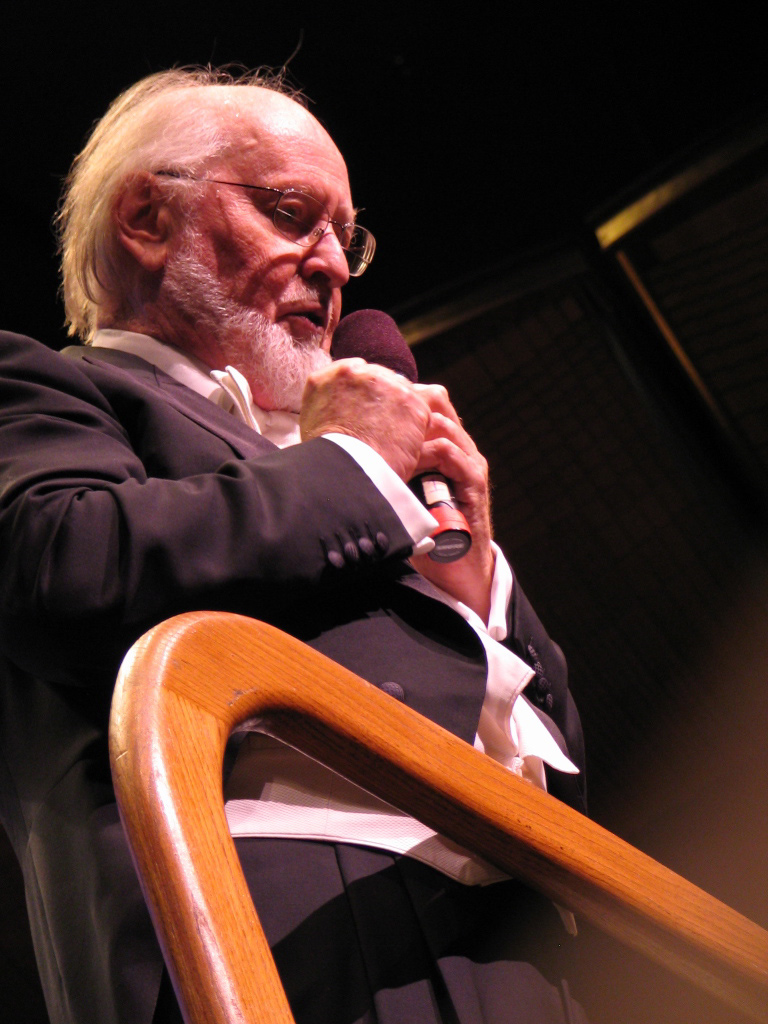
Le compositeur John Williams, créateur du thème principal.

Quatre compositeurs se sont succédé depuis la première bande originale de la franchise parue en 2001 : John Williams, créateur du thème principal Hedwig's Theme repris dans tous les épisodes, travaille sur les trois premiers films ; Patrick Doyle travaille sur le quatrième ; Nicholas Hooper sur les cinquième et sixième, et Alexandre Desplat sur les deux derniers.

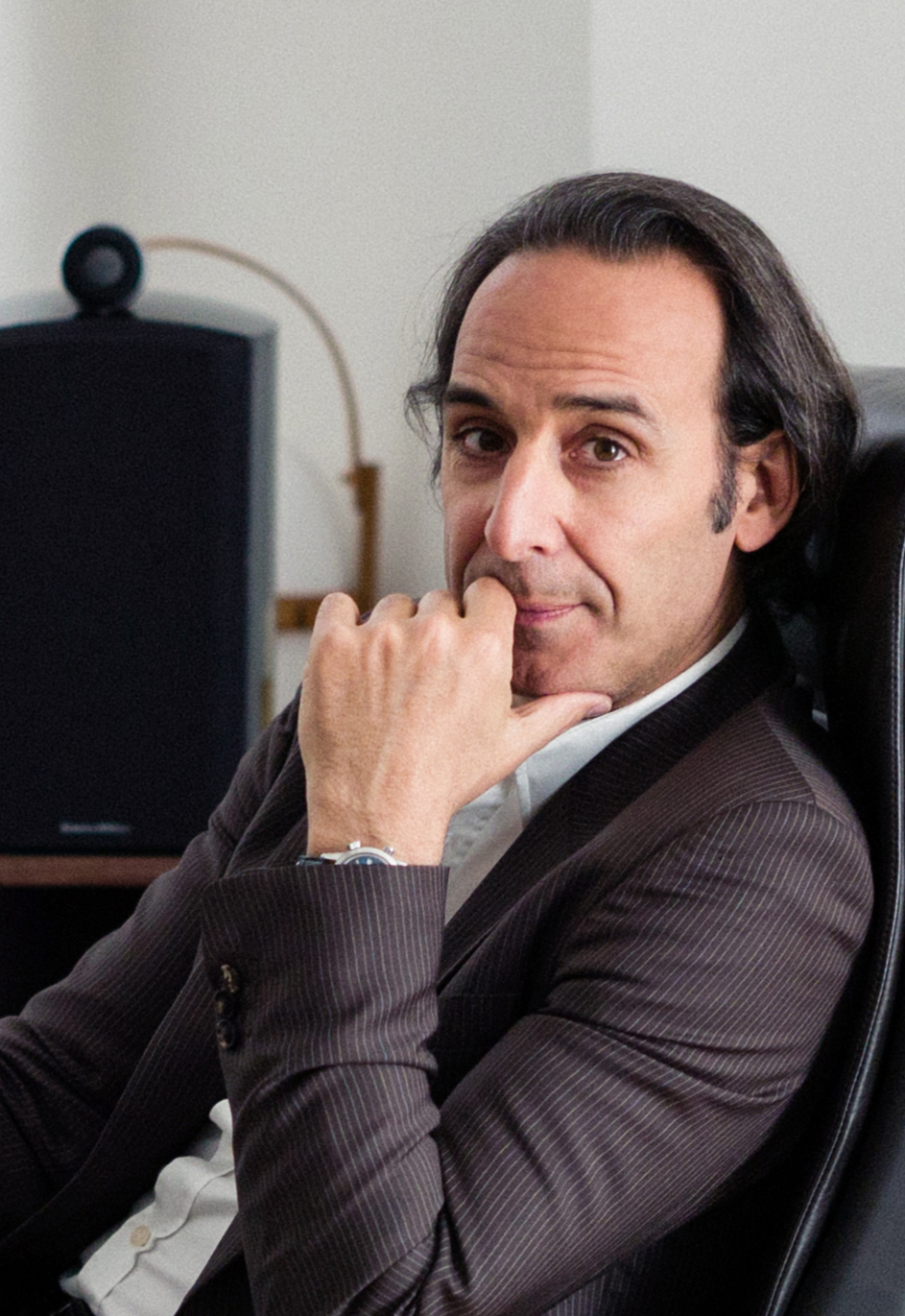
Alexandre Desplat, compositeur sur les deux derniers films.

Le chanteur de Pulp, Jarvis Cocker, apparaît au bal de Noël dans le quatrième film avec notamment Jonny Greenwood et Phil Selway de Radiohead pour former le groupe de sorciers populaire des Bizarr'Sisters (Wyrd Sisters en version originale). Il interprète les trois titres Do the Hippogriff, This Is the Night et Magic Works. Dans le film Harry Potter et les Reliques de la Mort, partie 1, un extrait de Humours of Glendart, un air irlandais, est entendu lors du mariage de Bill Weasley et Fleur Delacour au Terrier. Dans le même film, la chanson O Children interprétée par Nick Cave est choisie par le réalisateur David Yates pour accompagner la scène de danse entre Harry Potter et Hermione Granger,.

## Des romans aux films

### Thèmes retenus
Les principaux thèmes abordés dans les adaptations de Harry Potter sont la mort, l'amour, le pouvoir et le libre arbitre ; des notions déjà majoritairement présentes dans les romans de J. K. Rowling.

#### La mort

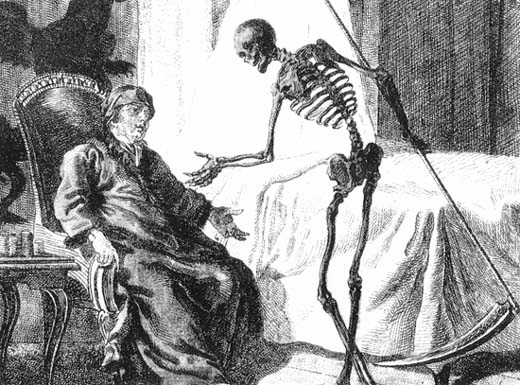
La Faucheuse, allégorie de la Mort, est présente dans la séquence animée du Conte des trois frères.

La mort plane tout au long de l'intrigue, de même que la quête obsessionnelle de l'immortalité menée par Voldemort. La mort est aussi le contexte déclencheur de l'histoire, avec la mort des parents de Harry Potter et la « mort du corps » de Voldemort (qui ne survit dans un premier temps que grâce aux horcruxes). À partir de l'épisode central, Harry Potter et la Coupe de feu, que son réalisateur Mike Newell a comparé à La Mort aux trousses d'Alfred Hitchcock,, des personnages secondaires meurent régulièrement et le héros, isolé, est constamment poursuivi sans en connaître les raisons. Malgré le fait que l'action se déroule majoritairement dans une école, l'intrigue laisse place à un sentiment d'insécurité constante. La mort devient plus perceptible pour le héros, au lieu de n'être représentée que par un simple souvenir et les moments d'angoisse et de vulnérabilité des personnages principaux sont davantage mis en avant. La mort est aussi présente sous une forme personnifiée dans Harry Potter et les Reliques de la Mort, partie 1 : un extrait des Contes de Beedle le Barde, lu par le personnage d'Hermione, s'accompagne d'une séquence animée montrant la Faucheuse offrir trois objets exceptionnels formant ensemble les reliques de la Mort.

#### L'amour romantique et filial
L'omniprésence de la mort est souvent contrebalancée par l'humour, la légèreté et le côté glamour de certaines scènes, comme le bal de Noël dans La Coupe de feu, ou les amours adolescents parfois compliquées dans Harry Potter et le Prince de sang-mêlé (que l'actrice Emma Watson considère comme le film de la saga se rapprochant le plus d'une comédie romantique). L'amour est également un thème important pour J. K. Rowling, bien qu'il soit distillé avec une certaine retenue dans son œuvre, l'auteure appréciant elle-même lorsque toute « mièvrerie » peut être évitée.

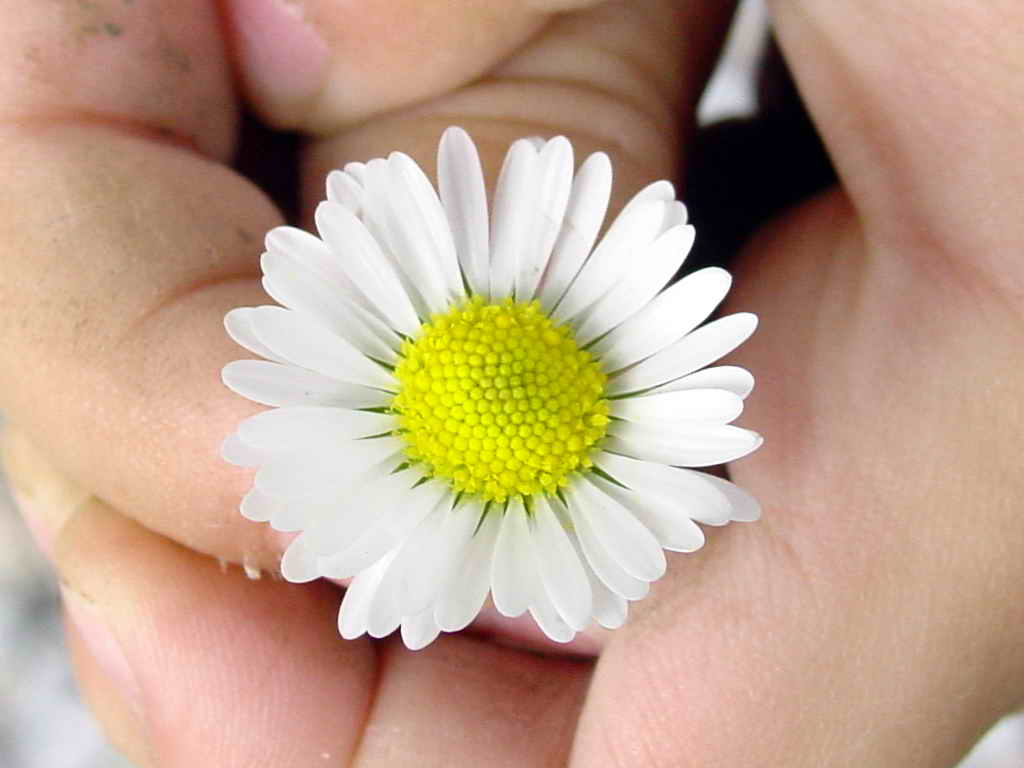
Une pâquerette évoquant la scène des souvenirs de Rogue dans le film Harry Potter et les Reliques de la Mort, partie 2.

Dès Harry Potter à l'école des sorciers, Albus Dumbledore indique à Harry Potter qu'il a pu survivre grâce à l'amour de sa mère, qui s'est sacrifiée pour lui en faisant bouclier contre Voldemort. L'amour de Lily Potter est, dans un premier temps, l'arme la plus puissante dont bénéficie Harry lorsqu'il ne peut être touché par Voldemort, ou par toute personne qui héberge l'esprit de celui-ci, jusqu'à ce que cette protection soit rompue à la suite de la régénération du mage noir. Le Prince de sang-mêlé montre des scènes dans lesquelles Voldemort (Tom Jedusor), enfant, séjourne dans un sinistre orphelinat de Londres, et qui mettent en lumière son isolement affectif. Selon l'interprète de Voldemort, Ralph Fiennes, l'idée de l’amour répugne à son personnage : « on ne peut s'empêcher de penser qu'il en a été privé et que c’est devenu une chose méprisable qu'il doit détruire ». Rowling a par ailleurs insisté sur le fait que Harry avait été « formidablement aimé » par ses parents au début de sa vie, ce qui selon elle lui aura assuré une protection dans le sens où son cerveau s'est développé différemment de celui de Voldemort, qui a été placé dans un orphelinat dès sa naissance. La scène des souvenirs de Severus Rogue dans Harry Potter et les Reliques de la Mort, partie 2 montre le puissant attachement du personnage pour Lily Potter et comment le sentiment amoureux a pu être un motif de son changement d'allégeance et de sa rédemption.

#### Mentorat et libre arbitre
« À mes yeux, ces films ont toujours traité de la perte de l'innocence. Quand Harry s'est retrouvé propulsé dans cet univers [dans le premier film], tout était merveilleux. Mais au fil du temps, la situation s'est progressivement détériorée, et il commence à se rendre compte qu'il a autant de défis à relever dans le monde des sorciers que dans celui dans lequel il a grandi. »

— Daniel Radcliffe
Pour le réalisateur Alfonso Cuarón, Harry Potter et le Prisonnier d'Azkaban évoque une sorte de rite initiatique en montrant comment les enfants réagissent vis-à-vis des grandes figures archétypales. La figure du père est selon lui l'élément « moteur » de l'histoire du troisième opus. Il décide donc de se focaliser sur ce thème et de raconter l'histoire uniquement du point de vue de Harry : le noyau doit tourner autour de ses émotions, de sa conscience grandissante et de sa quête, ce qui permet de condenser le contenu conséquent du livre et de donner une structure cinématographique à l'histoire,.
L'abus de pouvoir est le thème dominant du film Harry Potter et l'Ordre du Phénix. Lorsque le scénariste Michael Goldenberg en rédige le script en 2006, il s'appuie sur le paysage politique contemporain des États-Unis et sur son expérience personnelle pour soutenir l'histoire et la rendre plus réaliste. Il cherche par exemple à faire davantage valoir les arguments du ministre de la Magie, qui a selon lui une réaction très humaine en préférant éviter d'affronter une vérité effroyable : celle du retour de Voldemort. Les notions de censure et de propagande sont abordées à partir de cet épisode, par le biais du personnage de Dolores Ombrage, nouveau professeur de défense contre les forces du Mal nommée par le Ministre, puis, dans les deux parties de Harry Potter et les Reliques de la Mort, par Voldemort lui-même ou son représentant.
Dans Harry Potter et le Prince de sang-mêlé, Drago Malefoy, l'élève rival de Harry, doit prouver sa loyauté et celle de sa famille envers Voldemort, en assassinant Dumbledore au risque de subir des représailles de la part du mage noir. Mais lorsqu'il est confronté au directeur, il a l'occasion, selon son interprète Tom Felton, de se poser « cette question existentielle à laquelle on a tous cherché une réponse […] : mes actes sont-ils moralement acceptables ? S'agit-il vraiment de ce que je veux faire, ou bien de ce que certains attendent de moi ? ». Harry, de son côté, se développe personnellement, il en apprend davantage sur le passé de Voldemort et prend conscience de ses liens avec lui. En parallèle, Dumbledore le prépare à devoir se débrouiller seul, en adulte, sans l'appui de la figure paternelle qu'il représente pour lui.

### Libertés et contraintes d'adaptation

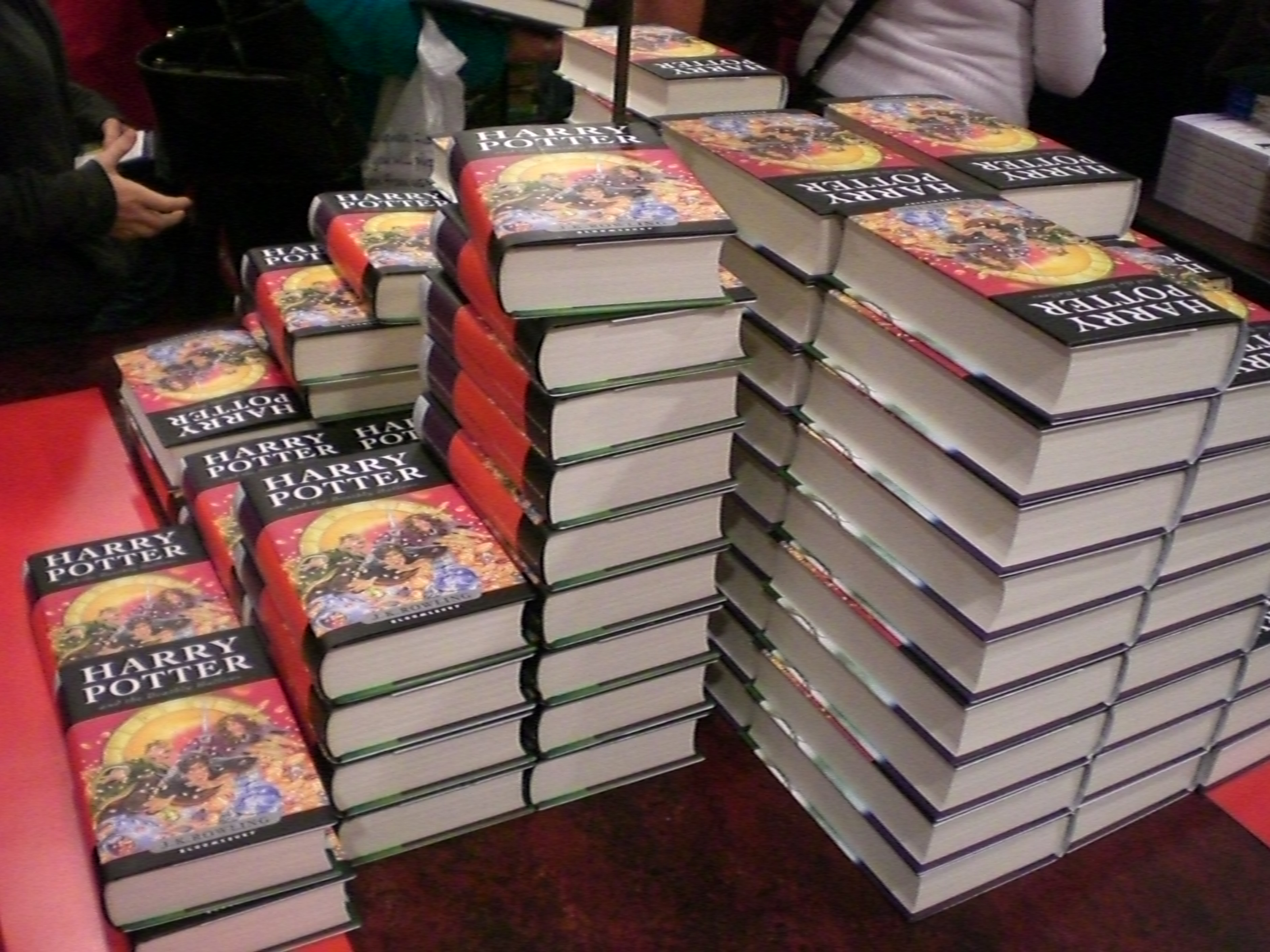
J. K. Rowling est régulièrement consultée pour savoir s'il convient ou non de modifier certains passages de ses livres.

Tout au long du processus d'adaptation, J. K. Rowling se montre disponible auprès des réalisateurs, de Stuart Craig et des scénaristes Steve Kloves et Michael Goldenberg. Elle est régulièrement consultée par l’équipe pour savoir s'il convient ou non de supprimer ou d'ajouter certains éléments dans les films, qui s'appuient en priorité sur ses livres. Ses réponses sont tout à la fois argumentées et évasives, du fait qu'elle ne souhaite pas divulguer des éléments clés de l'intrigue des romans qui, à ce stade de la production, ne sont pas encore tous publiés.

« Elle était très disponible et ouverte à toute discussion. Parfois, elle nous disait : « C'est très drôle » ou « C'est génial. Je n'y avais pas pensé, mais c'est super, allez-y ». À d'autres moments, c'était : « Je préfèrerais que vous ne le fassiez pas. Ça va poser un gros problème pour le sixième tome ». »

— Alfonso Cuarón
Les deux premiers films sont considérés globalement très fidèles aux romans, avec peu de modifications et libertés prises, à l'exception notable de certaines scènes concernant les fantômes de Poudlard, que la production a estimées dispensables : l’anniversaire de la mort de Nick Quasi-sans-tête, qui occupe tout un chapitre du livre Harry Potter et la Chambre des secrets, n'a pas été traité ni mentionné dans le film correspondant, et les scènes avec l'esprit frappeur Peeves (qui apparait dans la plupart des romans) ont été tournées pour le premier film avec l'acteur Rik Mayall, avant d'être finalement abandonnées.

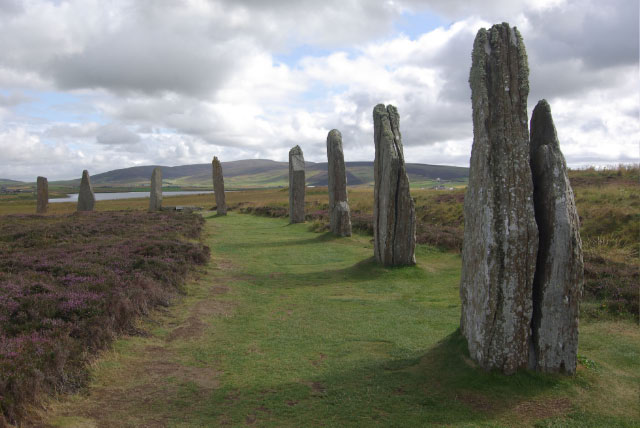
Dans le troisième film, Alfonso Cuarón et Stuart Craig introduisent dans le paysage écossais de l'histoire des éléments ne figurant pas dans les livres (notamment un cromlech).

Harry Potter et le Prisonnier d'Azkaban est considéré à postériori comme l'adaptation ayant pris le plus de libertés vis-à-vis du roman d'origine. Plus tard, le réalisateur Alfonso Cuarón précisera que Rowling lui avait demandé de rester avant tout fidèle à l’esprit du livre, en évitant d'être « littéral ». Toutes les scènes qui selon Cuarón s’éloignent du thème central du roman, à savoir la quête de Harry, sont ainsi écartées. Certains acteurs comme Gary Oldman reconnaissent que lorsqu'il s'agit de l'adaptation d'un livre, « on perd beaucoup de subtilités en chemin, ainsi qu'une partie d[es] personnage[s]. Il n'y a pas beaucoup de place pour les sous-entendus ». Le réalisateur fait néanmoins preuve d'originalité et de créativité en ajoutant des scènes et des détails ne figurant pas dans le roman (un dialogue entre Remus Lupin et Harry Potter au sujet de Lily Potter, des têtes réduites, des mégalithes celtiques…). Des détails que l'auteure elle-même valide et apprécie,.
Pour les films Harry Potter et la Coupe de feu et Harry Potter et l'Ordre du Phénix, la trame autour des elfes de maison a été drastiquement réduite, après que Steve Kloves en eut longuement discuté avec Rowling. La Société d'Aide à la Libération des Elfes menée par le personnage d'Hermione n'est pas retenue, et le personnage de Winky n'apparait pas, toujours dans le but de privilégier l'intrigue principale. En revanche, Rowling insiste pour que Kreattur — que Michael Goldenberg prévoyait dans un premier temps d'écarter — apparaisse bien dans le script de L'Ordre du Phénix, en révélant que le personnage aura une grande importance dans la suite de l’histoire.
Toujours dans L'Ordre du Phénix, une scène, n'apparaissant pas dans le roman, fait apparaître Voldemort en costume sur le quai de la gare de King's Cross, et peut être interprétée de plusieurs manières par le spectateur : il peut s'agir d'une provocation du personnage, comme le suggère David Yates, ou être un effet de l'imagination de Harry, comme le suggère David Heyman. Yates précise que Rowling ne s'est pas opposée à cette idée.
À l'automne 2007, au cours d'une lecture du script de Harry Potter et le Prince de sang-mêlé devant toute la distribution et en présence de J. K. Rowling, cette dernière indique discrètement au producteur David Heyman que le personnage de Dumbledore est gay — une information non précisée dans les romans — et que certaines de ses remarques humoristiques et appréciatives au sujet des femmes ne peuvent être ainsi formulées ; une partie de ses dialogues initialement écrite pour le film est donc retirée.
| |  |  |
| Daniel Radcliffe et Emma Watson sur le tournage de Harry Potter et les Reliques de la Mort, partie 1. |  |  |

L'idée de diviser l'adaptation du dernier roman Harry Potter en deux parties a été suggérée par le producteur exécutif Lionel Wigram. David Heyman et David Barron ont d'abord refusé, craignant notamment d'accentuer l'image de « tiroir-caisse » des studios Warner Bros. Après avoir relu le livre, discuté avec le scénariste Steve Kloves et obtenu l'approbation de Rowling, Heyman accepte finalement de scinder Harry Potter et les Reliques de la Mort en deux films, : « Pour réduire le roman à un film de deux heures et demie, il aurait fallu abandonner tant d'éléments de l'histoire que cela aurait gâché non seulement ce volet, mais aussi toute la saga ». La première partie est considérée comme un road movie plus intimiste et nuancé, tourné majoritairement en caméras portatives, tandis que la seconde partie se veut plus épique et lyrique, au cœur de l'action. David Yates souhaite placer la césure entre les deux parties à un moment d'émotion et de suspens, et choisit de le faire après la mort d'un personnage secondaire et au moment où Voldemort s'empare de la puissante baguette de sureau.
Sur une idée de Steve Kloves, l'introduction de la première partie s'attarde davantage sur le personnage d'Hermione et permet aux spectateurs de saisir l'ampleur de son sacrifice pour Harry au moment où, chez elle, elle soumet ses parents au sortilège d'amnésie. Cette scène ne figure pas dans les romans, de même que la scène de danse entre Harry et Hermione, que David Yates a souhaité tourner pour montrer la tension affective, voire sexuelle, qui peut exister entre ces deux amis à la suite d'une dispute avec Ron et du départ momentané de ce dernier. Dans la deuxième partie, le réalisateur prend plusieurs libertés notables vis-à-vis du livre. Il s'attarde notamment sur le duel entre Harry et Voldemort, en souhaitant le rendre plus intense et prolongé. Il y voit l'interprétation des thèmes explorés tout au long des romans et une occasion d'illustrer ce qui différencie le plus ces deux personnages (l'un craint la mort, l'autre non). Dans le film, une fois la bataille terminée, Harry fait le choix de briser la baguette de sureau et de s'en débarrasser, au lieu de la remettre intacte dans la tombe de Dumbledore. David Heyman a longuement discuté de ce point avec J. K. Rowling, qui a convenu qu'il s'agissait de « l'expression parfaite » du renoncement de Harry au pouvoir suprême et d'une représentation visuelle pertinente de son « humilité absolue ».

## Accueil

### Sorties
L'avant-première de Harry Potter à l'école des sorciers a lieu le 4 novembre 2001 à Leicester Square, et sa sortie mondiale le 16 novembre 2001. Par la suite, la sortie de chaque film est espacée d'un an ou d'un an et demi par rapport à la sortie du film précédent, et la sortie de l'ensemble de la série s'étend sur dix ans.
 Sauf indication contraire, les informations mentionnées dans cette section peuvent être confirmées par la base de données cinématographiques IMDb,  présente dans la section « Liens externes ».
| Titre                             | Mondiale ( États-Unis) | France           | Belgique         | Suisse romande   | Canada           |
| --------------------------------- | ---------------------- | ---------------- | ---------------- | ---------------- | ---------------- |
| L'école des sorciers              | 16 novembre 2001       | 5 décembre 2001  | 21 novembre 2001 | NC               | 16 novembre 2001 |
| La Chambre des secrets            | 15 novembre 2002       | 4 décembre 2002  | 20 novembre 2002 | 4 décembre 2002  | 15 novembre 2002 |
| Le Prisonnier d'Azkaban           | 4 juin 2004            | 2 juin 2004      | 2 juin 2004      | 2 juin 2004      | 4 juin 2004      |
| La Coupe de feu                   | 18 novembre 2005       | 30 novembre 2005 | 23 novembre 2005 | 30 novembre 2005 | 18 novembre 2005 |
| L'Ordre du Phénix                 | 11 juillet 2007        | 11 juillet 2007  | 11 juillet 2007  | NC               | 11 juillet 2007  |
| Le Prince de sang-mêlé            | 15 juillet 2009        | 15 juillet 2009  | 15 juillet 2009  | 15 juillet 2009  | 15 juillet 2009  |
| Les Reliques de la Mort, partie 1 | 19 novembre 2010       | 24 novembre 2010 | 17 novembre 2010 | 24 novembre 2010 | 19 novembre 2010 |
| Les Reliques de la Mort, partie 2 | 15 juillet 2011        | 13 juillet 2011  | 13 juillet 2011  | NC               | 15 juillet 2011  |

### Accueil critique
Les adaptations de Harry Potter ont été considérées globalement très fidèles et respectueuses des livres de J. K. Rowling,,,,,. Plusieurs critiques notent cependant certaines longueurs et scènes trop étirées dans plusieurs opus,,,,, tandis que d'autres estiment que le héros est rendu « trop lisse » par l’adaptation, ou encore que la mise en scène « trop sage et disciplinée » vient desservir la profondeur émotionnelle de l'histoire,. Les décors et les effets spéciaux ont quant à eux été salués, notamment pour les 1er, 2e, 4e, 5e, 7e et 8e films,,,,.
Le dernier film de la série, Harry Potter et les Reliques de la Mort, partie 2, obtient généralement les meilleures notes des sites spécialisés : 8,1/10 sur l'IMDb, 96% d'avis positifs sur Rotten Tomatoes et un score de 85/100 sur Metacritic. À l'inverse, La Chambre des secrets est le film ayant été le moins bien accueilli par la critique.
Le tableau suivant répertorie les notes obtenues (en 2022) par les différents films :
| Film                                              | Rotten Tomatoes      | Metacritic            | IMDb                   | Allociné             |
| ------------------------------------------------- | -------------------- | --------------------- | ---------------------- | -------------------- |
| Harry Potter à l'école des sorciers               | 81 % (202 critiques) | 65/100 (37 critiques) | 7,6/10 (863 000 notes) | 3,7/5 (20 critiques) |
| Harry Potter et la Chambre des secrets            | 82 % (238 critiques) | 63/100 (35 critiques) | 7,4/10 (698 000 notes) | 3,8/5 (25 critiques) |
| Harry Potter et le Prisonnier d'Azkaban           | 90 % (262 critiques) | 82/100 (40 critiques) | 7,9/10 (698 000 notes) | 3,8/5 (14 critiques) |
| Harry Potter et la Coupe de feu                   | 88 % (257 critiques) | 81/100 (38 critiques) | 7,7/10 (687 000 notes) | 4/5 (23 critiques)   |
| Harry Potter et l'Ordre du Phénix                 | 78 % (256 critiques) | 71/100 (37 critiques) | 7,5/10 (639 000 notes) | 3,1/5 (18 critiques) |
| Harry Potter et le Prince de sang-mêlé            | 84 % (280 critiques) | 78/100 (36 critiques) | 7,6/10 (601 000 notes) | 3,6/5 (18 critiques) |
| Harry Potter et les Reliques de la Mort, partie 1 | 77 % (288 critiques) | 65/100 (42 critiques) | 7,7/10 (604 000 notes) | 3,2/5 (20 critiques) |
| Harry Potter et les Reliques de la Mort, partie 2 | 96 % (333 critiques) | 85/100 (41 critiques) | 8,1/10 (956 000 notes) | 3,8/5 (19 critiques) |

### Accueil de J. K. Rowling

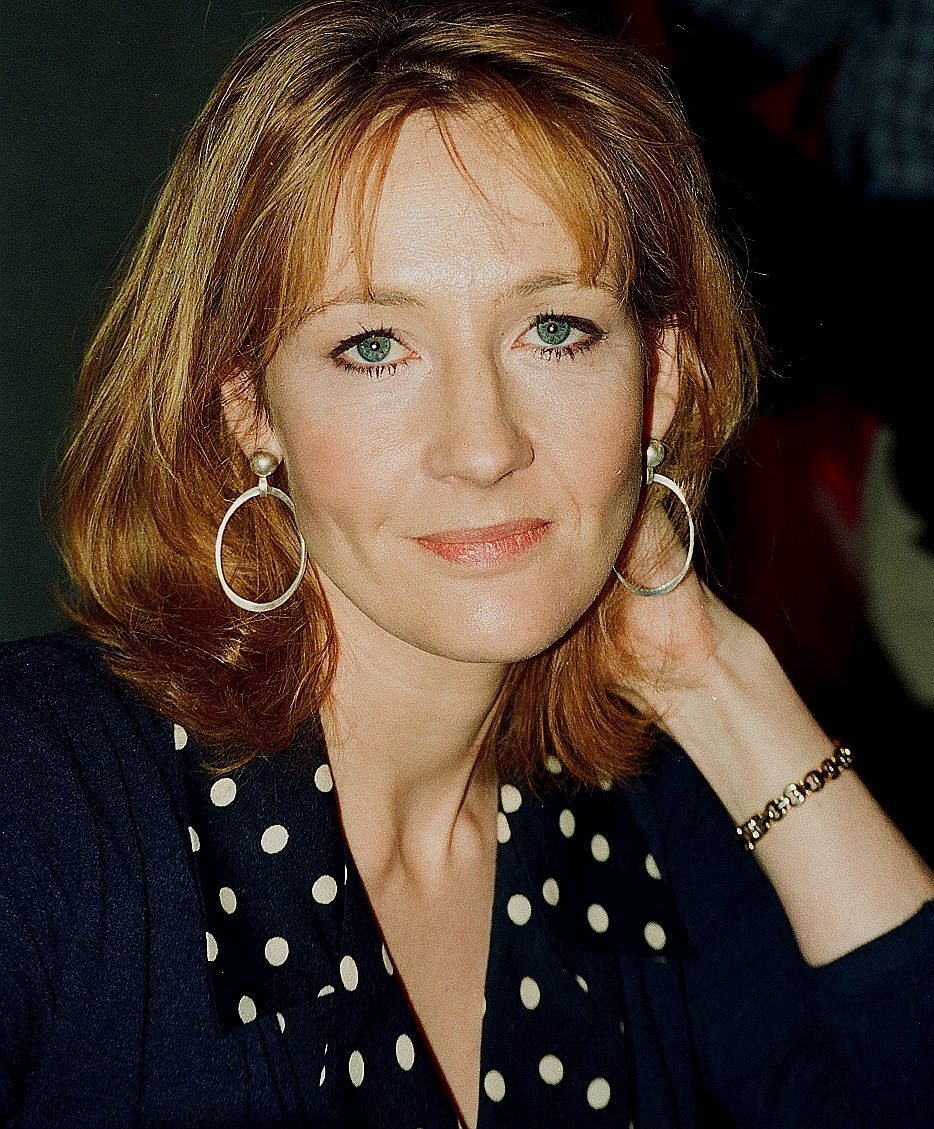
J. K. Rowling a soulevé quelques points positifs et négatifs concernant les adaptations.

J. K. Rowling, qui a accompagné le processus d'adaptation du premier au dernier film, a déclaré avoir quelquefois regretté d'avoir cédé les droits cinématographiques, tout en ayant particulièrement apprécié les décors de Stuart Craig, ainsi que l'originalité et l'intuition d'Alfonso Cuarón, qui aurait anticipé et introduit dans son adaptation des éléments annonçant les deux derniers tomes,. En revanche, elle a notamment regretté que la trame autour de la Société d'Aide à la Libération des Elfes, défendue par le personnage d'Hermione, n'ait pas été incluse dans le quatrième film (tout en ayant compris la nécessité d'effectuer cette coupure pour se concentrer sur l'intrigue principale) ; ce passage, selon elle, aurait permis de montrer les « injustices endémiques de [son] univers » et de faire découvrir une autre facette d'Hermione, qui est « la première à avoir une conscience politique ».
Rowling a apprécié le fait d'avoir été régulièrement consultée par les membres de la production : « J'ai vraiment le sentiment qu'on m'a demandé mon avis et qu'on s'en est servi. Évidemment il y aura des gens pour trouver que ce n'est pas mon univers, mais je peux vous assurer que ça l'est, et de mon point de vue, c'est merveilleux ».
Parmi les passages qu'elle n’a pas introduits dans ses romans, Rowling a noté en particulier l'idée amusante des têtes réduites dans Le Prisonnier d'Azkaban — détail qui correspond selon elle parfaitement à son univers et qu'elle « aurait aimé écrire » —, ainsi que la scène de danse entre Harry et Hermione dans Les Reliques de la Mort, partie 1, qu'elle trouve « parfaite ».
En 2011, après la sortie des Reliques de la Mort, partie 2, Rowling dit avoir « aimé tous les films » et « en particulier les deux derniers ». La même année, lors d'une conversation filmée avec le scénariste Steve Kloves — qui lui a demandé si les films avaient pu avoir une quelconque influence sur l'écriture des derniers romans —, J. K. Rowling a précisé que seule l'actrice Evanna Lynch, dont elle n'avait « pas pu faire abstraction », avait clairement influencé le personnage de Luna dans le dernier tome. Par ailleurs, Rowling estime que Steve Kloves a « très bien cerné les personnages féminins ».

### Box-office
La série de films connaît un immense succès commercial et culturel dans le monde, à l'instar des livres d'origine et des nombreux produits dérivés. Elle rapporte au total plus de 8 milliards de dollars et oscille, entre 2011 et 2017, avec Star Wars, entre la seconde et la troisième place des franchises les plus rentables de tous les temps, derrière James Bond, puis l'univers Marvel.
Le troisième film de la série, Harry Potter et le Prisonnier d'Azkaban, est celui ayant récolté le moins de recettes avec 796 093 802 $, tandis que le dernier volet, Harry Potter et les Reliques de la Mort, partie 2, est celui qui en a récolté le plus, avec des profits de 1 342 359 942 $, amortissant à lui seul le budget total nécessaire à la production des huit films, qui s'élève à 1 030 000 000 $. Par ailleurs, en atteignant 168,6 millions de dollars de recettes pour son premier week-end d’exploitation, Les Reliques de la Mort, partie 2 réalise en 2011 le meilleur démarrage de l’histoire du cinéma.
Les recettes cumulées de la série à l'échelle mondiale s'élèvent à 7 745 216 645 $.
| Rang dans la liste des plus gros succès du box-office mondial | Titre                                             | Réalisateur    | Année | États-Unis (entrées) | France (entrées)  | Allemagne (entrées) | Espagne (entrées) | Italie    |
| ------------------------------------------------------------- | ------------------------------------------------- | -------------- | ----- | -------------------- | ----------------- | ------------------- | ----------------- | --------- |
| 19                                                            | Harry Potter et les Reliques de la Mort, partie 2 | David Yates    | 2011  | 48 046 000           | 6 512 424 entrées | 6 468 501           | 2 313 713         | 2 722 416 |
| 52                                                            | Harry Potter à l'école des sorciers               | Chris Columbus | 2001  | 56 910 000           | 9 608 331 entrées | 12 556 748          | 6 313 206         | 5 825 957 |
| 63                                                            | Harry Potter et les Reliques de la Mort, partie 1 | David Yates    | 2010  | 37 389 000           | 6 016 776 entrées | 5 659 482           | 2 140 850         | 2 775 173 |
| 67                                                            | Harry Potter et l'Ordre du Phénix                 | David Yates    | 2007  | 43 004 000           | 6 224 517 entrées | 7 076 615           | 3 205 390         | 3 450 526 |
| 69                                                            | Harry Potter et le Prince de sang-mêlé            | David Yates    | 2009  | 40 153 000           | 6 052 274 entrées | 6 128 515           | 2 393 985         | 3 139 811 |
| 75                                                            | Harry Potter et la Coupe de feu                   | Mike Newell    | 2005  | 45 453 000           | 7 731 601 entrées | 7 948 353           | 3 882 539         | 3 851 199 |
| 79                                                            | Harry Potter et la Chambre des secrets            | Chris Columbus | 2002  | 45 326 000           | 9 144 701 entrées | 9 694 259           | 5 116 997         | 4 367 983 |
| 104                                                           | Harry Potter et le Prisonnier d'Azkaban           | Alfonso Cuarón | 2004  | 40 284 000           | 7 138 548 entrées | 6 550 028           | 3 477 921         | 3 344 098 |

### Distinctions

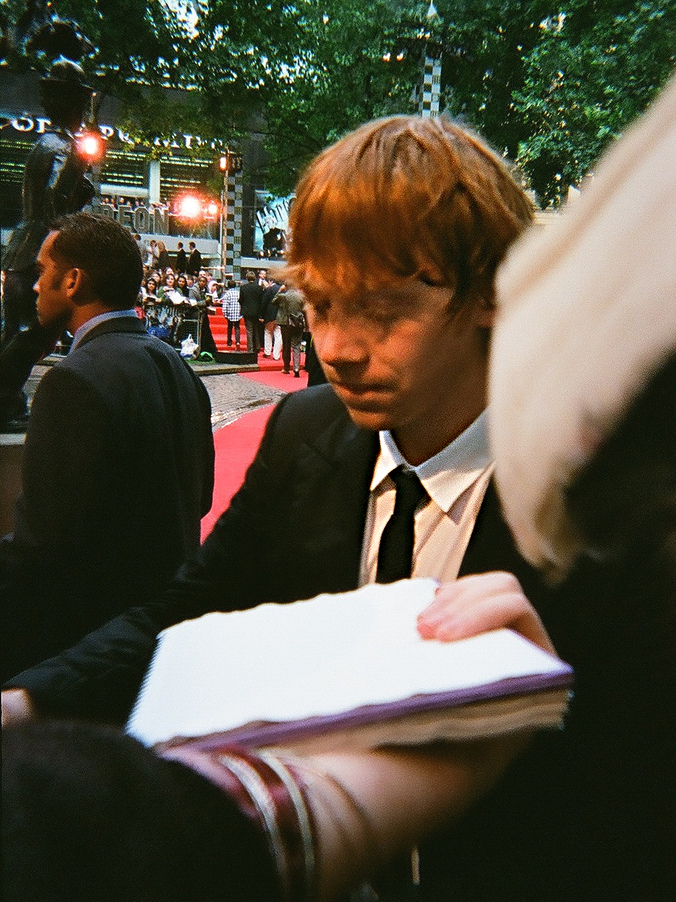
Rupert Grint, à l'image d'autres jeunes interprètes des films, a reçu plusieurs récompenses, dont le Young Artist Awards de l'acteur le plus prometteur en 2002.

Sur dix ans, la série a notamment obtenu vingt-sept nominations aux BAFTA Awards : elle a remporté celui des meilleurs décors en 2006 pour Harry Potter et la Coupe de feu et celui des meilleurs effets spéciaux en 2012 pour Harry Potter et les Reliques de la Mort, partie 2. Judianna Makovsky, première costumière de la série, s'est distinguée en remportant notamment le Saturn Award des meilleurs costumes en 2002 pour son travail sur Harry Potter à l'école des sorciers, de même que les compositeurs John Williams et Alexandre Desplat qui ont remporté chacun plusieurs récompenses notables sur la franchise,. Harry Potter et les Reliques de la Mort, partie 2 est le film ayant été le plus récompensé ; il a notamment remporté le Saturn Award du meilleur film fantastique et les Empire Awards du meilleur réalisateur et du meilleur film. Les jeunes acteurs Rupert Grint, Emma Watson, Daniel Radcliffe et Tom Felton ont reçu chacun plusieurs récompenses.
Au total, les films Harry Potter ont été nommés douze fois aux Oscars (majoritairement pour leurs décors et effets spéciaux), mais n'en ont remporté aucun. Christopher Campbell, journaliste du site Indiewire, s'est penché sur ce constat (considéré comme surprenant, autant par l'absence de victoire en dix ans que par l'absence de nominations dans les catégories « principales »,,,,) et en a conclu que la série avait été perçue par l'Académie davantage comme une « simple adaptation » de romans à succès. Elle aurait souffert d'être devenue indissociable de l'œuvre originelle, contrairement à des adaptations comme celle du Seigneur des Anneaux (lauréate de dix-sept Oscars pour trois films) qui ont été perçues comme du « véritable cinéma » :

« [Les films Harry Potter] ne sont pas tous de bons films, mais ils sont, et seront, importants dans l’histoire et l’industrie du cinéma. En fait, peut-être que ce n’est pas Heyman qui devrait recevoir un Oscar, mais Rowling, pour avoir écrit quelque chose de si populaire et qui a autant de succès une fois adapté sur grand écran. »

— Christopher Campbell (Indiewire)

## Autour des films

### Versions longues et documentaires
En plus des diverses éditions DVD et Blu-ray des huit films, Warner Bros édite le 19 septembre 2012 un coffret ultime en forme de « boîte à flemme » des frères Weasley comportant 31 DVD et Blu-ray. Les disques comprennent notamment les versions longues des deux premiers films (les seuls qui en ont bénéficié), ainsi que 37 heures de suppléments inédits, dont le documentaire en huit parties La conception du monde de Harry Potter. Un second coffret prestige sous la forme d'un livre, avec les mêmes contenus DVD et Blu-ray, est édité le 3 septembre 2014 sous le nom La Collection Poudlard. Une troisième édition prestige, sous la forme d'une valise de Poudlard, est éditée le 14 septembre 2016.
À partir du 15 novembre 2023, un documentaire intitulé David Holmes: The Boy Who Lived est diffusé sur HBO Max. Produit par Daniel Radcliffe, le film retrace le parcours de sa doublure David Holmes, victime d’un grave accident pendant le tournage de Harry Potter et les Reliques de la Mort, partie 1,.

### Studio Touret exposition itinérante
The Making of Harry Potter - Studio Tour London est une exposition permanente offrant un aperçu des décors et coulisses des films Harry Potter. Elle est située à l'intérieur des Studios de Leavesden et a ouvert ses portes au public en 2012. Le lieu couvre plus de 14 000 m2 et a coûté 100 millions d’euros au studio Warner Bros.

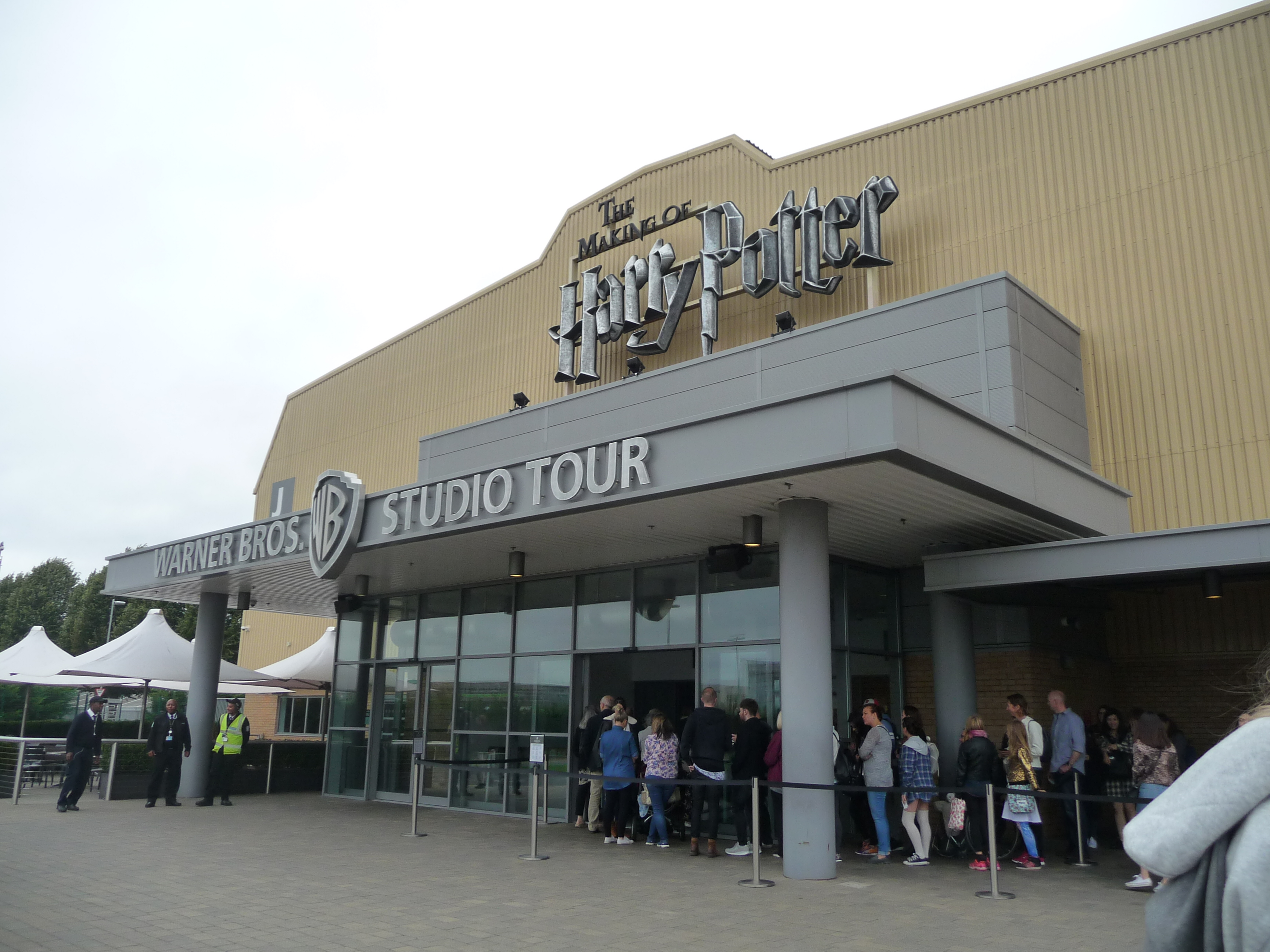
Entrée des studios Harry Potter à Leavesden.

Certains éléments de décors sont déplacés depuis 2009 pour une exposition itinérante dans plusieurs villes d'Europe, et notamment à la Cité du cinéma de Saint-Denis, du 4 avril au 6 septembre 2015 et à Brussels Expo sur le plateau du Heysel, du 30 juin 2016 au 8 janvier 2017.

### Univers étendu

#### Parcs d'attractions
The Wizarding World of Harry Potter est le nom de zones thématiques situées dans plusieurs parcs d'attractions Universal. La première zone de ce nom ouvre en 2010 à Universal's Islands of Adventure près d'Orlando, en Floride. Une extension de la zone est inaugurée en 2014 à Universal Studios Florida, le parc voisin. La zone d’Universal's Islands of Adventure est dupliquée au Japon en 2014, à Hollywood en 2016 et à Pékin en 2021.

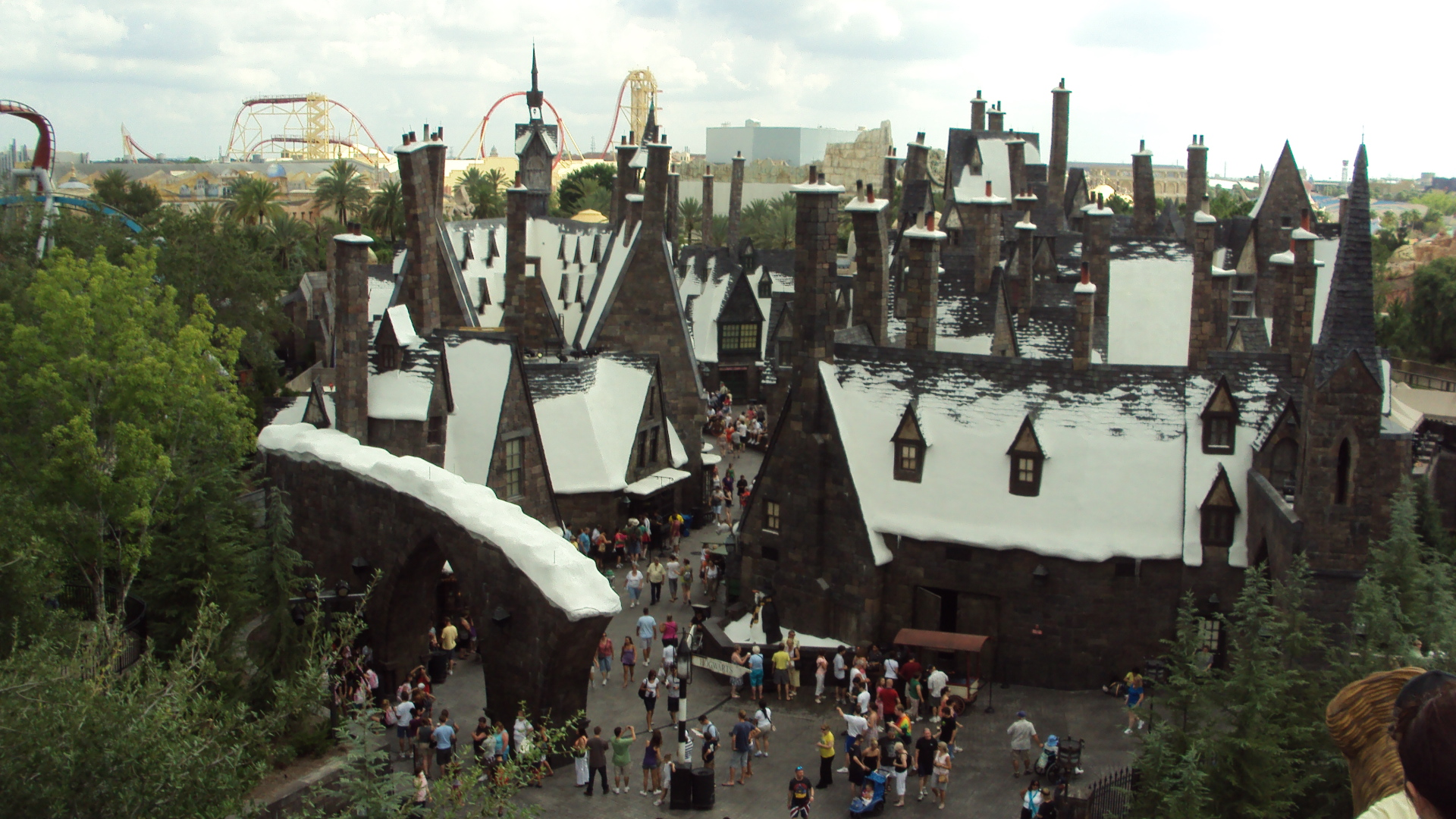
Réplique du village de Pré-au-Lard dans la zone thématique du parc d'Orlando en 2010.

Ces zones consacrées à l'univers de Harry Potter proposent notamment une visite du village de Pré-au-Lard et du chemin de Traverse à tailles réelles (tels que matérialisés dans les films), ainsi que des attractions thématiques, comme le parcours scénique Harry Potter and the Forbidden Journey situé à l'intérieur d'une réplique du château de Poudlard, ou les montagnes russes Flight of the Hippogriff et Dragon Challenge (cette dernière attraction, détruite en 2017,, est remplacée en 2019 par Hagrid's Magical Creatures Motorbike Adventure).
The Wizarding World of Harry Potter rencontre un succès considérable dans les parcs à thème d'Universal Resort. Les classements Aecom et Themed Entertainment Association publiés chaque année depuis 2006 montrent une progression significative du nombre de visiteurs dans les parcs Universal en Floride, au Japon et en Californie depuis que ceux-ci ont intégré une zone thématique Harry Potter. Ainsi, la fréquentation dans chacun de ces parcs a augmenté en moyenne de 32 % dès l’ouverture de ces zones. Entre 2010 et 2015, les revenus des deux parcs d'Orlando et de celui d'Osaka ont augmenté de 109 %, atteignant près de 2,6 milliards d'euros.

#### SérieLes Animaux fantastiques

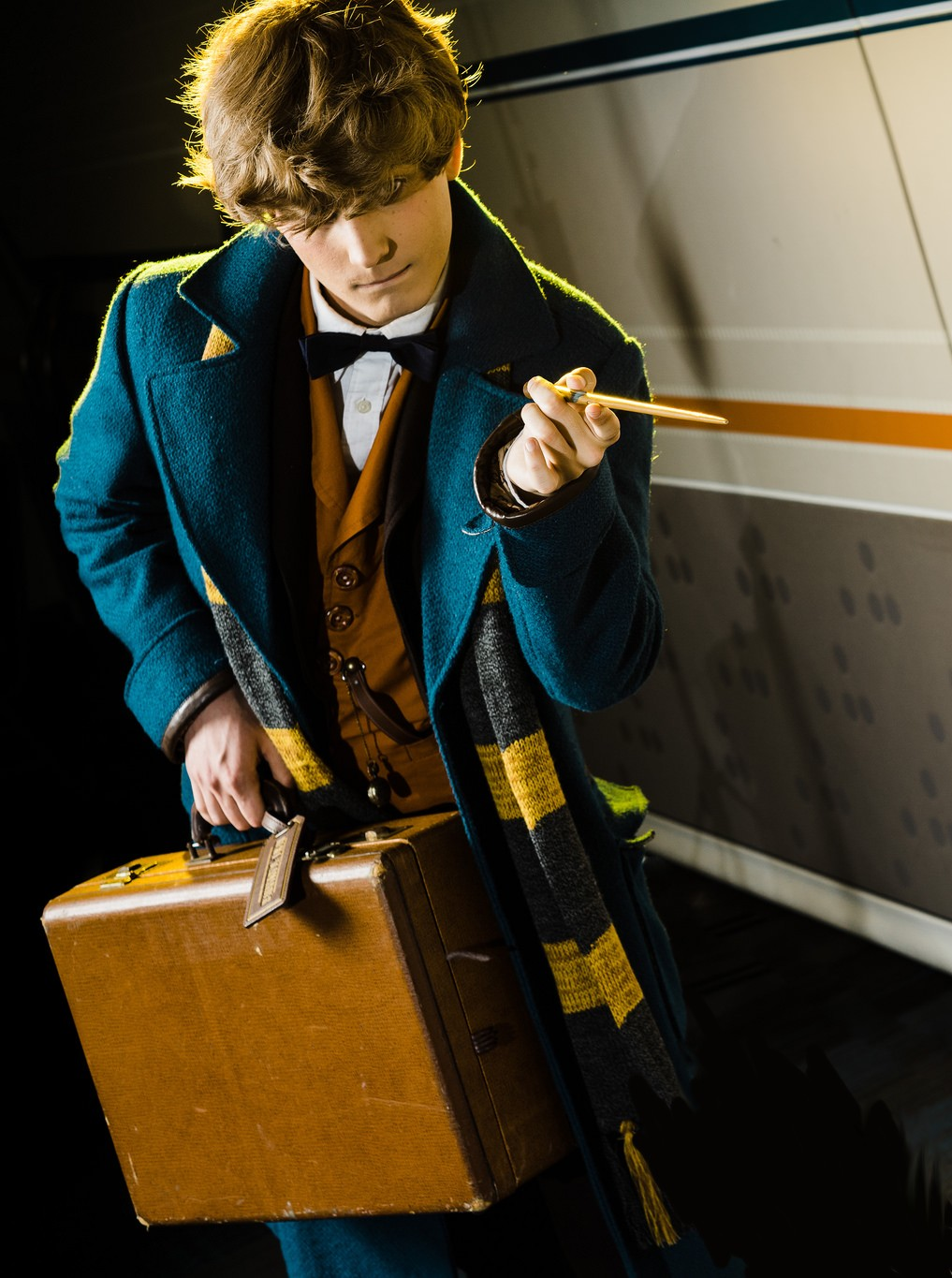
Cosplay de Norbert Dragonneau, personnage des Animaux fantastiques.

Sur une idée du producteur Lionel Wigram, J. K. Rowling développe en 2015 (d'après son propre livre-guide Les Animaux fantastiques) les aventures d'un nouveau héros, Norbert Dragonneau, au sein du même univers étendu que celui de Harry Potter, mais situé soixante-cinq ans plus tôt dans sa chronologie. Wigram souhaitait en effet, après la fin de Harry Potter au cinéma, développer les possibilités qu'offrait le petit livre à travers une série dérivée de films, dont le premier volet est sorti en salles en 2016.
Les créatures et le héros Norbert Dragonneau (interprété par Eddie Redmayne) sont adaptés du petit répertoire que Harry, Ron et Hermione consultent bien plus tard à Poudlard. La nouvelle histoire, les autres personnages (hormis les jeunes Albus Dumbledore et Gellert Grindelwald qui y sont présents) ainsi que « l'extension » de l'univers magique sont créés et développés pour l'occasion par J. K. Rowling, qui décide pour la première fois de s'occuper elle-même du script et d'écrire pour le cinéma.
Une grande partie de l'équipe technique des films Harry Potter (dont le réalisateur David Yates, le scénariste et producteur Steve Kloves, le producteur David Heyman, le duo de graphistes MinaLima et le chef décorateur Stuart Craig) a été rappelée sur cette production.

#### Produits dérivés

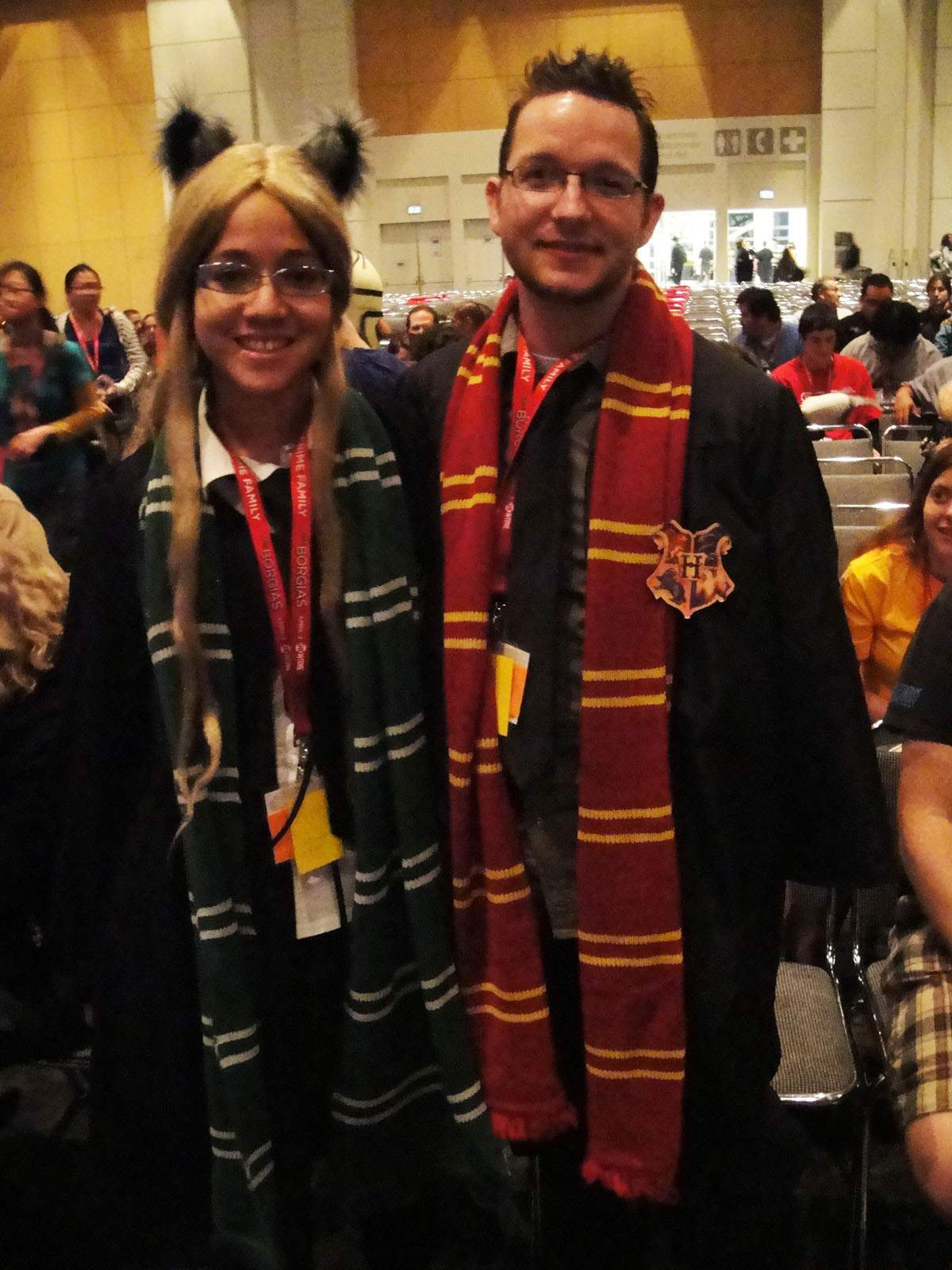
Fans revêtant des écharpes aux couleurs des maisons de Poudlard.

De nombreux produits dérivés sont commercialisés, tels que des éléments d'uniformes scolaires aux couleurs des maisons de Poudlard (écharpes, pulls, cravates, etc.), des mugs ou des portes-clés. The Noble Collection, spécialiste des répliques d'objets de cinéma, propose notamment des baguettes Harry Potter en résine, ainsi que d'autres objets se référant à l'univers cinématographique de la série.
Depuis 2017, Warner Bros. s'associe avec de nouveaux partenaires afin de développer la franchise dans de nombreuses catégories de produits (jeux de société, figurines Funko Pop, objets et baguettes magiques Noble Collection, stickers Panini, poupées Mattel, puzzles Ravensburger, Puzz-3D Wrebbit, etc.). Une gamme Lego Harry Potter, créée en 2001, regroupe des ensembles de mises en scène des différents films de la franchise.
En 2020, la licence de jeux et jouets Harry Potter devient la plus dynamique du marché en France, avec une augmentation de ses ventes de 44%.

##### Jeux de société
De nombreux jeux de société classiques et populaires ont été réédités par Hasbro, Mattel, Parker, Ravensburger ou Asmodee en ayant pour thème l'univers cinématographique de Harry Potter. Il existe notamment une version spécifique du Cluedo, de l'Uno, du Scrabble, du Labyrinthe (Les couloirs de Poudlard), du Qui est-ce ?, du Dobble, du Munchkin, du Trivial Pursuit (une édition « voyage » en français sortie en 2019, suivie d'une version « plateau »), du Sagaland (La Forêt interdite), du Time's Up, ainsi que divers jeux de cartes, puzzles et plateaux d'échecs.
En 2013, Gallimard Jeunesse édite un jeu de plateau Harry Potter : Le Jeu, proposant un parcours de type jeu de l'oie à travers les films de la saga, en répondant à des questions ou en relevant des défis. Divers jeux d'adresse pour enfants sont également édités (quidditch, parcours de lévitation d'objets, etc.).
En 2016, sort Harry Potter : Bataille à Poudlard, un jeu collaboratif basé sur le principe du deck-building, édité par Asmodee.

##### Jeux vidéo
Chaque volet de la série a été adapté en jeu vidéo par Electronic Arts sur diverses plateformes, notamment sur PC (Windows), Game Boy Color, Game Boy Advance, PlayStation, PlayStation 2, Xbox et GameCube. Les trois derniers jeux adaptés sont également disponibles sur Wii. Ce sont des jeux d'action-aventure suivant les événements principaux de l'intrigue et dont la sortie coïncide avec celle des films Harry Potter. Ils sont agrémentés de nombreuses phases de plates-formes et d'affrontements. Pour le premier épisode, l'échange d'informations n'est pas encore organisé entre Warner Bros. et Electronic Arts, et l'équipe créative décide de se baser presque exclusivement sur le roman, puisqu'elle ignore encore tout de la mise en scène, du script et des scènes importantes du film à venir. Les épisodes suivants seront quant à eux davantage inspirés des films, aussi bien pour le scénario que pour les décors.
- Harry Potter à l'école des sorciers (2001)
- Harry Potter et la Chambre des secrets (2002)
- Harry Potter et le Prisonnier d'Azkaban (2004)
- Harry Potter et la Coupe de feu (2005)
- Harry Potter et l'Ordre du Phénix (2007)
- Harry Potter et le Prince de sang-mêlé (2009)
- Harry Potter et les Reliques de la Mort, partie 1 (2010)
- Harry Potter et les Reliques de la Mort, partie 2 (2011)

Electronic Arts développe en 2003 une édition « spéciale quidditch » : Harry Potter : Coupe du monde de quidditch. Deux jeux vidéo Lego (Lego Harry Potter : Années 1 à 4 et Lego Harry Potter : Années 5 à 7), parus respectivement en 2010 et 2011 et édités par Warner Bros. Interactive Entertainment, sont disponibles sur plusieurs plateformes. En 2012 sort Wonderbook: Book of Spells, basé sur l'univers, suivi en 2018 de Harry Potter : Secret à Poudlard, un jeu vidéo de rôle sur android et IOS, puis de Harry Potter: Wizards Unite entre 2019 et 2022, co-développé par Warner Bros Games et Niantic. Ce dernier est basé sur le même concept que celui de Pokémon Go.
Début 2023 sort sur PC, PlayStation, Xbox et Nintendo Switch le jeu RPG Hogwarts Legacy. Développé par Avalanche Software et édité par Warner Bros. Interactive Entertainment, le jeu prend place dans le monde des sorciers à la fin des années 1800. En 2022, il est considéré comme le jeu vidéo le plus attendu de l'année,,.

### RétrospectiveRetour à Poudlard

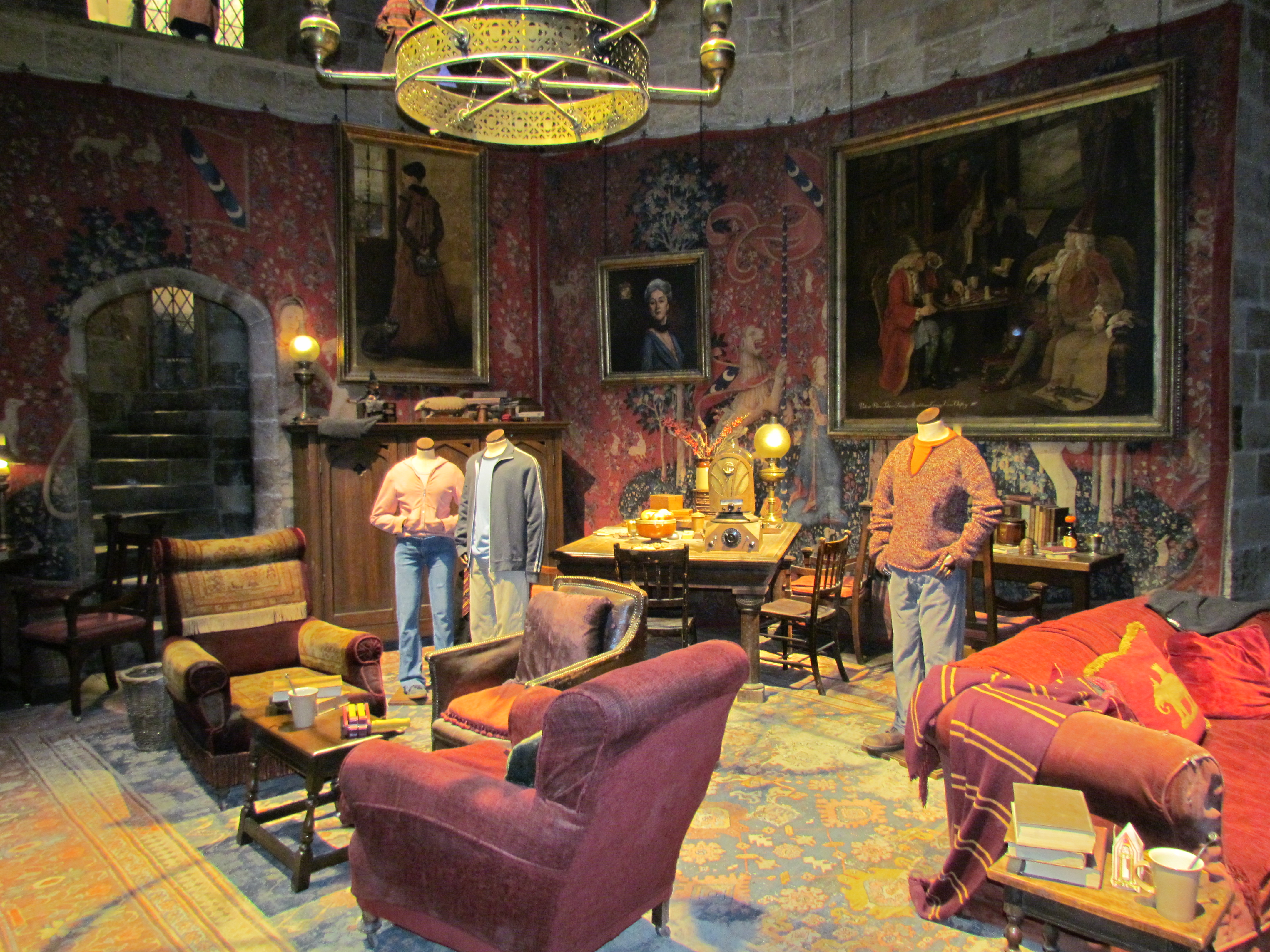
La salle commune de Gryffondor, décor des retrouvailles entre les trois acteurs principaux.

En novembre 2021, le site WizardingWorld.com annonce le tournage d'une émission de rétrospective intitulée Retour à Poudlard (Return to Hogwarts), qui célèbre les 20 ans du premier film de la franchise,. À cette occasion, Daniel Radcliffe, Rupert Grint et Emma Watson retournent au Warner Bros. Studio Tour de Londres, de même que de nombreux autres acteurs et membres de l'équipe, pour y évoquer notamment le phénomène culturel Harry Potter et leurs souvenirs de tournage. L'émission est diffusée à partir du 1er janvier 2022 sur HBO Max (États-Unis), Salto et TF1 (France), Tipik et Streamz (nl) (Belgique),, RTS 1 (Suisse) et Crave (Canada).